# Olympische Geschichte Belgiens
| Gelbes Symbol für Goldmedaillen mit stilisierten Olympischen Ringen | Graues Symbol für Silbermedaillen mit stilisierten Olympischen Ringen | Braundes Symbol für Bronzemedaillen mit stilisierten Olympischen Ringen |
| ------------------------------------------------------------------- | --------------------------------------------------------------------- | ----------------------------------------------------------------------- |
| 42                                                                  | 55                                                                    | 59                                                                      |

Belgien, dessen NOK, das Belgische Olympische und Interföderale Komitee, 1906 gegründet und vom IOC anerkannt wurde, nimmt seit 1900 an Olympischen Sommerspielen teil. Seit 1924 werden auch Sportler zu Winterspielen entsandt. Jugendliche Sportler nahmen an allen bislang ausgetragenen Olympischen Jugendspielen im Sommer und im Winter teil. Belgien war einmal Ausrichter von Olympischen Sommerspielen, als sie 1920 in Antwerpen stattfanden.

## Allgemeines

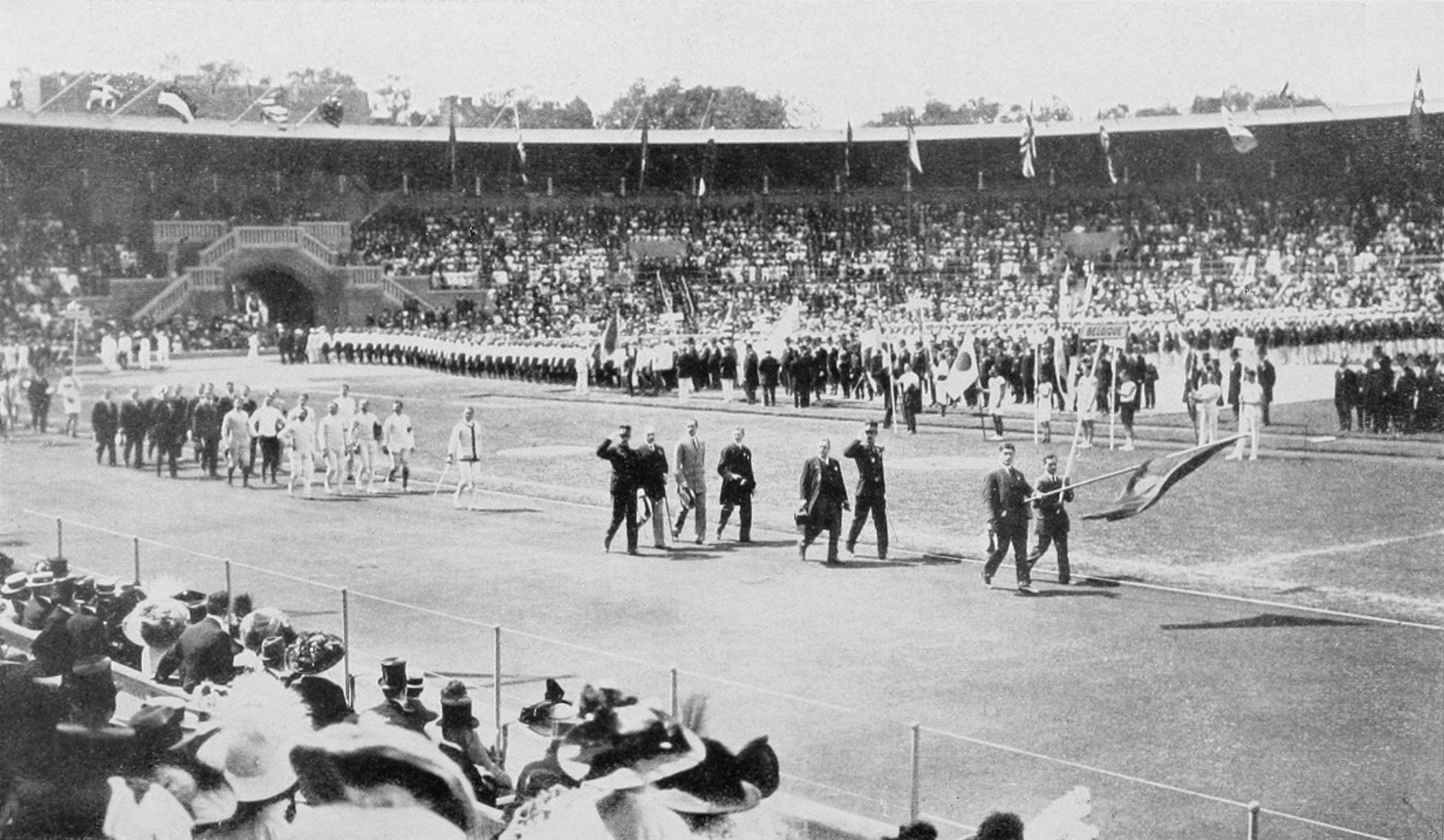
Einmarsch der belgischen Mannschaft 1912

Belgien gehört zu den Nationen, die bei allen Sommerspielen, mit Ausnahme von 1932, mindestens eine Medaille gewannen.
Der Florettfechter Antoine Smet war am 14. Mai 1900 der erste belgische Olympionike. Am 8. Juli 1912 nahm mit der Schwimmerin Claire Guttenstein die erste Frau des Königreiches bei Olympischen Spielen teil. 1920 in Antwerpen gehörten Eiskunstlauf und Eishockey ebenfalls zu den olympischen Sportarten. Die belgische Eishockey-Nationalmannschaft spielte am 23. April 1920 gegen Schweden (0:8), damit waren die Teammitglieder die ersten belgischen Wintersportler bei Olympischen Spielen. Die erste Wintersportlerin war am 25. April 1920 die Eiskunstläuferin Gérardine Herbos, die am 31. Januar 1924 auch die erste belgische Frau bei Winterspielen war. Die ersten belgischen Männer bei Winterspielen waren am 26. Januar 1924 die Eisschnellläufer Louis de Ridder, Gaston van Hazebroeck, Philippe Van Volckxsom und Marcel Moens.
Der erfolgreichste Athlet ist mit zehn Medaillen der Bogenschütze Hubert Van Innis. Er trat 1900 und 1920 an und wurde sechs Mal Olympiasieger, hinzu kamen vier Silbermedaillen. Er ist auch Belgiens erster Medaillengewinner und Olympiasieger. Die Schwimmerin Ingrid Lempereur schaffte 1984 den ersten Medaillengewinn einer Frau Belgiens. Die erste Olympiasiegerin Belgiens war 1996 die Judoka Ulla Werbrouck.
Das Bogenschießen ist Belgiens erfolgreichste Sportart mit insgesamt 20 Medaillen. Nur im Radsport wurden mehr Medaillen gewonnen. Bei 26 Medaillen gab es sieben Olympiasiege. Erfolgreichste Wintersportart mit zwei Medaillen, davon ein Olympiasieg, ist das Eiskunstlaufen.
Belgiens erste Olympiamannschaft 1900 umfasste 64 Mitglieder. Die größte Mannschaft ging bei den heimischen Sommerspielen 1920 an den Start, hier traten 336 Sportler an. Bis 1960 wurden mit Ausnahme von 1956 ständig über 100 Athleten geschickt. Danach erreichte man nur noch 1976, 2012 und 2016 eine dreistellige Teilnehmerzahl. Die größte Olympiamannschaft bei Winterspielen ging 1936 in Garmisch-Partenkirchen an den Start. 27 belgische Wintersportler traten an.
Die heimischen Sommerspiele waren die erfolgreichsten Spiele für belgische Sportler überhaupt. Insgesamt gewannen sie in Antwerpen 36 Medaillen, davon 14 Gold-, elf Silber- und elf Bronzemedaillen. Die erfolgreichsten Winterspiele waren die Spiele von 1948 in St. Moritz. Hier gelang der einzige Olympiasieg bei Winterspielen.
Belgien hat zwei stimmberechtigte IOC-Mitglieder. 2012 wurde der Sportfunktionär Pierre-Olivier Beckers-Vieujant zum IOC-Mitglied gewählt. Der Präsident des belgischen NOKs ist Mitglied der Kommissionen für Finanzen und Ethik. Außerdem ist er Vorsitzender der Rechnungskommission. 2017 wurde der Präsident der Fédération Équestre Internationale, Ingmar De Vos, zum IOC-Mitglied gewählt.
Der Chirurg Jacques Rogge, selber dreifacher Olympiateilnehmer im Segeln, war von 2001 bis 2013 IOC-Präsident. Er war der Nachfolger des Spaniers Juan Antonio Samaranch und wurde von dem Deutschen Thomas Bach abgelöst. Bis zu seinem Tod 2021 war er Ehrenpräsident auf Lebenszeit.

## Bewerbungen und Ausrichtungen der Olympischen Spiele

### Bewerbungen

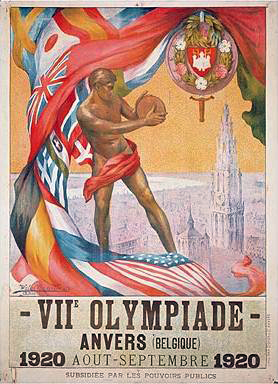
Das Plakat der Olympischen Spiele 1920 in Antwerpen

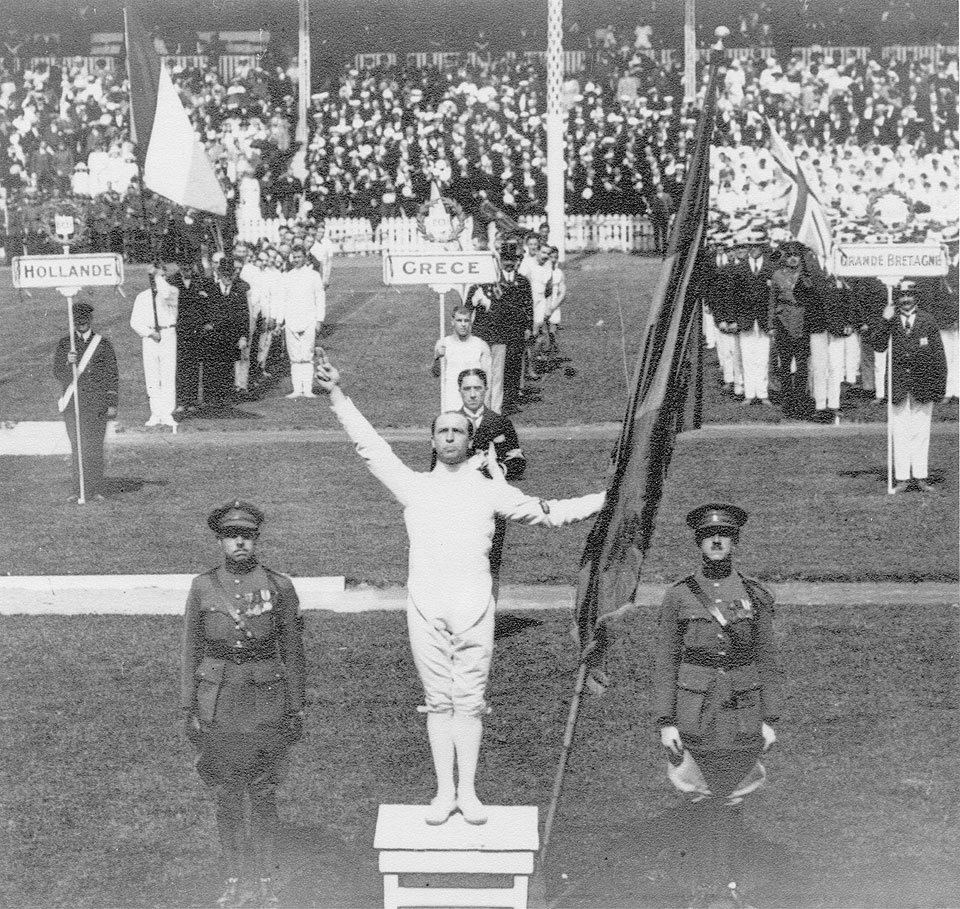
Victor Boin spricht den olympischen Eid

Für die Ausrichtung Olympischer Spiele reichten die Städte Brüssel und Antwerpen Bewerbungen ein. Die erste Bewerbung wurde von Brüssel für die Ausrichtung der 6. Olympischen Spiele ein, die 1916 stattfinden sollten. Brüssel verlor gegen Berlin, die Spiele wurden jedoch wegen des Ersten Weltkrieges nicht durchgeführt.
Für die Ausrichtung der 7. Olympischen Spiele 1920 bewarb sich Antwerpen. Auf der 17. IOC-Session in Lausanne wurde Antwerpen der Zuschlag gegeben. Als Favorit galt die ungarische Hauptstadt Budapest, doch IOC-Präsident Pierre de Coubertin wünschte sich mit Belgien ein Gastgeberland, das besonders schwer unter den Kriegshandlungen des Ersten Weltkrieges gelitten hatte.
Brüssel bewarb sich um die Ausrichtung der 17. Olympischen Spiele 1960, verlor aber mit nur sechs Stimmen im ersten Wahlgang. Auch die Bewerbung um die Ausrichtung der 18. Olympischen Spiele 1964 scheiterte schon im ersten Wahlgang, den Tokio mit absoluter Mehrheit gegenüber Detroit, Wien und Brüssel gewann.

### Ausrichtung
Vom 20. April bis zum 12. September 1920 fanden die Olympischen Spiele in Antwerpen statt. 2626 Athleten, davon 65 Frauen, aus 29 Ländern nahmen teil. Eröffnet wurden die Spiele von König Albert I. Als Auslöser des Ersten Weltkrieges wurden Deutschland, Österreich, Bulgarien, Ungarn und die Türkei nicht eingeladen. Auch die Sowjetunion wurde nicht eingeladen, hier auf Grund des politischen Embargos. In Antwerpen wurde erstmals der olympische Eid gesprochen (durch den Schwimmer Victor Boin) und die olympische Flagge gehisst. Erstmals bei Olympischen Spielen wurde ein Eishockeyturnier durchgeführt. Das Gastgeberland Belgien belegte im Medaillenspiegel Platz 5.

## Übersicht der Teilnahmen

### Sommerspiele
| Jahr   | Athleten           | Athleten           | Athleten           | Sportarten         | Sportarten         | Sportarten         | Sportarten         | Sportarten         | Sportarten         | Sportarten         | Sportarten         | Sportarten         | Sportarten         | Sportarten         | Sportarten         | Sportarten         | Sportarten         | Sportarten         | Sportarten         | Sportarten         | Sportarten         | Sportarten         | Sportarten         | Sportarten         | Sportarten         | Sportarten         | Sportarten         | Sportarten         | Sportarten         | Sportarten         | Sportarten         | Sportarten         | Sportarten         | Sportarten         | Sportarten         | Sportarten         | Sportarten         | Sportarten         | Sportarten         | Sportarten         | Medaillen          | Medaillen          | Medaillen          | Medaillen          | Rang               |
| Jahr   | ∑                  |                    |                    |                    |                    |                    |                    |                    |                    |                    |                    |                    |                    |                    |                    |                    |                    |                    |                    |                    |                    |                    |                    |                    |                    |                    |                    |                    |                    |                    |                    |                    |                    |                    |                    |                    |                    |                    |                    |                    |                    |                    |                    | Medaillen – Gesamt | Rang               |
| ------ | ------------------ | ------------------ | ------------------ | ------------------ | ------------------ | ------------------ | ------------------ | ------------------ | ------------------ | ------------------ | ------------------ | ------------------ | ------------------ | ------------------ | ------------------ | ------------------ | ------------------ | ------------------ | ------------------ | ------------------ | ------------------ | ------------------ | ------------------ | ------------------ | ------------------ | ------------------ | ------------------ | ------------------ | ------------------ | ------------------ | ------------------ | ------------------ | ------------------ | ------------------ | ------------------ | ------------------ | ------------------ | ------------------ | ------------------ | ------------------ | ------------------ | ------------------ | ------------------ | ------------------ | ------------------ |
| 1896   | nicht teilgenommen | nicht teilgenommen | nicht teilgenommen | nicht teilgenommen | nicht teilgenommen | nicht teilgenommen | nicht teilgenommen | nicht teilgenommen | nicht teilgenommen | nicht teilgenommen | nicht teilgenommen | nicht teilgenommen | nicht teilgenommen | nicht teilgenommen | nicht teilgenommen | nicht teilgenommen | nicht teilgenommen | nicht teilgenommen | nicht teilgenommen | nicht teilgenommen | nicht teilgenommen | nicht teilgenommen | nicht teilgenommen | nicht teilgenommen | nicht teilgenommen | nicht teilgenommen | nicht teilgenommen | nicht teilgenommen | nicht teilgenommen | nicht teilgenommen | nicht teilgenommen | nicht teilgenommen | nicht teilgenommen | nicht teilgenommen | nicht teilgenommen | nicht teilgenommen | nicht teilgenommen | nicht teilgenommen | nicht teilgenommen | nicht teilgenommen | nicht teilgenommen | nicht teilgenommen | nicht teilgenommen | nicht teilgenommen | nicht teilgenommen |
| 1900   | 67                 | 67                 | 0                  |                    |                    |                    | 4                  |                    |                    |                    | 5                  | 11                 |                    |                    |                    |                    |                    |                    |                    |                    |                    | 1                  | 13                 |                    |                    | 9                  | 11                 | 2                  |                    |                    |                    |                    |                    |                    |                    |                    | 1                  |                    | 10                 |                    | 5                  | 5                  | 5                  | 15                 | 6                  |
| 1904   | nicht teilgenommen | nicht teilgenommen | nicht teilgenommen | nicht teilgenommen | nicht teilgenommen | nicht teilgenommen | nicht teilgenommen | nicht teilgenommen | nicht teilgenommen | nicht teilgenommen | nicht teilgenommen | nicht teilgenommen | nicht teilgenommen | nicht teilgenommen | nicht teilgenommen | nicht teilgenommen | nicht teilgenommen | nicht teilgenommen | nicht teilgenommen | nicht teilgenommen | nicht teilgenommen | nicht teilgenommen | nicht teilgenommen | nicht teilgenommen | nicht teilgenommen | nicht teilgenommen | nicht teilgenommen | nicht teilgenommen | nicht teilgenommen | nicht teilgenommen | nicht teilgenommen | nicht teilgenommen | nicht teilgenommen | nicht teilgenommen | nicht teilgenommen | nicht teilgenommen | nicht teilgenommen | nicht teilgenommen | nicht teilgenommen | nicht teilgenommen | nicht teilgenommen | nicht teilgenommen | nicht teilgenommen | nicht teilgenommen | nicht teilgenommen |
| 1908   | 70                 | 70                 | 0                  |                    |                    |                    |                    |                    |                    |                    | 18                 |                    |                    |                    |                    |                    |                    |                    | 6                  |                    |                    | 6                  |                    |                    | 4                  | 10                 | 10                 | 7                  | 3                  |                    |                    |                    |                    |                    |                    |                    | 2                  |                    | 7                  | 1                  | 1                  | 5                  | 2                  | 8                  | 10                 |
| 1912   | 35                 | 34                 | 1                  |                    |                    |                    |                    |                    |                    |                    | 11                 |                    |                    |                    |                    |                    |                    |                    | 2                  |                    |                    | 1                  | 4                  |                    | 1                  | 6                  |                    | 5                  |                    |                    |                    |                    |                    |                    |                    |                    |                    |                    | 9                  |                    | 2                  | 1                  | 3                  | 6                  | 13                 |
| 1920   | 332                | 332                | 10                 |                    |                    |                    | 14                 | 13                 | 7                  | 2                  | 22                 | 14                 | 7                  |                    | 14                 |                    |                    |                    | 42                 |                    | 4                  | 15                 | 18                 |                    | 12                 | 20                 | 24                 | 12                 | 14                 |                    |                    |                    | 8                  | 16                 |                    |                    | 48                 |                    | 8                  | 3                  | 14                 | 11                 | 11                 | 36                 | 5                  |
| 1924   | 169                | 164                | 5                  | 17                 |                    |                    |                    | 10                 |                    |                    | 19                 | 11                 | 8                  |                    |                    |                    |                    |                    |                    | 4                  |                    | 9                  | 11                 |                    | 17                 | 16                 | 14                 | 6                  | 8                  |                    |                    |                    |                    | 8                  |                    |                    |                    |                    | 11                 | 2                  | 3                  | 7                  | 3                  | 13                 | 10                 |
| 1928   | 171                | 159                | 12                 |                    |                    |                    |                    | 6                  |                    |                    | 21                 | 14                 | 8                  |                    | 18                 |                    |                    |                    | 32                 | 3                  |                    | 8                  | 9                  |                    | 13                 | 21                 |                    | 4                  | 6                  |                    |                    |                    |                    |                    |                    |                    |                    |                    | 10                 |                    |                    | 1                  | 2                  | 3                  | 29                 |
| 1932   | 7                  | 6                  | 1                  |                    |                    |                    |                    |                    |                    |                    | 7                  |                    |                    |                    |                    |                    |                    |                    |                    |                    |                    |                    |                    |                    |                    |                    |                    |                    |                    |                    |                    |                    |                    |                    |                    |                    |                    |                    |                    |                    |                    |                    |                    |                    |                    |
| 1936   | 119                | 114                | 5                  |                    | 8                  |                    |                    | 8                  |                    |                    | 20                 |                    |                    |                    | 14                 |                    | 9                  |                    | 13                 | 3                  |                    | 8                  | 3                  |                    | 11                 | 7                  | 3                  |                    | 3                  |                    |                    |                    |                    |                    |                    |                    |                    |                    | 9                  |                    |                    |                    | 2                  | 2                  | 29                 |
| 1948   | 148                | 129                | 19                 |                    | 14                 |                    |                    | 8                  |                    |                    | 18                 |                    | 3                  |                    | 13                 |                    | 9                  |                    | 18                 | 3                  |                    | 12                 |                    |                    | 9                  | 4                  | 3                  | 6                  | 12                 |                    |                    |                    |                    |                    |                    |                    | 8                  |                    | 8                  |                    | 2                  | 2                  | 3                  | 7                  | 15                 |
| 1952   | 135                | 130                | 5                  |                    | 12                 |                    |                    | 5                  |                    |                    | 14                 |                    | 2                  |                    | 13                 |                    | 4                  |                    | 21                 | 1                  |                    | 11                 |                    |                    | 9                  | 12                 | 4                  | 10                 | 4                  |                    |                    |                    |                    |                    |                    |                    | 3                  |                    | 10                 |                    | 2                  | 2                  |                    | 4                  | 14                 |
| 1956   | 57                 | 53                 | 4                  |                    |                    |                    |                    | 1                  |                    |                    | 6                  |                    | 1                  |                    | 12                 |                    | 2                  |                    | 6                  |                    |                    | 7                  | 3                  |                    | 3                  | 7                  | 2                  | 6                  | 1                  |                    |                    |                    |                    |                    |                    |                    |                    |                    |                    |                    |                    | 2                  |                    | 2                  | 28                 |
| 1960   | 101                | 93                 | 8                  |                    |                    |                    |                    | 4                  |                    |                    | 15                 |                    | 2                  |                    | 17                 |                    | 4                  |                    | 12                 | 1                  |                    | 13                 | 2                  |                    | 5                  | 5                  | 3                  | 3                  | 3                  |                    |                    |                    |                    |                    |                    |                    | 5                  |                    | 7                  |                    |                    | 2                  | 2                  | 4                  | 26                 |
| 1964   | 61                 | 60                 | 1                  |                    |                    |                    |                    |                    |                    |                    | 2                  |                    | 1                  |                    | 16                 |                    | 2                  |                    | 10                 |                    |                    | 10                 |                    |                    | 3                  | 2                  | 1                  | 2                  | 1                  |                    |                    |                    |                    |                    |                    |                    | 1                  |                    | 10                 |                    | 2                  |                    | 1                  | 3                  | 20                 |
| 1968   | 82                 | 77                 | 5                  |                    |                    |                    |                    |                    |                    |                    | 3                  |                    | 2                  |                    | 15                 |                    | 3                  |                    | 15                 |                    |                    | 15                 |                    |                    | 2                  | 1                  | 3                  | 6                  | 3                  |                    |                    |                    |                    |                    |                    |                    | 2                  | 12                 |                    |                    |                    | 1                  | 1                  | 2                  | 36                 |
| 1972   | 88                 | 82                 | 6                  |                    |                    |                    | 3                  |                    |                    |                    | 1                  |                    | 1                  |                    | 17                 | 4                  | 8                  |                    | 15                 |                    |                    | 14                 | 4                  |                    | 2                  | 5                  | 6                  | 4                  | 4                  |                    |                    |                    |                    |                    |                    |                    |                    |                    |                    |                    |                    | 2                  |                    | 2                  | 29                 |
| 1976   | 101                | 75                 | 26                 |                    |                    |                    | 2                  | 1                  |                    |                    | 4                  |                    | 1                  |                    | 15                 | 2                  | 11                 |                    | 25                 |                    |                    | 7                  | 4                  |                    | 2                  | 7                  | 5                  | 10                 | 3                  |                    |                    |                    |                    |                    |                    |                    | 2                  |                    |                    |                    |                    | 3                  | 3                  | 6                  | 28                 |
| 1980   | 59                 | 43                 | 16                 |                    |                    |                    | 2                  |                    |                    |                    | 3                  |                    | 3                  |                    |                    | 1                  | 6                  |                    | 19                 |                    |                    | 12                 |                    |                    | 3                  |                    | 3                  | 7                  |                    |                    |                    |                    |                    |                    |                    |                    |                    |                    |                    |                    | 1                  |                    |                    | 1                  | 23                 |
| 1984   | 63                 | 47                 | 16                 |                    |                    |                    | 5                  |                    |                    |                    | 4                  |                    |                    |                    |                    | 2                  | 5                  |                    | 15                 |                    |                    | 8                  | 3                  | 1                  |                    | 6                  | 6                  | 6                  | 1                  |                    |                    |                    |                    |                    |                    |                    |                    |                    |                    | 1                  | 1                  | 1                  | 2                  | 4                  | 21                 |
| 1988   | 59                 | 35                 | 24                 |                    |                    |                    | 3                  |                    |                    |                    | 2                  |                    |                    |                    |                    | 4                  | 2                  |                    | 13                 |                    |                    | 6                  | 1                  |                    | 1                  | 8                  | 6                  | 8                  |                    |                    |                    |                    |                    |                    | 2                  |                    | 2                  |                    |                    | 1                  |                    |                    | 2                  | 2                  | 44                 |
| 1992   | 68                 | 43                 | 25                 | 1                  |                    |                    | 1                  | 1                  |                    |                    |                    |                    |                    |                    |                    | 9                  | 2                  |                    | 7                  |                    |                    | 7                  | 8                  |                    | 1                  | 9                  | 4                  | 7                  | 5                  |                    |                    |                    |                    | 1                  | 2                  |                    | 2                  |                    |                    | 1                  |                    | 1                  | 2                  | 3                  | 44                 |
| 1996   | 61                 | 41                 | 20                 |                    |                    |                    | 1                  |                    |                    |                    |                    |                    |                    |                    |                    | 7                  | 3                  |                    | 12                 |                    |                    | 9                  | 6                  | 1                  | 1                  | 5                  | 4                  | 4                  | 3                  |                    |                    |                    |                    | 3                  | 2                  |                    |                    |                    |                    |                    | 2                  | 2                  | 2                  | 6                  | 31                 |
| 2000   | 68                 | 36                 | 32                 | 1                  |                    |                    | 1                  |                    |                    |                    |                    |                    | 2                  |                    |                    | 9                  | 1                  |                    | 9                  |                    |                    | 13                 | 6                  |                    |                    | 4                  | 1                  | 9                  | 4                  |                    |                    |                    |                    | 3                  | 2                  | 2                  | 1                  |                    |                    |                    |                    | 2                  | 3                  | 5                  | 55                 |
| 2004   | 50                 | 31                 | 19                 |                    |                    |                    |                    |                    |                    |                    | 1                  |                    |                    |                    |                    | 3                  | 3                  |                    | 9                  |                    |                    | 9                  | 9                  |                    |                    | 3                  | 1                  |                    | 4                  |                    |                    | 1                  |                    | 3                  | 1                  | 2                  | 1                  |                    |                    |                    | 1                  |                    | 2                  | 3                  | 51                 |
| 2008   | 94                 | 77                 | 17                 |                    |                    | 2                  |                    |                    |                    |                    |                    | 19                 | 1                  |                    | 16                 | 3                  | 2                  |                    | 17                 |                    |                    | 11                 | 3                  |                    |                    | 3                  |                    | 7                  | 3                  |                    |                    |                    |                    | 2                  | 1                  | 2                  | 2                  |                    |                    |                    | 2                  | 0                  | 0                  | 2                  | 37                 |
| 2012   | 111                | 69                 | 42                 | 2                  |                    |                    |                    |                    |                    |                    |                    |                    | 1                  |                    | 32                 | 5                  | 4                  |                    | 14                 |                    |                    | 16                 | 10                 |                    |                    | 1                  | 1                  | 12                 | 3                  |                    |                    |                    |                    | 5                  | 1                  | 2                  | 2                  |                    |                    |                    |                    | 1                  | 2                  | 3                  | 60                 |
| 2016   | 104                | 70                 | 34                 | 2                  |                    |                    | 1                  |                    |                    |                    | 1                  |                    | 1                  | 3                  | 16                 | 5                  | 1                  |                    | 23                 |                    |                    | 14                 | 5                  |                    |                    | 1                  | 1                  | 10                 | 4                  |                    |                    | 3                  |                    | 3                  |                    | 4                  | 6                  |                    |                    |                    | 2                  | 2                  | 2                  | 6                  | 35                 |
| 2020   | 123                | 69                 | 54                 | 1                  | 16                 |                    | 1                  |                    |                    |                    |                    |                    | 2                  | 3                  | 18                 | 4                  | 4                  |                    | 29                 |                    |                    | 14                 | 8                  |                    |                    | 2                  | 1                  | 2                  | 4                  | 1                  |                    | 1                  |                    | 4                  |                    | 4                  | 4                  |                    |                    |                    | 3                  | 1                  | 3                  | 7                  | 29                 |
| 2024   | 167                | 84                 | 83                 | 2                  | 12                 |                    |                    | 3                  |                    |                    | 1                  |                    | 1                  | 3                  | 38                 | 4                  | 3                  |                    | 39                 |                    |                    | 21                 | 9                  |                    |                    | 3                  |                    | 4                  | 8                  |                    | 1                  | 1                  |                    | 3                  | 2                  | 4                  | 5                  |                    |                    |                    | 3                  | 1                  | 6                  | 10                 | 25                 |
| Gesamt | Gesamt             | Gesamt             | Gesamt             | Gesamt             | Gesamt             | Gesamt             | Gesamt             | Gesamt             | Gesamt             | Gesamt             | Gesamt             | Gesamt             | Gesamt             | Gesamt             | Gesamt             | Gesamt             | Gesamt             | Gesamt             | Gesamt             | Gesamt             | Gesamt             | Gesamt             | Gesamt             | Gesamt             | Gesamt             | Gesamt             | Gesamt             | Gesamt             | Gesamt             | Gesamt             | Gesamt             | Gesamt             | Gesamt             | Gesamt             | Gesamt             | Gesamt             | Gesamt             | Gesamt             | Gesamt             | Gesamt             | 182                | 189                | 225                | 596                |                    |

### Winterspiele
| Jahr   | Athleten           | Athleten           | Athleten           | Sportarten         | Sportarten         | Sportarten         | Sportarten         | Sportarten         | Sportarten         | Sportarten         | Sportarten         | Sportarten         | Sportarten         | Sportarten         | Sportarten         | Sportarten         | Sportarten         | Medaillen          | Medaillen          | Medaillen          | Medaillen          | Rang               |
| Jahr   | ∑                  |                    |                    |                    |                    |                    |                    |                    |                    |                    |                    |                    |                    |                    |                    |                    |                    |                    |                    |                    | Medaillen – Gesamt | Rang               |
| ------ | ------------------ | ------------------ | ------------------ | ------------------ | ------------------ | ------------------ | ------------------ | ------------------ | ------------------ | ------------------ | ------------------ | ------------------ | ------------------ | ------------------ | ------------------ | ------------------ | ------------------ | ------------------ | ------------------ | ------------------ | ------------------ | ------------------ |
| 1924   | 18                 | 17                 | 1                  |                    | 5                  |                    | 10                 | 3                  | 4                  |                    |                    |                    |                    |                    |                    |                    |                    |                    |                    | 1                  | 1                  | 10                 |
| 1928   | 25                 | 24                 | 1                  |                    | 10                 |                    | 13                 | 2                  |                    |                    |                    |                    |                    |                    |                    |                    |                    |                    |                    | 1                  | 1                  | 8                  |
| 1932   | 5                  | 4                  | 1                  |                    | 4                  |                    |                    | 1                  |                    |                    |                    |                    |                    |                    |                    |                    |                    |                    |                    |                    |                    |                    |
| 1936   | 27                 | 24                 | 3                  |                    | 8                  |                    | 10                 | 4                  | 2                  |                    |                    |                    |                    |                    | 4                  |                    |                    |                    |                    |                    |                    |                    |
| 1948   | 11                 | 10                 | 1                  |                    | 5                  |                    |                    | 3                  | 1                  |                    |                    |                    |                    |                    | 2                  |                    |                    | 1                  | 2                  |                    | 3                  | 9                  |
| 1952   | 9                  | 9                  | 0                  |                    | 4                  |                    |                    |                    | 3                  |                    |                    |                    |                    |                    | 2                  |                    |                    |                    |                    |                    |                    |                    |
| 1956   | 4                  | 4                  | 0                  |                    | 2                  |                    |                    |                    | 1                  |                    |                    |                    |                    |                    | 1                  |                    |                    |                    |                    |                    |                    |                    |
| 1960   | nicht teilgenommen | nicht teilgenommen | nicht teilgenommen | nicht teilgenommen | nicht teilgenommen | nicht teilgenommen | nicht teilgenommen | nicht teilgenommen | nicht teilgenommen | nicht teilgenommen | nicht teilgenommen | nicht teilgenommen | nicht teilgenommen | nicht teilgenommen | nicht teilgenommen | nicht teilgenommen | nicht teilgenommen | nicht teilgenommen | nicht teilgenommen | nicht teilgenommen | nicht teilgenommen | nicht teilgenommen |
| 1964   | 8                  | 7                  | 1                  |                    | 6                  |                    |                    |                    | 1                  |                    |                    |                    |                    |                    | 1                  |                    |                    |                    |                    |                    |                    |                    |
| 1968   | nicht teilgenommen | nicht teilgenommen | nicht teilgenommen | nicht teilgenommen | nicht teilgenommen | nicht teilgenommen | nicht teilgenommen | nicht teilgenommen | nicht teilgenommen | nicht teilgenommen | nicht teilgenommen | nicht teilgenommen | nicht teilgenommen | nicht teilgenommen | nicht teilgenommen | nicht teilgenommen | nicht teilgenommen | nicht teilgenommen | nicht teilgenommen | nicht teilgenommen | nicht teilgenommen | nicht teilgenommen |
| 1972   | 1                  | 1                  | 0                  |                    |                    |                    |                    |                    |                    |                    |                    |                    |                    |                    | 1                  |                    |                    |                    |                    |                    |                    |                    |
| 1976   | 4                  | 3                  | 1                  |                    |                    |                    |                    |                    | 2                  |                    |                    |                    |                    |                    | 2                  |                    |                    |                    |                    |                    |                    |                    |
| 1980   | 2                  | 2                  | 0                  |                    |                    |                    |                    |                    |                    |                    |                    |                    |                    |                    | 2                  |                    |                    |                    |                    |                    |                    |                    |
| 1984   | 4                  | 2                  | 2                  |                    |                    |                    |                    | 1                  |                    |                    |                    |                    |                    |                    | 3                  |                    |                    |                    |                    |                    |                    |                    |
| 1988   | 1                  | 0                  | 1                  |                    |                    |                    |                    | 1                  |                    |                    |                    |                    |                    |                    |                    |                    |                    |                    |                    |                    |                    |                    |
| 1992   | 5                  | 4                  | 1                  |                    |                    |                    |                    |                    |                    |                    |                    |                    | 5                  |                    |                    |                    |                    |                    |                    |                    |                    |                    |
| 1994   | 5                  | 2                  | 3                  |                    |                    |                    |                    |                    |                    |                    |                    |                    | 4                  |                    | 1                  |                    |                    |                    |                    |                    |                    |                    |
| 1998   | 1                  | 1                  | 0                  |                    |                    |                    |                    |                    | 1                  |                    |                    |                    |                    |                    |                    |                    |                    |                    |                    | 1                  | 1                  | 22                 |
| 2002   | 6                  | 6                  | 0                  |                    |                    |                    |                    | 1                  | 1                  |                    |                    |                    | 4                  |                    |                    |                    |                    |                    |                    |                    |                    |                    |
| 2006   | 4                  | 4                  | 0                  |                    |                    |                    |                    | 1                  | 1                  |                    |                    |                    | 2                  |                    |                    |                    |                    |                    |                    |                    |                    |                    |
| 2010   | 8                  | 4                  | 4                  |                    | 2                  |                    |                    | 2                  |                    |                    |                    |                    | 1                  |                    | 3                  |                    |                    |                    |                    |                    |                    |                    |
| 2014   | 7                  | 3                  | 4                  |                    | 2                  |                    |                    | 1                  | 2                  | 1                  |                    |                    |                    |                    |                    |                    | 1                  |                    |                    |                    |                    |                    |
| 2018   | 22                 | 13                 | 9                  | 2                  | 4                  |                    |                    | 2                  | 3                  |                    |                    |                    | 2                  | 1                  | 4                  | 1                  | 3                  |                    | 1                  |                    | 1                  | 25                 |
| 2022   | 19                 | 11                 | 8                  | 5                  | 2                  |                    |                    | 1                  | 3                  |                    |                    |                    | 2                  | 1                  | 3                  | 1                  | 1                  | 1                  |                    | 1                  | 2                  | 21                 |
| Gesamt | Gesamt             | Gesamt             | Gesamt             | Gesamt             | Gesamt             | Gesamt             | Gesamt             | Gesamt             | Gesamt             | Gesamt             | Gesamt             | Gesamt             | Gesamt             | Gesamt             | Gesamt             | Gesamt             | Gesamt             | 2                  | 3                  | 4                  | 9                  |                    |

### Zwischenspiele
| Jahr   | Athleten | Athleten | Athleten | Sportarten | Sportarten | Sportarten | Sportarten | Sportarten | Sportarten | Sportarten | Medaillen | Medaillen | Medaillen | Medaillen          | Rang |
| Jahr   | ∑        |          |          |            |            |            |            |            |            |            |           |           |           | Medaillen – Gesamt | Rang |
| ------ | -------- | -------- | -------- | ---------- | ---------- | ---------- | ---------- | ---------- | ---------- | ---------- | --------- | --------- | --------- | ------------------ | ---- |
| 1906   | 17       | 17       | 0        | 5          | 1          | 3          | 3          | 3          | 3          | 1          | 2         | 1         | 3         | 6                  | 12   |
| Gesamt | Gesamt   | Gesamt   | Gesamt   | Gesamt     | Gesamt     | Gesamt     | Gesamt     | Gesamt     | Gesamt     | Gesamt     | 2         | 1         | 3         | 6                  | 12   |

### Jugend-Sommerspiele
| Jahr | Athleten | Athleten | Athleten | Flaggenträger     | Medaillen | Medaillen | Medaillen | Medaillen | Medaillen |
| Jahr | Gesamt   | m        | w        | Flaggenträger     |           |           |           | Gesamt    | Rang      |
| ---- | -------- | -------- | -------- | ----------------- | --------- | --------- | --------- | --------- | --------- |
| 2010 | 52       | 26       | 26       | An-Sophie Mestach | 2         | 1         | 2         | 5         | 27        |
| 2014 | 33       | 14       | 19       |                   |           | 2         | 4         | 6         | 57        |

### Jugend-Winterspiele
| Jahr | Athleten | Athleten | Athleten | Flaggenträger | Medaillen | Medaillen | Medaillen | Medaillen | Medaillen |
| Jahr | Gesamt   | m        | w        | Flaggenträger |           |           |           | Gesamt    | Rang      |
| ---- | -------- | -------- | -------- | ------------- | --------- | --------- | --------- | --------- | --------- |
| 2012 | 7        | 4        | 3        | Sebbe De Buck |           | 1         |           | 1         | 24        |
| 2016 | 9        | 6        | 3        |               |           | 1         |           | 1         | 24        |

## Übersicht der Sportarten

### Sommerspiele

#### Badminton
| Gelbes Symbol für Goldmedaillen mit stilisierten Olympischen Ringen | Graues Symbol für Silbermedaillen mit stilisierten Olympischen Ringen | Braundes Symbol für Bronzemedaillen mit stilisierten Olympischen Ringen |
| ------------------------------------------------------------------- | --------------------------------------------------------------------- | ----------------------------------------------------------------------- |
| —                                                                   | —                                                                     | —                                                                       |

Badminton wurde 1992 olympische Sportart. Beim Olympiadebüt der Sportart nahm auch ein belgischer Spieler teil. Belgische Badmintonspieler blieben bei den Turnieren erfolglos.

#### Basketball
| Gelbes Symbol für Goldmedaillen mit stilisierten Olympischen Ringen | Graues Symbol für Silbermedaillen mit stilisierten Olympischen Ringen | Braundes Symbol für Bronzemedaillen mit stilisierten Olympischen Ringen |
| ------------------------------------------------------------------- | --------------------------------------------------------------------- | ----------------------------------------------------------------------- |
| —                                                                   | —                                                                     | —                                                                       |

1936 nahm erstmals eine belgische Basketballmannschaft an einem olympischen Turnier teil. In Berlin war Basketball erstmals olympische Sportart. Die Belgier verloren schon in der ersten Runde gegen Mexiko mit 9:32. Auch in der Trostrunde gegen Uruguay gab es eine Niederlage (10:17). Damit schied Belgien aus.
Beim Turnier 1948 gelangen die ersten Siege einer belgischen Mannschaft. Der erste Sieg war ein 98:20 über den Irak. Mit drei weiteren Mannschaften gelangen Belgien jeweils drei Siege. Durch die schlechtere Punktdifferenz lag Belgien jedoch nur auf Platz 3. Damit war man für die Platzierungsrunde um die Plätze 9 bis 16 qualifiziert. Das erste Spiel gegen Ungarn ging kampflos an Belgien, da die Ungarn nicht antraten. Das nächste Spiel gegen Kanada ging verloren, das Spiel um Platz 11 gegen die Philippinen wurde mit 38:34 gewonnen.
1952 verlor Belgien in der Qualifikationsrunde zwei Spiele gegen Kuba und Bulgarien. Der 59:49-Sieg über die Schweiz reichte nicht aus, um sich für die nächste Runde zu qualifizieren. Es war die bis heute letzte Teilnahme einer belgischen Mannschaft beim olympischen Basketball.

#### Beach-Volleyball
| Gelbes Symbol für Goldmedaillen mit stilisierten Olympischen Ringen | Graues Symbol für Silbermedaillen mit stilisierten Olympischen Ringen | Braundes Symbol für Bronzemedaillen mit stilisierten Olympischen Ringen |
| ------------------------------------------------------------------- | --------------------------------------------------------------------- | ----------------------------------------------------------------------- |
| —                                                                   | —                                                                     | —                                                                       |

Beach-Volleyball wurde 1996 in Atlanta erstmals ausgetragen. Ein belgisches Duo war erst 2008 in Peking erstmals vertreten. Liesbet Van Breedam und Liesbeth Mouha erreichten nach einem 2:0-Sieg über das Schweizer Duo Simone Kuhn und Lea Schwer das Play-off der Drittplatzierten. Mit einem Sieg über Georgien qualifizierten sich die beiden Belgierinnen für das Achtelfinale und schieden dort mit 0:2 gegen das US-Duo Kerri Walsh und Misty May-Treanor aus. Dies war die bislang einzige Teilnahme Belgiens am Beach-Volleyball.

#### Bogenschießen
| Gelbes Symbol für Goldmedaillen mit stilisierten Olympischen Ringen | Graues Symbol für Silbermedaillen mit stilisierten Olympischen Ringen | Braundes Symbol für Bronzemedaillen mit stilisierten Olympischen Ringen |
| ------------------------------------------------------------------- | --------------------------------------------------------------------- | ----------------------------------------------------------------------- |
| 11                                                                  | 6                                                                     | 3                                                                       |

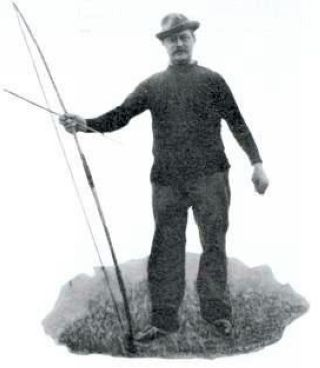
Hubert Van Innis, mit sechs Olympiasiegen der erfolgreichste Belgier bei Olympischen Spielen

Das Bogenschießen war von 1900 bis 1908, dann wieder 1920 und erst seit 1972 olympische Sportart. In den Anfangsjahren dominierte Belgien den Bogensport. In Paris wurden mehrere heute nicht mehr ausgetragene Disziplinen wie Scheibenschießen durchgeführt. Hubert Van Innis konnte bei seinen Teilnahmen 1900 und 1920 insgesamt zehn Medaillen, darunter sechs goldene, gewinnen.
In Paris 1900 gewann er die Disziplinen Au cordon doré über 33 Meter (Scheibenschießen auf ein Ziel an einer goldenen Kordel) und Au chapelet über 33 Meter (Scheibenschießen auf ein Kreuz). In der Disziplin Au cordon doré über 50 Meter wurde er Zweiter. Im Mastschießen auf einen Metallvogel (sur la perche à la herse) wurde Emmanuel Foulon Olympiasieger vor seinem Landsmann Émile Druart. Im Mastschießen auf eine Pyramide (sur la perche à la pyramide) wurde Louis Glineux Dritter.
1920 in Antwerpen wurde auf Vogelziele geschossen. Bei den Mannschaftswertungen in den Wettbewerben festes Vogelziel klein und festes Vogelziel groß konnte nur die belgische Mannschaft gewertet werden, die damit automatisch zwei Olympiasiege zugesprochen bekam. In der Einzelwertung gewann Edmond Cloetens im Schießen auf das feste Vogelziel groß vor Louis Van De Perck und Firmin Flamand. Im Schießen auf das feste Vogelziel klein gewann Edmond Van Moer vor Louis Van De Perck und Joseph Hermans. Die Mannschaften, die auf das feste Vogelziel schossen, bestanden aus den vier Medaillengewinnern Cloetens, Van der Perck, Flamand, Hermans und Van Moer, der jeweils sechste Schütze war Auguste van de Verre. Auf bewegliche Vogelziele wurde über drei Distanzen (28, 33 und 50 Meter) geschossen. Über 28 Meter gewann Hubert Van Innis, der mit der Mannschaft über diese Distanz Silber gewann. Van Innis gewann auch das Schießen über 33 Meter im Einzel und mit der Mannschaft. Über 50 Meter gewann er Silber im Einzel und Gold mit der Mannschaft. Die Mannschaftsmitglieder für das bewegliche Vogelziel waren Van Innis, Jérôme De Mayer, Alphonse Allaert, Edmond de Knibber, Louis Delcon, Pierre van Thielt, Louis Fierens und Louis van Beeck.
1972 wurde Bogenschießen wieder ins olympische Programm aufgenommen. Robert Cogniaux wurde bei den Männern Vierter. 1980 wurde er noch einmal Neunter. 1984 erreichte Marnix Vervinck Platz 7. 1996 wurde Paul Vermeiren Vierter.
| Name                             | Spiele         | Disziplin                      | Anmerkung          |
| -------------------------------- | -------------- | ------------------------------ | ------------------ |
| Hubert Van Innis                 | 1900 Paris     | au cordon doré 50 Meter        | erster Olympiasieg |
| Hubert Van Innis                 | 1900 Paris     | au chapelet 50 Meter           |                    |
| Emmanuel Foulon                  | 1900 Paris     | sur la perche à la herse       |                    |
| Edmond Cloetens                  | 1920 Antwerpen | festes Vogelziel groß          |                    |
| Edmond Van Moer                  | 1920 Antwerpen | festes Vogelziel klein         |                    |
| Hubert Van Innis                 | 1920 Antwerpen | bewegliches Vogelziel 28 Meter |                    |
| Hubert Van Innis                 | 1920 Antwerpen | bewegliches Vogelziel 33 Meter |                    |
| Bogenschützen-Nationalmannschaft | 1920 Antwerpen | festes Vogelziel groß          |                    |
| Bogenschützen-Nationalmannschaft | 1920 Antwerpen | festes Vogelziel klein         |                    |
| Bogenschützen-Nationalmannschaft | 1920 Antwerpen | bewegliches Vogelziel 33 Meter |                    |
| Bogenschützen-Nationalmannschaft | 1920 Antwerpen | bewegliches Vogelziel 50 Meter |                    |

| Name                             | Spiele         | Disziplin                      | Anmerkung |
| -------------------------------- | -------------- | ------------------------------ | --------- |
| Hubert Van Innis                 | 1900 Paris     | au cordon doré 33 Meter        |           |
| Emmanuel Foulon                  | 1900 Paris     | sur la perche à la herse       |           |
| Louis Van De Perck               | 1920 Antwerpen | festes Vogelziel groß          |           |
| Louis Van De Perck               | 1920 Antwerpen | festes Vogelziel klein         |           |
| Hubert Van Innis                 | 1920 Antwerpen | bewegliches Vogelziel 50 Meter |           |
| Bogenschützen-Nationalmannschaft | 1920 Antwerpen | bewegliches Vogelziel 28 Meter |           |

| Name           | Spiele         | Disziplin                   | Anmerkung |
| -------------- | -------------- | --------------------------- | --------- |
| Louis Glineux  | 1900 Paris     | sur la perche à la pyramide |           |
| Firmin Flamand | 1920 Antwerpen | festes Vogelziel groß       |           |
| Joseph Hermans | 1920 Antwerpen | festes Vogelziel klein      |           |

#### Boxen
| Gelbes Symbol für Goldmedaillen mit stilisierten Olympischen Ringen | Graues Symbol für Silbermedaillen mit stilisierten Olympischen Ringen | Braundes Symbol für Bronzemedaillen mit stilisierten Olympischen Ringen |
| ------------------------------------------------------------------- | --------------------------------------------------------------------- | ----------------------------------------------------------------------- |
| 1                                                                   | 1                                                                     | 2                                                                       |

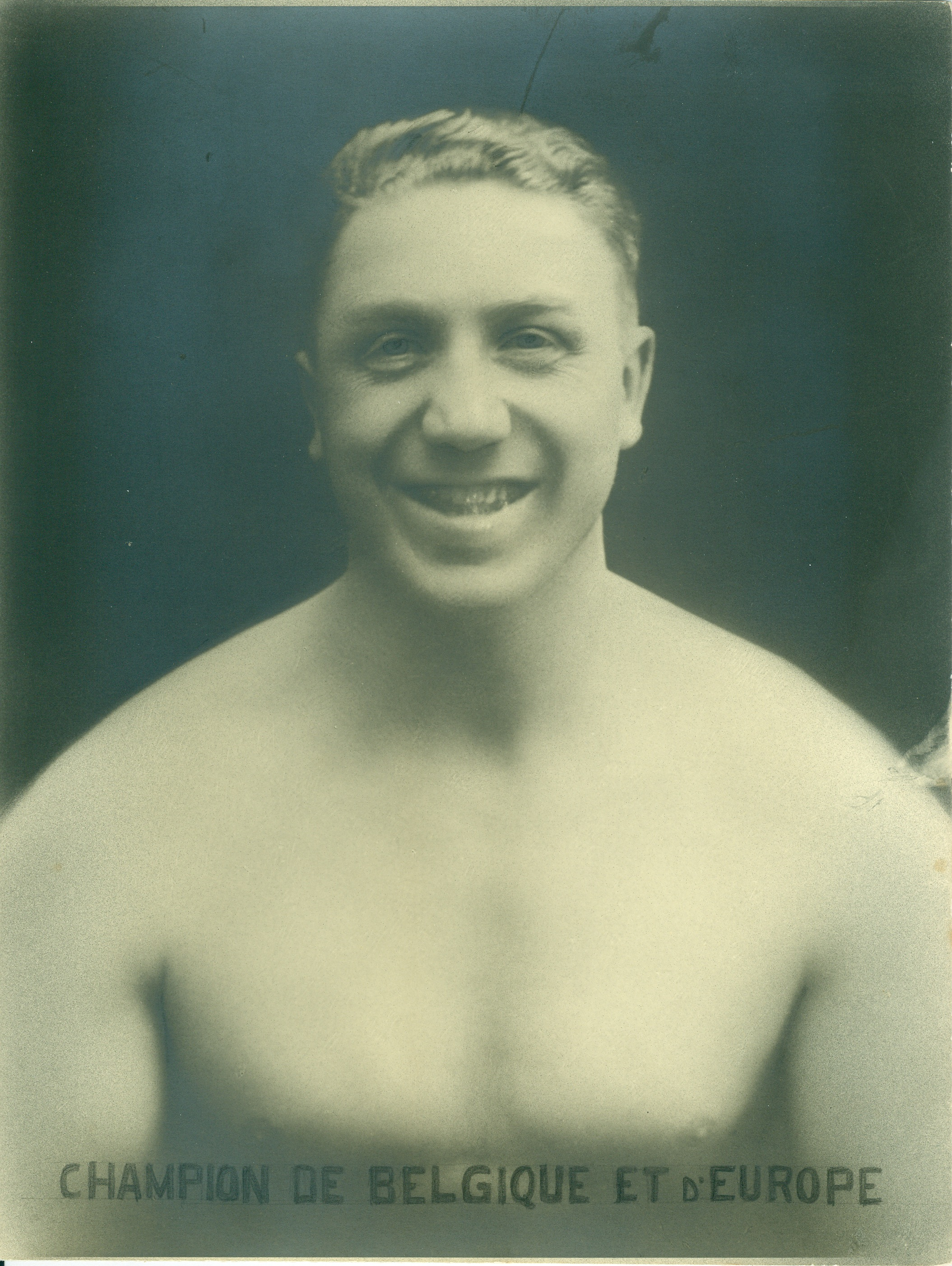
Jean Delarge, Olympiasieger 1924

Die ersten belgischen Boxer gingen bei den heimischen Sommerspielen 1920 in Antwerpen an den Start. Im Bantamgewicht erreichte Henri Hébrants das Halbfinale, verlor dieses gegen den Kanadier Chris Graham und verlor auch das Match um Bronze gegen den Briten George McKenzie. Die ersten Medaillen wurden 1924 in Paris gewonnen. Im Weltergewicht wurde Jean Delarge erster belgischer Olympiasieger im Boxen. Der Mittelgewichtler Joseph Beecken gewann Bronze. Jean Devergnies verlor im Federgewicht sein Match um Bronze gegen den Argentinier Pedro Quartucci. 1928 in Amsterdam gewann Léonard Steyaert Bronze im Mittelgewicht. Lucien Biquet konnte sein Match um Bronze im Federgewicht gegen den US-Amerikaner Harold Devine nicht gewinnen.
Der nächste Erfolg ließ 20 Jahre auf sich warten. In London 1948 erkämpfte sich Joseph Vissers die Silbermedaille im Leichtgewicht. Weitere Erfolge waren bis 1960 nicht zu verzeichnen. 1964, 1968 und 1972 nahmen gar keine Boxer aus Belgien teil. Auch 1980, 1984 und 1988 wurde auf eine Teilnahme verzichtet. 1992 nahm der letzte belgische Boxer an einem olympischen Boxturnier teil.
| Name         | Spiele     | Disziplin     | Anmerkung                              |
| ------------ | ---------- | ------------- | -------------------------------------- |
| Jean Delarge | 1924 Paris | Weltergewicht | erster Medaillengewinn und Olympiasieg |

| Name           | Spiele      | Disziplin     | Anmerkung |
| -------------- | ----------- | ------------- | --------- |
| Joseph Vissers | 1948 London | Leichtgewicht |           |

| Name             | Spiele         | Disziplin     | Anmerkung |
| ---------------- | -------------- | ------------- | --------- |
| Joseph Beecken   | 1924 Paris     | Mittelgewicht |           |
| Léonard Steyaert | 1928 Amsterdam | Mittelgewicht |           |

#### Fechten
| Gelbes Symbol für Goldmedaillen mit stilisierten Olympischen Ringen | Graues Symbol für Silbermedaillen mit stilisierten Olympischen Ringen | Braundes Symbol für Bronzemedaillen mit stilisierten Olympischen Ringen |
| ------------------------------------------------------------------- | --------------------------------------------------------------------- | ----------------------------------------------------------------------- |
| 3                                                                   | 3                                                                     | 4                                                                       |

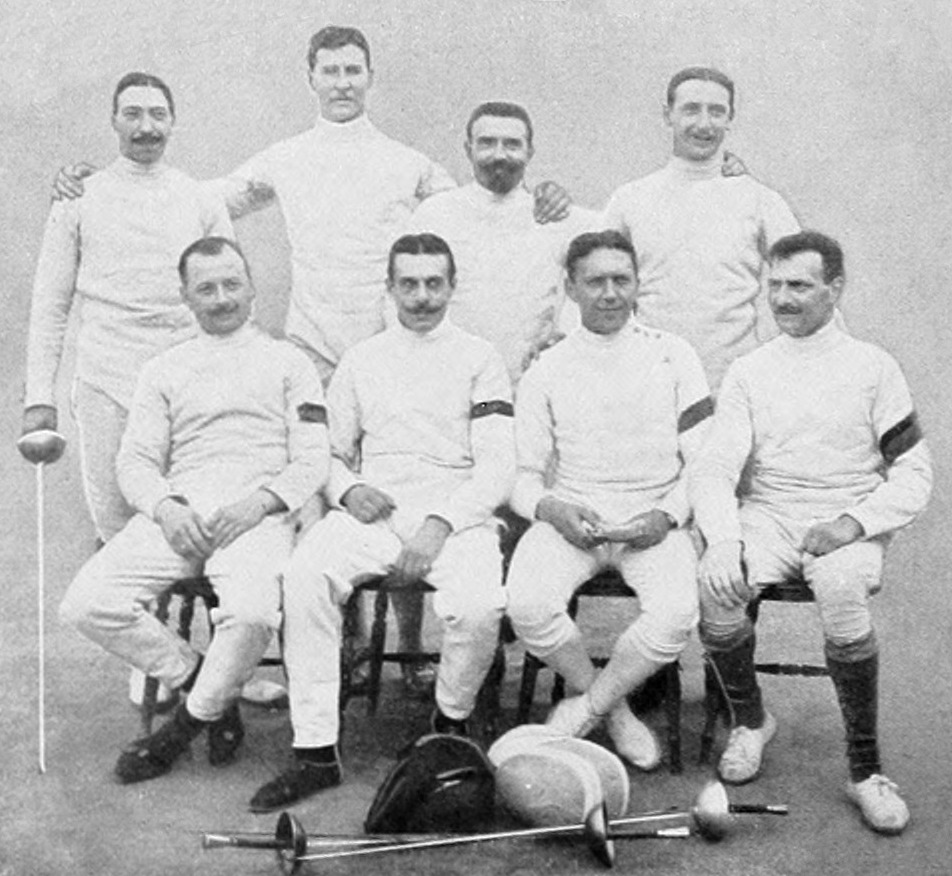
Die belgische Degenmannschaft von 1912

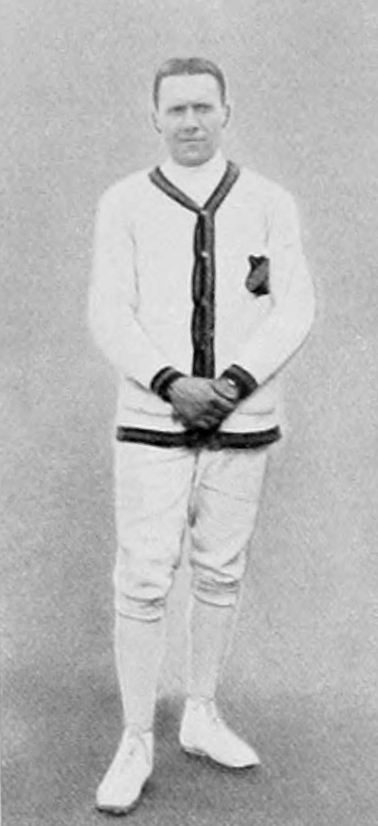
Paul Anspach, Doppelolympiasieger 1912, Silber 1920 und 1924, Bronze 1908

Die ersten belgischen Fechter nahmen schon 1900 in Paris teil. 1908 in London gewann die Mannschaft der Degenfechter mit Bronze die erste Fechtmedaille Belgiens. 1912 folgte der erste Medaillengewinn eines Einzelsportlers sowie der erste Olympiasieg. Den ersten Olympiasieg schaffte die Degenmannschaft. Erster Individualfechter mit einer Medaille, gleichzeitig erster Individualolympiasieger, wurde Paul Anspach in der Degen-Einzelwertung. Philippe Le Hardy de Beaulieu gewann Bronze. Victor Boin, zweifacher Medaillengewinner im Wasserball, wurde Vierter.
Bei den heimischen Sommerspielen 1920 in Antwerpen gewann die Degenmannschaft Silber. Die Säbelmannschaft belegte Platz 4. In der Einzelwertung des Degenfechtens wurde Ernest Gevers Vierter. 1924 in Paris wurde Charles Delporte Olympiasieger mit dem Degen. Mit der Degenmannschaft gewann er Silber. Mit dem Florett gewann Maurice Van Damme Bronze. Die Florettmannschaft erkämpfte sich die Silbermedaille. In Amsterdam 1928 konnte keine Medaille gewonnen werden. Sowohl die Florett- als auch die Degenmannschaft belegten Platz 4. Ebenfalls Vierter wurde Léon Tom in der Einzelwertung des Degenfechtens. Ein ähnliches Bild bot sich 1932 in Los Angeles. Wieder belegte die Degenmannschaft Platz 4. Jenny Addams, die erste belgische Fechterin bei Olympischen Spielen wurde ebenfalls Vierte. Auch die Teilnahme 1936 in Berlin blieb erfolglos.
1948 in London gewann die Florettmannschaft Bronze. Die Säbelmannschaft wurde Vierte. Dies war die letzte Medaille, die Belgien im Fechten gewinnen konnte. In der Folgezeit gab es keine Erfolge mehr zu verzeichnen. Die Mannschaftsstärke der Fechter ließ immer weiter nach. Einige Sommerspiele wurden ausgelassen.
| Name | Spiele         | Disziplin        | Anmerkung          |
| --- | -------------- | ---------------- | ------------------ |
| Henri Anspach Paul Anspach Fernand de Montigny Robert Hennet François Rom Jacques Ochs Gaston Salmon Victor Willems | 1912 Stockholm | Degen Mannschaft | erster Olympiasieg |
| Paul Anspach | 1912 Stockholm | Degen Einzel     |                    |
| Charles Delporte | 1924 Paris     | Degen Einzel     |                    |

| Name | Spiele         | Disziplin          | Anmerkung |
| --- | -------------- | ------------------ | --------- |
| Ernest Gevers Paul Anspach Léon Tom Victor Boin Philippe Le Hardy de Beaulieu Félix Goblet d’Alviella Fernand de Montigny Joseph De Craecker Maurice de Wée | 1920 Antwerpen | Degen Mannschaft   |           |
| Ernest Gevers Paul Anspach Léon Tom Charles Delporte Fernand de Montigny Joseph De Craecker                                                                 | 1924 Paris     | Degen Mannschaft   |           |
| Maurice Van Damme Albert De Roocker Désiré Beaurain Charles Crahay Fernand de Montigny Marcel Berré                                                         | 1924 Paris     | Florett Mannschaft |           |

| Name | Spiele         | Disziplin          | Anmerkung              |
| --- | -------------- | ------------------ | ---------------------- |
| Paul Anspach Désiré Beaurain Fernand Bosmans Fernand de Montigny Ferdinand Feyerick François Rom Victor Willems | 1908 London    | Degen Mannschaft   | erster Medaillengewinn |
| Philippe Le Hardy de Beaulieu                                                                                   | 1912 Stockholm | Degen Einzel       |                        |
| Maurice Van Damme                                                                                               | 1924 Paris     | Florett Einzel     |                        |
| André van de Werve de Vorsselaer Paul Valcke Raymond Bru Georges de Bourguignon Henri Paternóster Édouard Yves  | 1948 London    | Florett Mannschaft |                        |

#### Fußball
| Gelbes Symbol für Goldmedaillen mit stilisierten Olympischen Ringen | Graues Symbol für Silbermedaillen mit stilisierten Olympischen Ringen | Braundes Symbol für Bronzemedaillen mit stilisierten Olympischen Ringen |
| ------------------------------------------------------------------- | --------------------------------------------------------------------- | ----------------------------------------------------------------------- |
| 1                                                                   | —                                                                     | 1                                                                       |

Eine belgische Universitätsauswahl nahm 1900 am olympischen Fußballturnier teil. Das Turnier wurde mit drei Mannschaften gespielt. Die belgische Auswahl verlor ihr Spiel gegen die französische Mannschaft der Union des sociétés françaises de sports athlétiques mit 2:6 und blieb damit Dritte.
Mit der Nationalmannschaft wurde das Turnier bei den heimischen Sommerspielen 1920 bestritten. In der ersten Runde kam das Team kampflos weiter, da Gegner Polen nicht antrat. Im Viertelfinale wurde Spanien mit 3:1 besiegt, im Halbfinale die Niederlande mit 3:0. Im Finale traf man auf die Tschechoslowakei, das Spiel wurde mit 2:0 gewonnen. 1924 scheiterte das Team in der ersten Runde an Schweden. Das Spiel wurde mit 1:8 verloren. 1928 besiegte Belgien in der ersten Runde Luxemburg mit 5:3. Das Viertelfinale gegen Argentinien ging mit 3:6 verloren.
Erst 80 Jahre später, 2008, nahm wieder eine belgische Mannschaft am Fußballturnier teil. Die Männermannschaft konnte sich für das Viertelfinale qualifizieren, zwei ihrer drei Vorrundenspiele wurden gewonnen. Im Viertelfinale schlug man Italien mit 3:2. Das Halbfinale gegen Nigeria ging mit 1:4 verloren, auch das Spiel um Bronze gegen Brasilien wurde verloren (0:3).
| Name                          | Spiele         | Disziplin     | Anmerkung          |
| ----------------------------- | -------------- | ------------- | ------------------ |
| Nationalmannschaft der Männer | 1920 Antwerpen | Männerturnier | erster Olympiasieg |

| Name                   | Spiele     | Disziplin     | Anmerkung              |
| ---------------------- | ---------- | ------------- | ---------------------- |
| Universitätsmannschaft | 1900 Paris | Männerturnier | erster Medaillengewinn |

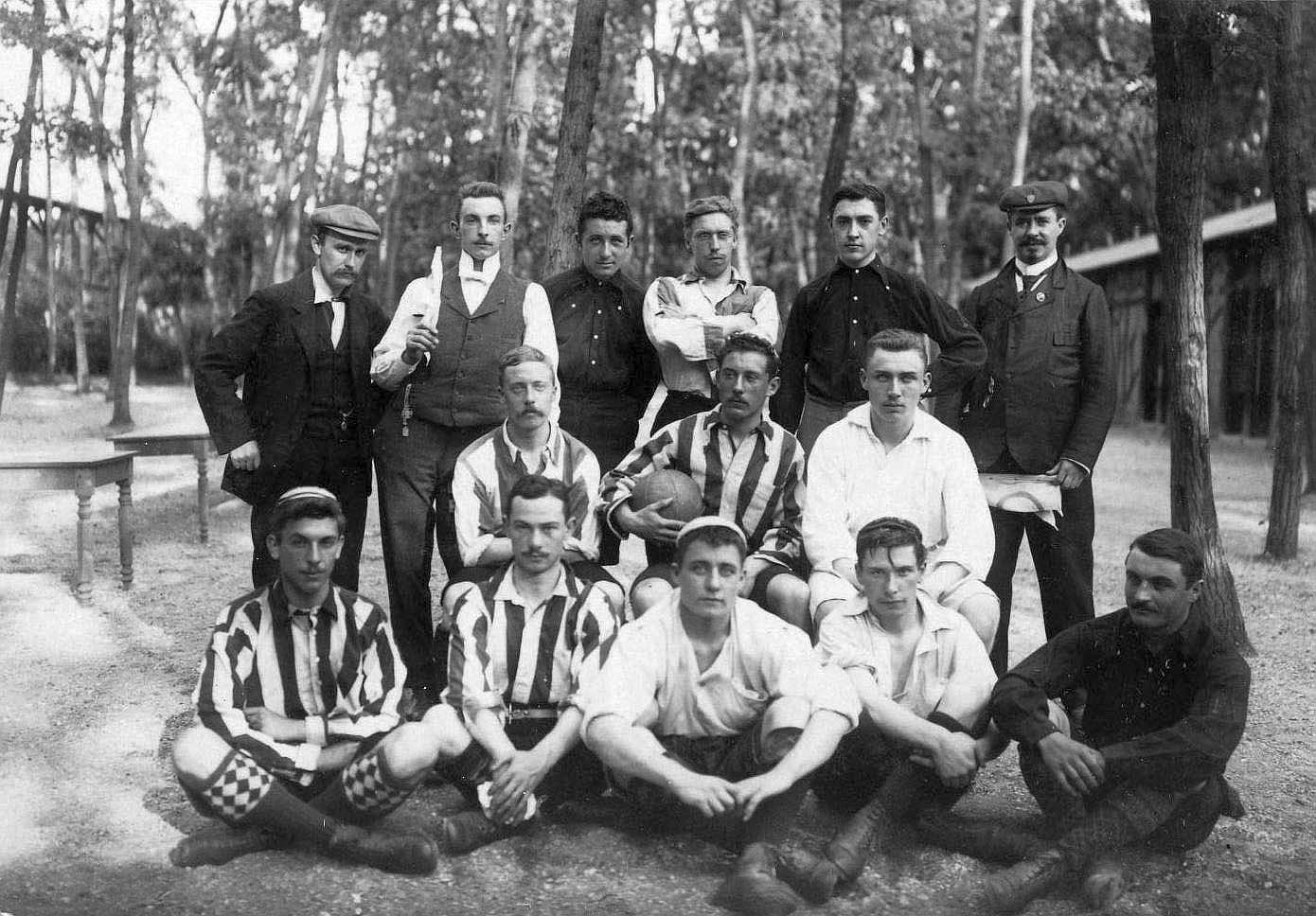
Die Universitätsmannschaft, die 1900 Bronze gewann
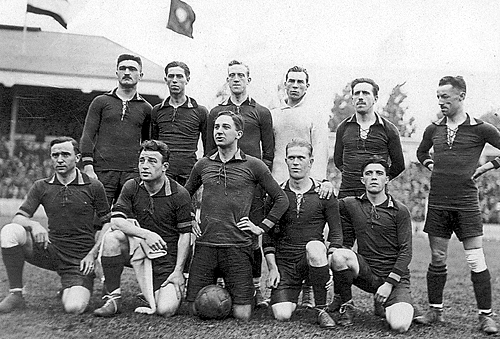
Die Mannschaft, die 1920 den Olympiasieg schaffte (v. l. n. r.): stehend Swartenbroeks, Fierens, Hanse, De Bie, Musch, Verbeeck; kniend Van Hege, Coppée, Bragard, Larnoe, Bastin

#### Gewichtheben
| Gelbes Symbol für Goldmedaillen mit stilisierten Olympischen Ringen | Graues Symbol für Silbermedaillen mit stilisierten Olympischen Ringen | Braundes Symbol für Bronzemedaillen mit stilisierten Olympischen Ringen |
| ------------------------------------------------------------------- | --------------------------------------------------------------------- | ----------------------------------------------------------------------- |
| 1                                                                   | 2                                                                     | 1                                                                       |

Die ersten belgischen Gewichtheber gingen bei den heimischen Sommerspielen 1920 in Antwerpen an den Start. Hier gewannen sie auch die ersten Medaillen. Im Federgewicht gewann Frans De Haes die erste Medaille. Seine Goldmedaille bedeutete gleichzeitig den ersten belgischen Olympiasieg im Gewichtheben. Im Leichtgewicht gewannen Louis Williquet Silber und Georges Rooms Bronze. Der nächste Medaillengewinn kam erst 48 Jahre später, 1968 in Mexiko-Stadt, zu Stande. Serge Reding gewann Silber im Schwergewicht. In der Folgezeit konnte kein Erfolg verzeichnet werden.
| Name          | Spiele         | Disziplin    | Anmerkung                              |
| ------------- | -------------- | ------------ | -------------------------------------- |
| Frans De Haes | 1920 Antwerpen | Federgewicht | erster Medaillengewinn und Olympiasieg |

| Name            | Spiele            | Disziplin     | Anmerkung |
| --------------- | ----------------- | ------------- | --------- |
| Louis Williquet | 1920 Antwerpen    | Leichtgewicht |           |
| Serge Reding    | 1968 Mexiko-Stadt | Schwergewicht |           |

| Name          | Spiele         | Disziplin     | Anmerkung |
| ------------- | -------------- | ------------- | --------- |
| Georges Rooms | 1920 Antwerpen | Leichtgewicht |           |

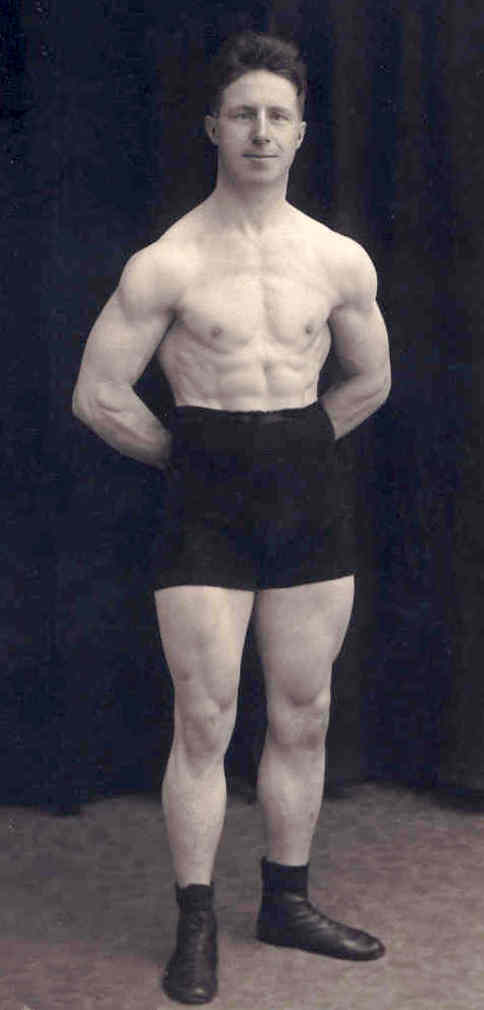
Frans De Haes, Olympiasieger 1920

#### Golf
| Gelbes Symbol für Goldmedaillen mit stilisierten Olympischen Ringen | Graues Symbol für Silbermedaillen mit stilisierten Olympischen Ringen | Braundes Symbol für Bronzemedaillen mit stilisierten Olympischen Ringen |
| ------------------------------------------------------------------- | --------------------------------------------------------------------- | ----------------------------------------------------------------------- |
| —                                                                   | —                                                                     | —                                                                       |

Nach 1900 und 1904 wurde Golf erst wieder 2016 ins olympische Programm aufgenommen. In Rio de Janeiro waren auch belgische Golfer am Start. Bei den Männern belegte Thomas Pieters Platz 4.

#### Hockey
| Gelbes Symbol für Goldmedaillen mit stilisierten Olympischen Ringen | Graues Symbol für Silbermedaillen mit stilisierten Olympischen Ringen | Braundes Symbol für Bronzemedaillen mit stilisierten Olympischen Ringen |
| ------------------------------------------------------------------- | --------------------------------------------------------------------- | ----------------------------------------------------------------------- |
| 1                                                                   | 1                                                                     | 1                                                                       |

Bei den heimischen Sommerspielen 1920 nahm erstmals eine belgische Hockeymannschaft teil. Das Turnier wurde mit nur vier Mannschaften durchgeführt. Belgien besiegte Frankreichmit 3:2 und unterlag dem Vereinigten Königreich mit 1:12 und Dänemark mit 2:5. Die reichte für den dritten Platz und die Bronzemedaille.
Das nächste Turnier mit belgischer Beteiligung fand 1928 statt. Belgien spielte in einer Gruppe mit Indien, Dänemark, Österreich und der Schweiz. Siege gegen Dänemark (1:0), Österreich (4:0) und die Schweiz (3:0) brachten Belgien Platz 2 der Gruppe ein. Gegen Indien hatte man mit 0:9 verloren. Damit war man für das Spiel um die Bronzemedaille qualifiziert. Gegen Deutschland verlor man mit 0:3. 1936 schaffte die Mannschaft zwei Unentschieden gegen Frankreich und die Niederlande. Gegen die Schweiz kassierte man eine Niederlage (1:2) und schied aus.
Mit zwei Siegen und zwei Niederlagen belegte Belgien 1948 Platz 3 der Gruppe. Damit wurde die Qualifikation fürs Halbfinale verpasst. Das Turnier von 1952 wurde im K.-o.-System gespielt. Belgien schlug in der ersten Runde Gastgeber Finnland mit 6:0. In der zweiten Runde, dem Viertelfinale, unterlag man dem Vereinigten Königreich mit 0:1. 1956 wurde wieder das Gruppensystem eingeführt. In der Vorrunde wurde nur ein Unentschieden gegen Deutschland (0:0) erreicht. Als Gruppenletzter war man damit ausgeschieden.
Ein Sieg über die Schweiz mit 4:2 sowie ein Unentschieden gegen das Vereinigte Königreich reichte 1960 nicht, sich für das Viertelfinale zu qualifizieren. Zwei Niederlagen in der Platzierungsrunde bedeuteten Platz 12 für das Team. 1964 schaffte die Mannschaft zwei Siege und zwei Unentschieden, darunter ein 0:0 gegen die deutsche Mannschaft. Als Sechster der Gruppe schied das Team damit aus. 1968 belegte man Gruppenplatz 5. Gegen die Bundesrepublik Deutschland hatte man 0:2 verloren, gegen die DDR mit 4:0 gewonnen. Insgesamt schaffte die Mannschaft drei Siege und ein Unentschieden. Das Spiel um Platz 9 wurde mit 3:0 gegen Frankreich gewonnen.
1972 gelangen zwei Siege und ein Unentschieden. Gegen die Bundesrepublik Deutschland verlor Belgien mit 1:5. Das Spiel um Platz 9 gegen Neuseeland ging mit 1:2 verloren. 1976 verlor man gegen die Bundesrepublik mit 1:6. Mir nur einem Sieg belegte man den letzten Gruppenrang. In der Platzierungsrunde siegte die belgische Mannschaft mit 3:2 nach Verlängerung gegen Kanada. Das Spiel um Platz 9 gegen Argentinien wurde mit 2:3 nach Verlängerung verloren.
Von 1980 bis 2004 konnte sich keine belgische Mannschaft mehr qualifizieren. Im Turnier von 2008 gelangen den Männern ein Sieg und ein Unentschieden (1:1 gegen Deutschland). Als Gruppenfünfter spielte man um Platz 9 und siegte mit 3:0 über Kanada. 2012 war erstmals auch eine belgische Frauenmannschaft qualifiziert. Zwei Siege, ein Remis und zwei Niederlagen, darunter ein 1:2 gegen Deutschland, brachte den Männern Gruppenplatz 3 ein. Damit spielte man um Platz 5 gegen Spanien und siegte mit 5:2. Die Frauen brachten in fünf Spielen lediglich zwei Unentschieden zu Stande. Gegen die USA ging es um Platz 11, Belgien gewann mit 2:1.
2016 waren wieder nur die Männer dabei. Diesmal dominierte das Team die Vorrundengruppe mit vier Siegen in fünf Spielen, darunter ein 12:0 gegen Gastgeber Brasilien. Im Viertelfinale bezwang man Indien mit 3:1, im Halbfinale die Niederlande ebenfalls mit 3:1. Das Finale gegen Argentinien ging mit 2:4 verloren, jedoch hatte man mit Silber die zweite Hockeymedaille gewinnen können.
Bei den Spielen in Tokio 2021 wurde Belgien durch die Herrenmannschaft erstmals Olympiasieger im Hockey.
| Name                      | Spiele     | Disziplin     | Anmerkung          |
| ------------------------- | ---------- | ------------- | ------------------ |
| Männer-Nationalmannschaft | 2020 Tokio | Männerturnier | erster Olympiasieg |

| Name                      | Spiele              | Disziplin     | Anmerkung |
| ------------------------- | ------------------- | ------------- | --------- |
| Männer-Nationalmannschaft | 2016 Rio de Janeiro | Männerturnier |           |

| Name                      | Spiele         | Disziplin     | Anmerkung              |
| ------------------------- | -------------- | ------------- | ---------------------- |
| Männer-Nationalmannschaft | 1920 Antwerpen | Männerturnier | erster Medaillengewinn |

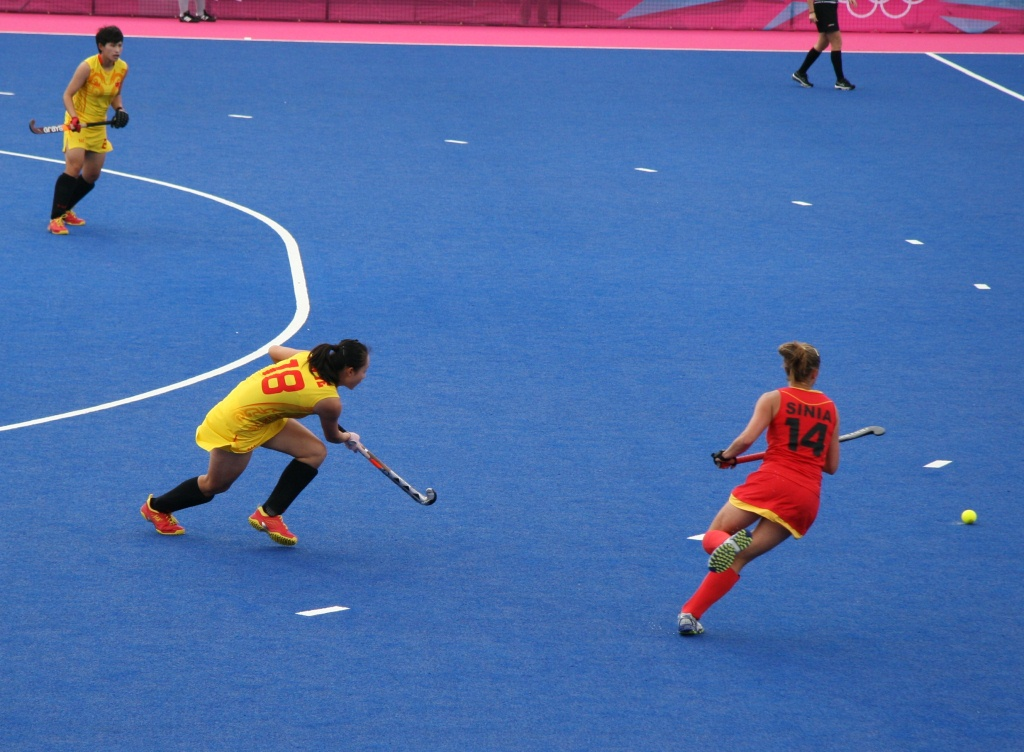
Szene aus dem Vorrundenspiel der Frauen gegen China 2012: mit der Nr. 14 Emilie Sinia
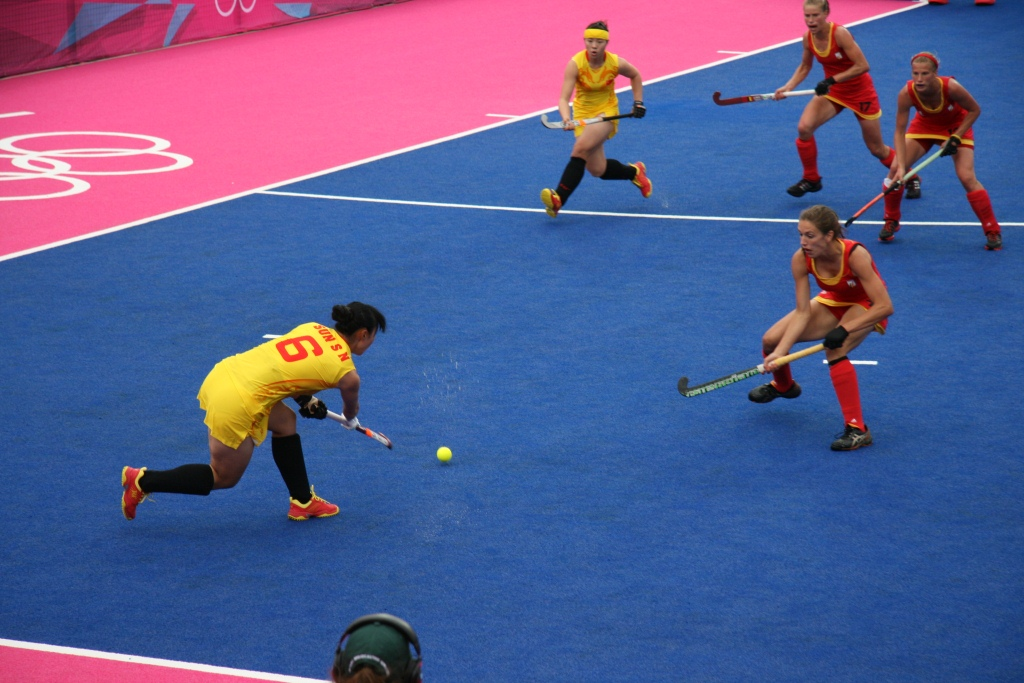
Szene aus dem gleichen Spiel: Belgien wehrt einen chinesischen Angriff ab, im Hintergrund mit der 17 Anne-Sophie van Regemortel

#### Judo
| Gelbes Symbol für Goldmedaillen mit stilisierten Olympischen Ringen | Graues Symbol für Silbermedaillen mit stilisierten Olympischen Ringen | Braundes Symbol für Bronzemedaillen mit stilisierten Olympischen Ringen |
| ------------------------------------------------------------------- | --------------------------------------------------------------------- | ----------------------------------------------------------------------- |
| 2                                                                   | 1                                                                     | 11                                                                      |

An olympischen Judoturnieren nahmen belgische Judoka erstmals 1972 in München teil. Robert Van de Walle wurde 1980 mit Gold im Halbschwergewicht Belgiens erster Judoolympiasieger. 1988 in Seoul gewann er noch einmal Bronze. Ebenfalls Bronze gewann 1992 Heidi Rakels im Mittelgewicht.
1996 in Atlanta konnten erstmals mehrere Medaillen gewonnen werden. Drei Medaillen gewannen alleine die Frauen. Im Halbschwergewicht wurde Ulla Werbrouck Olympiasiegerin. Gella Vandecaveye gewann Silber im Halbmittelgewicht, Marisabel Lomba Bronze im Leichtgewicht. Bei den Männern gewann Harry Van Barneveld Bronze im Schwergewicht. 2000 in Sydney gewann Vandecaveye eine weitere Bronzemedaille. Ann Simons gewann Bronze im Extraleichtgewicht. Eine weitere Bronzemedaille holte Ilse Heylen 2004 im Halbleichtgewicht. 2012 folgte eine Bronzemedaille im Extraleichtgewicht durch Charline Van Sinck, 2016 eine weitere durch Dirk Van Tichelt im Leichtgewicht.
| Name                | Spiele       | Disziplin         | Anmerkung                              |
| ------------------- | ------------ | ----------------- | -------------------------------------- |
| Robert Van de Walle | 1980 Moskau  | Halbschwergewicht | erster Medaillengewinn und Olympiasieg |
| Ulla Werbrouck      | 1996 Atlanta | Halbschwergewicht |                                        |

| Name              | Spiele       | Disziplin         | Anmerkung |
| ----------------- | ------------ | ----------------- | --------- |
| Gella Vandecaveye | 1996 Atlanta | Halbmittelgewicht |           |

| Name                | Spiele              | Disziplin                | Anmerkung |
| ------------------- | ------------------- | ------------------------ | --------- |
| Robert Van de Walle | 1988 Seoul          | Halbschwergewicht        |           |
| Heidi Rakels        | 1992 Barcelona      | Mittelgewicht            |           |
| Harry Van Barneveld | 1996 Atlanta        | Schwergewicht            |           |
| Marisabel Lomba     | 1996 Atlanta        | Leichtgewicht            |           |
| Ann Simons          | 2000 Sydney         | Extraleichtgewicht       |           |
| Gella Vandecaveye   | 2000 Sydney         | Halbmittelgewicht        |           |
| Ilse Heylen         | 2004 Athen          | Halbleichtgewicht        |           |
| Charline Van Snick  | 2012 London         | Superleichtgewicht       |           |
| Dirk Van Tichelt    | 2016 Rio de Janeiro | Leichtgewicht            |           |
| Matthias Casse      | 2020 Tokio          | Halbmittelgewicht Männer |           |
| Gabriella Willems   | 2024 Paris          | Frauen, Mittelgewicht    |           |

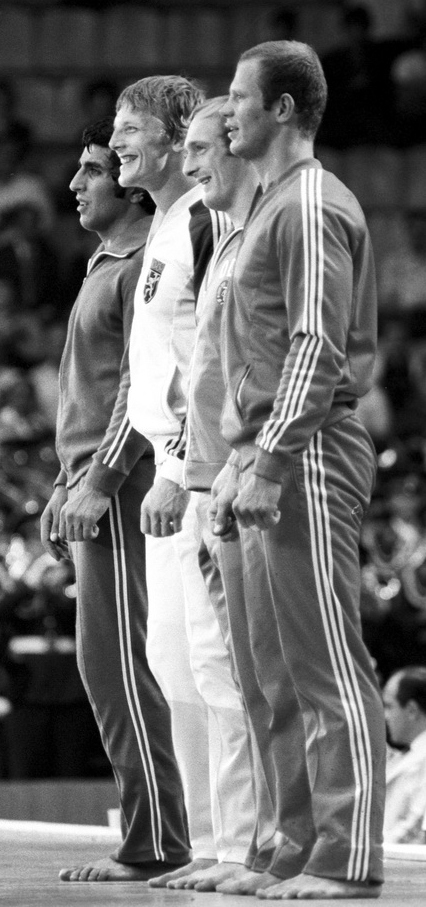
Siegerehrung 1980: Olympiasieger Robert Van de Walle als Zweiter von links
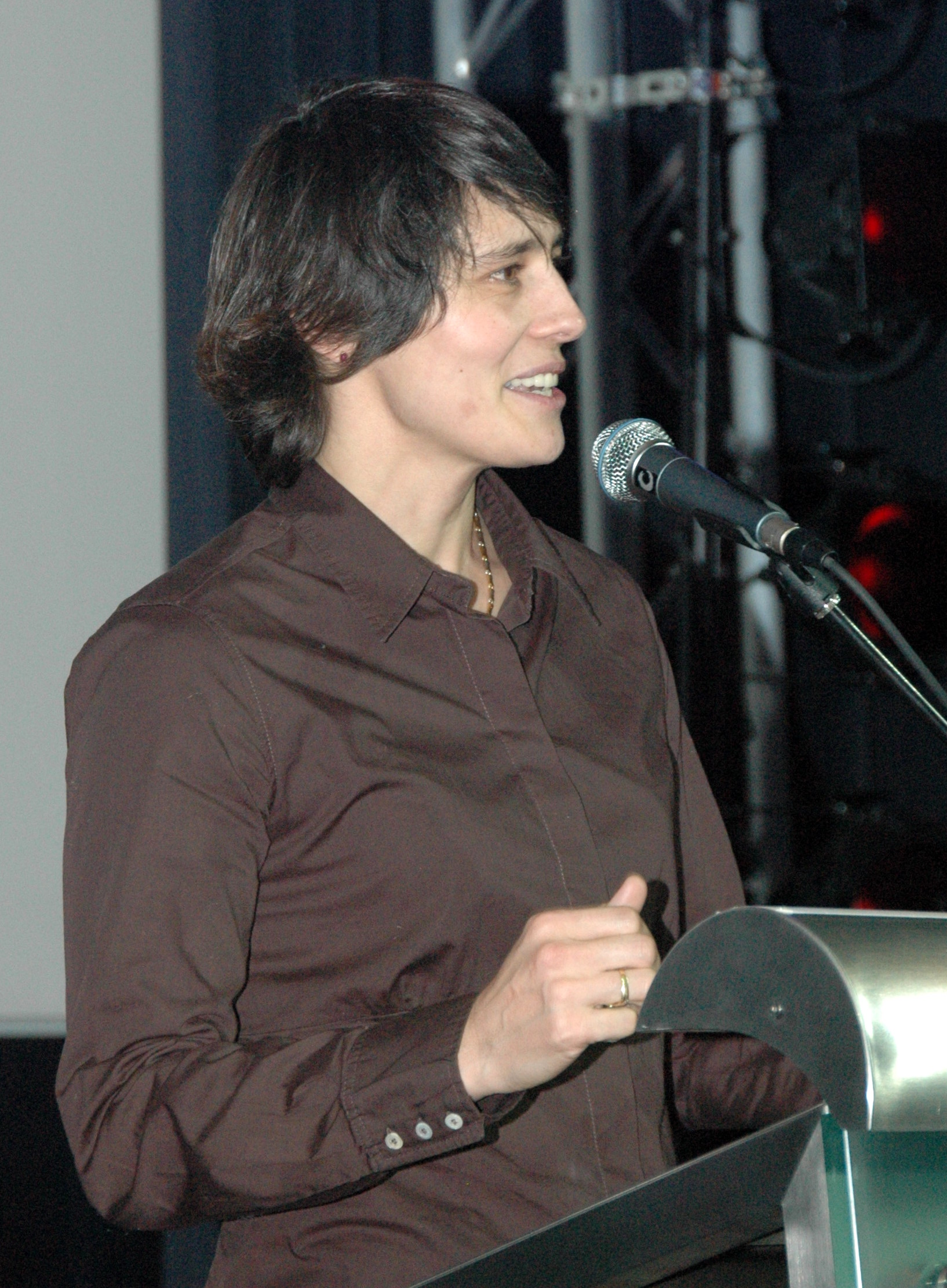
Ulla Werbrouck, Olympiasiegerin 1996, im Jahr 2009
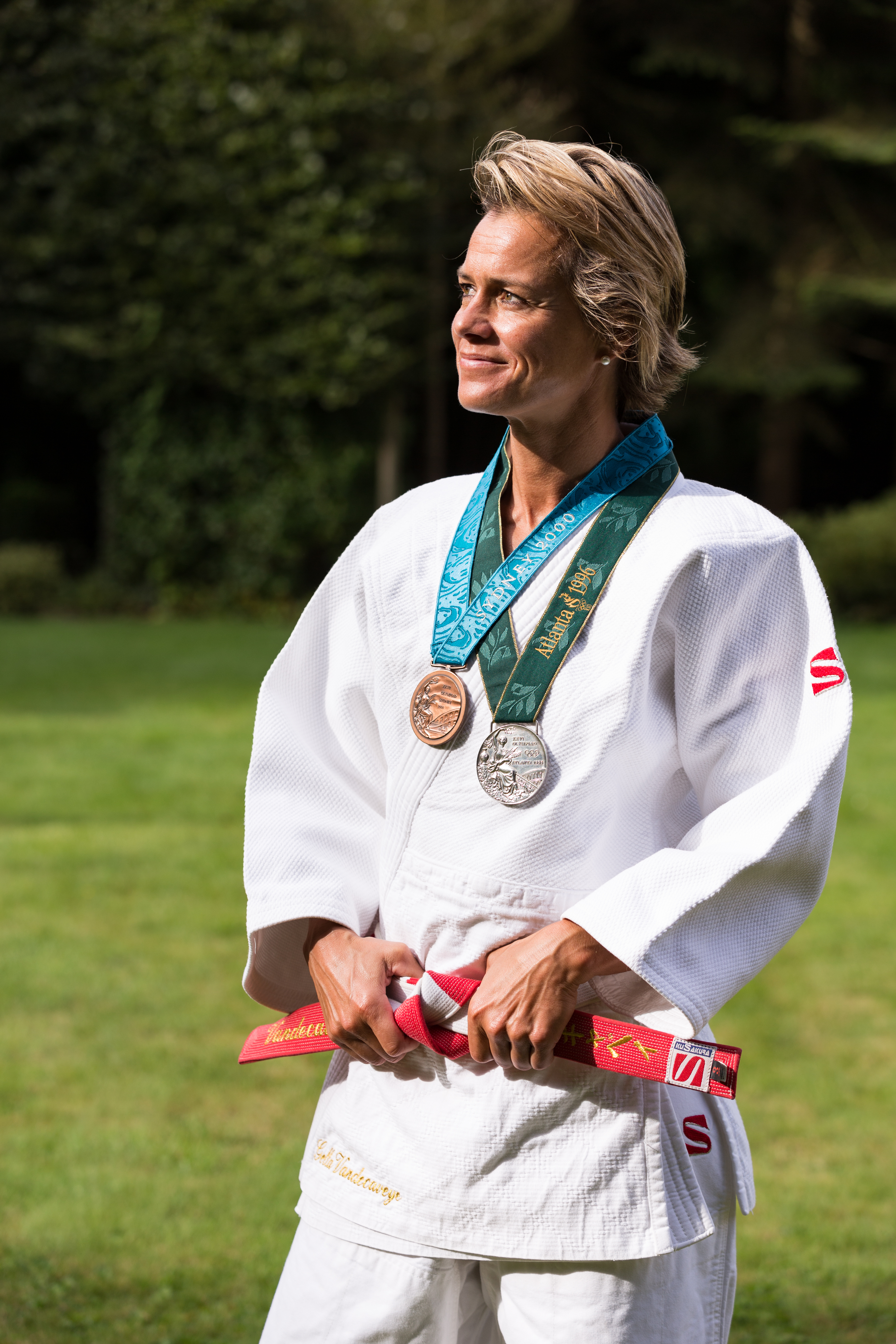
Gella Vandecaveye, Silber 1996

#### Kanusport
| Gelbes Symbol für Goldmedaillen mit stilisierten Olympischen Ringen | Graues Symbol für Silbermedaillen mit stilisierten Olympischen Ringen | Braundes Symbol für Bronzemedaillen mit stilisierten Olympischen Ringen |
| ------------------------------------------------------------------- | --------------------------------------------------------------------- | ----------------------------------------------------------------------- |
| —                                                                   | —                                                                     | —                                                                       |

Belgische Kanuten nehmen seit 1936 an olympischen Regatten teil. 1948 wurde Anna Van Marcke im Einer-Kajak der Frauen über 500 Meter Siebte. Die gleiche Platzierung erreichte 1952 Rik Verbrugghe im Einer-Kajak der Männer über 1000 Meter. Im Zweier-Kajak über 1000 Meter wurde er 1956 mit seinem Partner Germain Van De Moere Sechster.
Erst 1968 kam wieder ein belgisches Boot in ein Finale. Der Zweier-Kajak mit Jean-Pierre Burny und Herman Naegels fuhr über 1000 Meter auf Platz 7. Im Einer-Kajak über 1000 Meter erreichte Burny 1972 Platz 4. Zusammen mit Paul Hoekstra fuhr er 1976 im Zweier-Kajak über 1000 Meter auf Platz 6. Erst 2004 wurde wieder ein Finale erreicht. Im Zweier-Kajak der Männer über 1000 Meter fuhren Wouter D’Haene und Bob Maesen auf Platz 5.

#### Leichtathletik
| Gelbes Symbol für Goldmedaillen mit stilisierten Olympischen Ringen | Graues Symbol für Silbermedaillen mit stilisierten Olympischen Ringen | Braundes Symbol für Bronzemedaillen mit stilisierten Olympischen Ringen |
| ------------------------------------------------------------------- | --------------------------------------------------------------------- | ----------------------------------------------------------------------- |
| 7                                                                   | 6                                                                     | 4                                                                       |

In der olympischen Leichtathletik seit 1908 teil. Eine erste Topplatzierung gelang 1920 dem Marathonläufer Auguste Broos mit Platz 4. 1924 erreichte der Stabhochspringer Maurice Henrijean Platz 7.
1948 gelang der erste Olympiasieg eines belgischen Leichtathleten. Gaston Reiff siegte über 5000 Meter. Im Marathon gewann Étienne Gailly Bronze. 1956 belegte Émile Leva im Finale über 800 Meter Platz 7. In dieser Disziplin gewann Roger Moens 1960 Silber. Über 3000 Meter Hindernis wurde Gaston Roelants Vierter. 1964 schaffte er dann den Olympiasieg. Im Marathon belegte Aurèle Vandendriessche Platz 7. 1968 wurde Roelants Siebter.
1972 gewannen belgische Leichtathleten zwei Silbermedaillen. Emiel Puttemans wurde Zweiter über 10.000 Meter, Karel Lismont im Marathon. Über 5000 Meter wurde Puttemans Fünfter, Herman Mignon wurde im 1500-Meter-Lauf Sechster. Ebenfalls Sechster wurde Freddy Herbrand im Zehnkampf. Lismont konnte 1976 eine weitere Bronzemedaille im Marathonlauf gewinnen. Ivo Van Damme gewann zwei Silbermedaillen, die erste im 800-Meter-Lauf, die zweite im 1500-Meter-Lauf. Alfons Brydenbach wurde Vierter über 400 Meter. Willy Polleunis Sechster über 5000 Meter. Über 10.000 Meter erreichte Marc Smet das Ziel als Siebter.
1980 erreichte Alfons Brydenbach erneut das Finale über 400 Meter. Diesmal belegte er Platz 5. Die 400-Meter-Staffel der Frauen wurde Siebte. 1984 wurde Michel Zimmermann über 400 Meter Hürden Siebter. 1988 kam William Van Dijck als Fünfter über 3000 Meter Hindernis ins Ziel. 1992 beendete er das Rennen als Neunter. 1996 wurde Patrick Stevens Siebter über 200 Meter.
Die Sprinterin Kim Gevaert erreichte 2004 in Athen das 200-Meter-Finale und wurde Sechste. Die 100-Meter-Staffel der Frauen belegte ebenfalls Platz 6. Mit den Zwillingsbrüdern Kevin und Jonathan Borlée wurde die 400-Meter-Staffel der Männer 2008 Vierte. Im Hochsprung wurde Tia Hellebaut Olympiasiegerin und damit die erste Belgierin, die eine olympische Leichtathletikmedaille gewinnen konnte. Es war die erste Leichtathletik-Medaille Belgiens seit 32 Jahren. Die 100-Meter-Staffel der Frauen gewann zunächst Silber. Bei Nachtests im Jahr 2016 wurde Julija Igorewna Tschermoschanskaja, Olympiasiegerin mit der russischen Staffel, positiv auf Doping getestet. Die russische Staffel wurde nachträglich disqualifiziert und die belgische Staffel zum Olympiasieger erklärt.
2012 in London erreichten beide Borlée-Brüder das Finale über 400 Meter. Kevin wurde Fünfter, Jonathan Sechster. Mit der 400-Meter-Staffel erreichten sie Platz 6. Der Zehnkämpfer Hans Van Alphen scheiterte mit Platz 4 nur knapp an einer Medaille. Tia Hellebaut belegte im Hochsprung Platz 5. 2016 liefen neben Kevin und Jonathan auch deren jüngerer Bruder Dylan Borlée in der 400-Meter-Staffel. Die Staffel belegte im Finale Platz 4. Im Zehnkampf wurde Thomas Van der Plaetsen Achter. Bei den Frauen wurde Siebenkämpferin Nafissatou Thiam Olympiasiegerin. Auch bei den zwei folgenden Spielen gewann Thiam die Goldmedaille.
| Name                                                    | Spiele              | Disziplin               | Anmerkung                              |
| ------------------------------------------------------- | ------------------- | ----------------------- | -------------------------------------- |
| Gaston Reiff                                            | 1948 London         | 5000 Meter              | erster Medaillengewinn und Olympiasieg |
| Gaston Roelants                                         | 1964 Tokio          | 3000 Meter Hindernis    |                                        |
| Tia Hellebaut                                           | 2008 Peking         | Hochsprung              |                                        |
| Olivia Borlée Hanna Mariën Élodie Ouédraogo Kim Gevaert | 2008 Peking         | 4-mal-100-Meter-Staffel |                                        |
| Nafissatou Thiam                                        | 2016 Rio de Janeiro | Frauen, Siebenkampf     |                                        |
| Nafissatou Thiam                                        | 2020 Tokio          | Frauen, Siebenkampf     |                                        |
| Nafissatou Thiam                                        | 2024 Paris          | Frauen, Siebenkampf     |                                        |

| Name            | Spiele        | Disziplin        | Anmerkung |
| --------------- | ------------- | ---------------- | --------- |
| Roger Moens     | 1960 Rom      | 800 Meter        |           |
| Emiel Puttemans | 1972 München  | 10.000 Meter     |           |
| Karel Lismont   | 1972 München  | Marathon         |           |
| Ivo Van Damme   | 1976 Montreal | 800 Meter        |           |
| Ivo Van Damme   | 1976 Montreal | 1500 Meter       |           |
| Bashir Abdi     | 2024 Paris    | Männer, Marathon |           |

| Name           | Spiele        | Disziplin           | Anmerkung |
| -------------- | ------------- | ------------------- | --------- |
| Étienne Gailly | 1948 London   | Männer, Marathon    |           |
| Karel Lismont  | 1976 Montreal | Männer, Marathon    |           |
| Bashir Abdi    | 2020 Tokio    | Männer, Marathon    |           |
| Noor Vidts     | 2024 Paris    | Frauen, Siebenkampf |           |

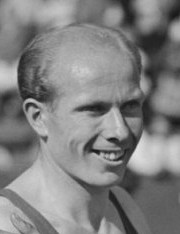
Gaston Reiff, Olympiasieger 1948
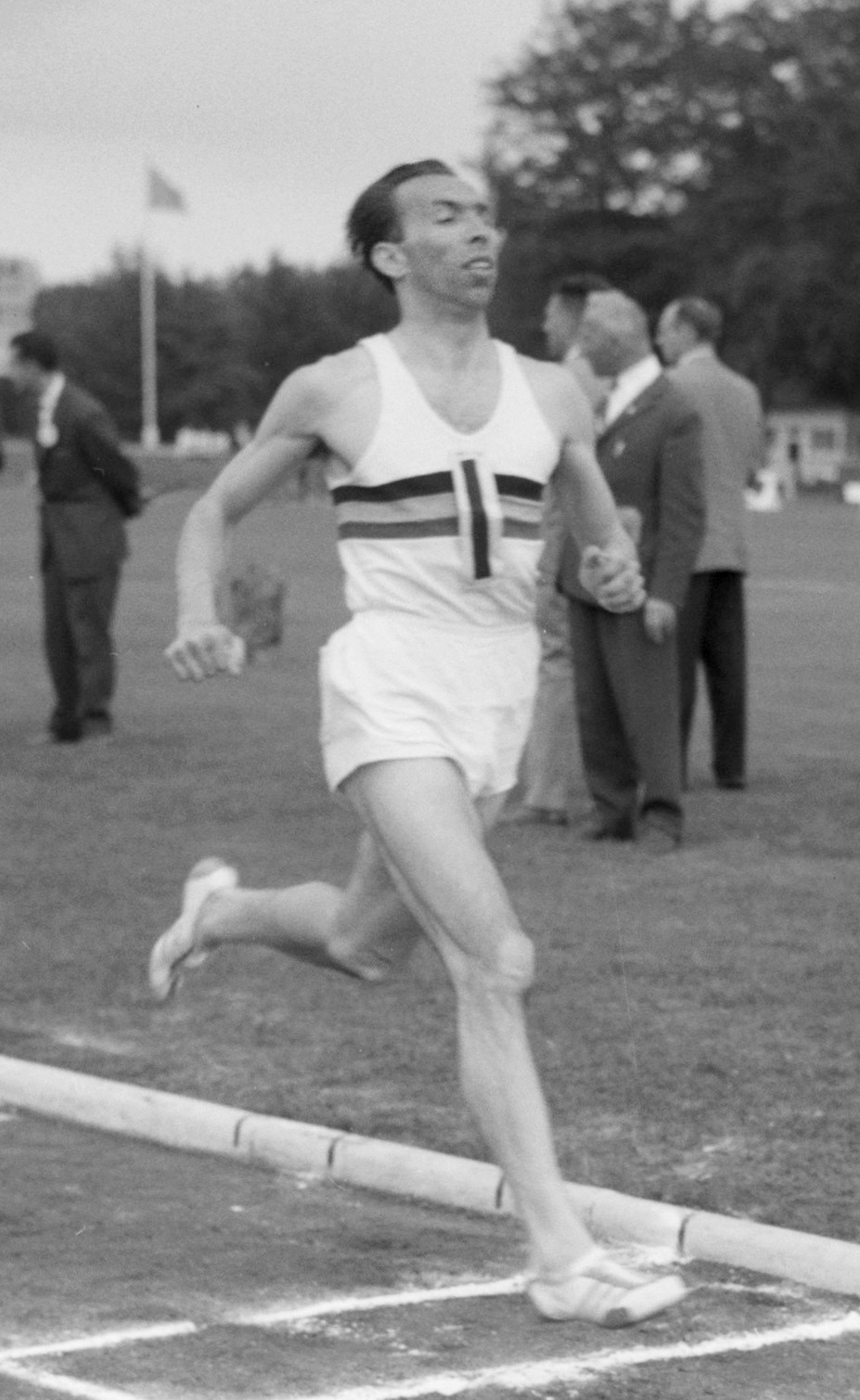
Roger Moens, Silber 1960
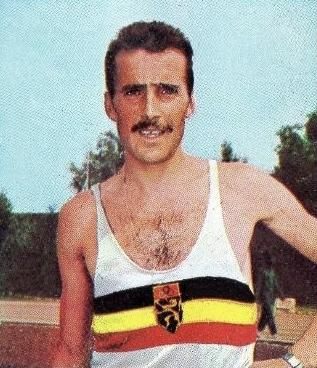
Gaston Roelants, Olympiasieger 1964
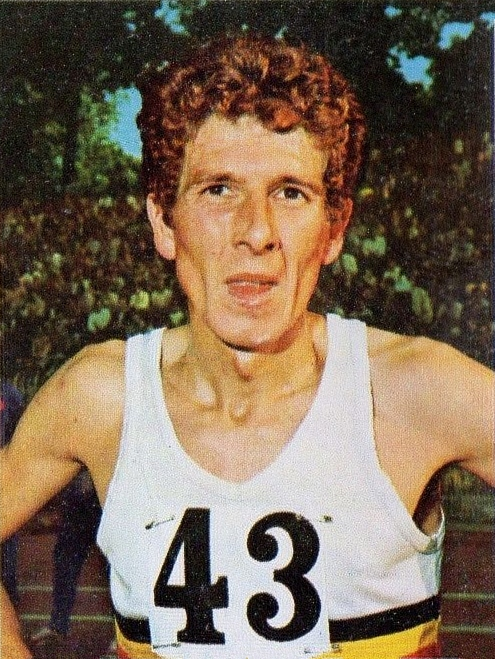
Emiel Puttemans, Silber 1972
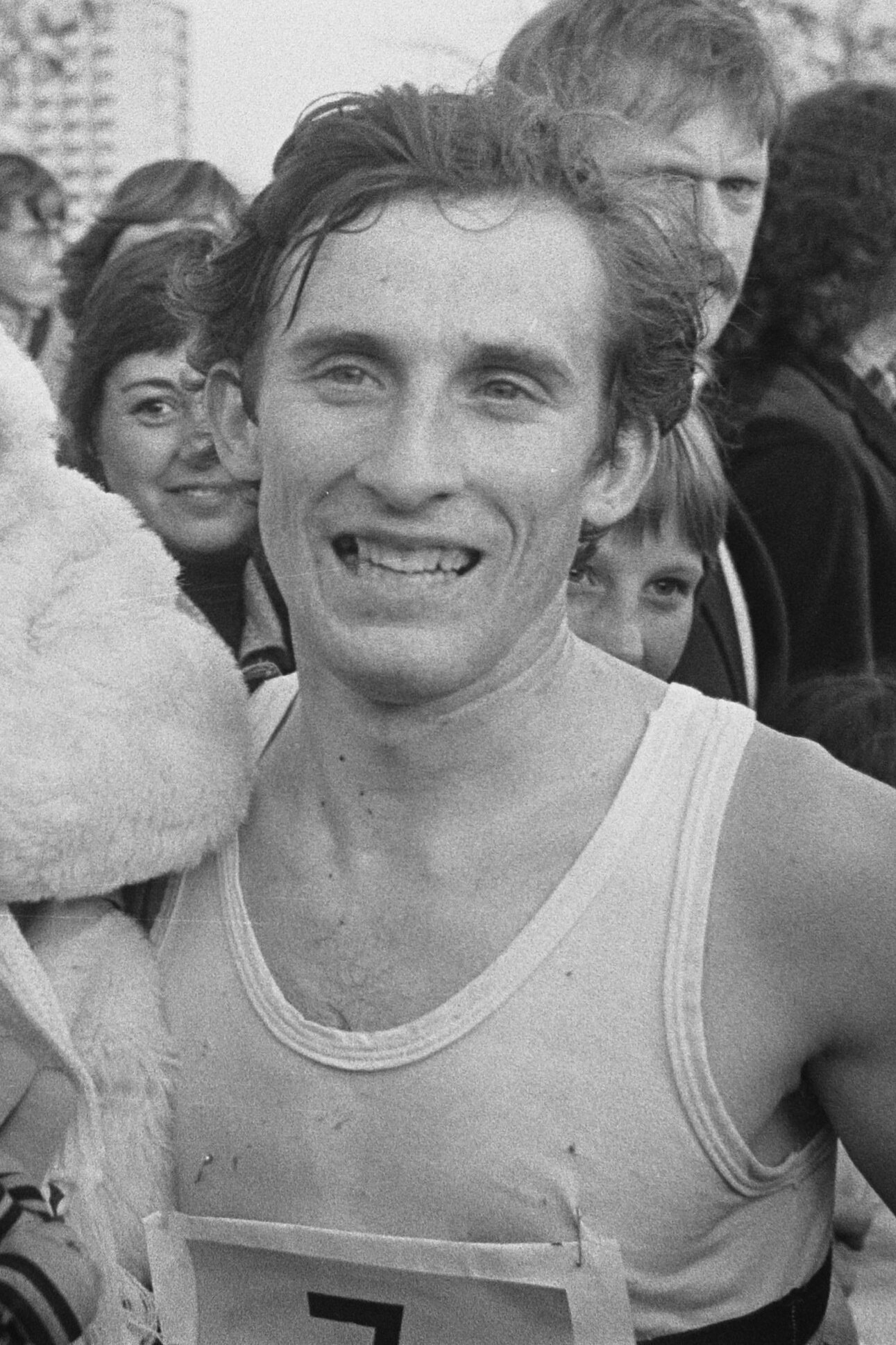
Karel Lismont, Silber 1972, Bronze 1976
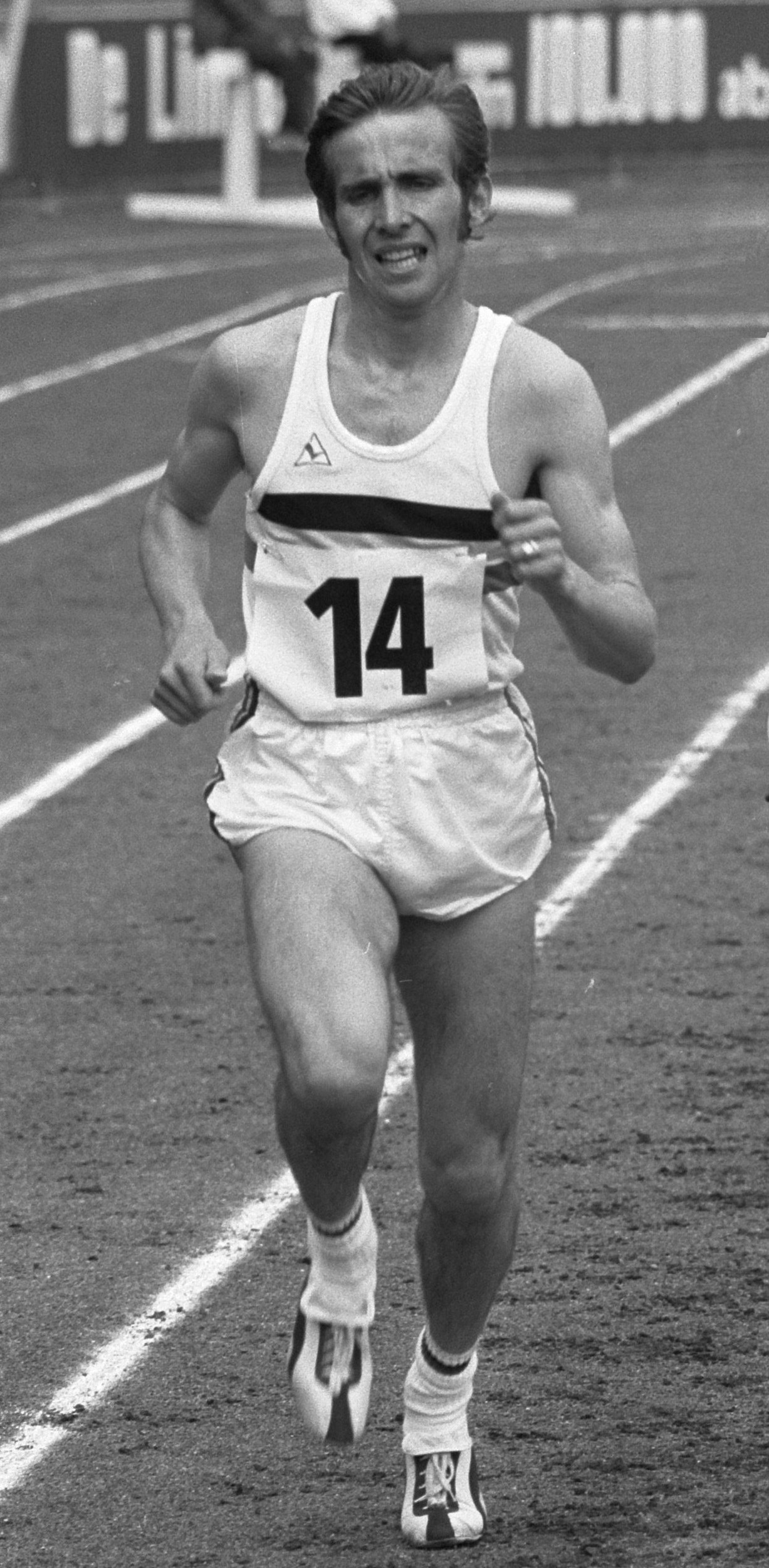
Willy Polleunis
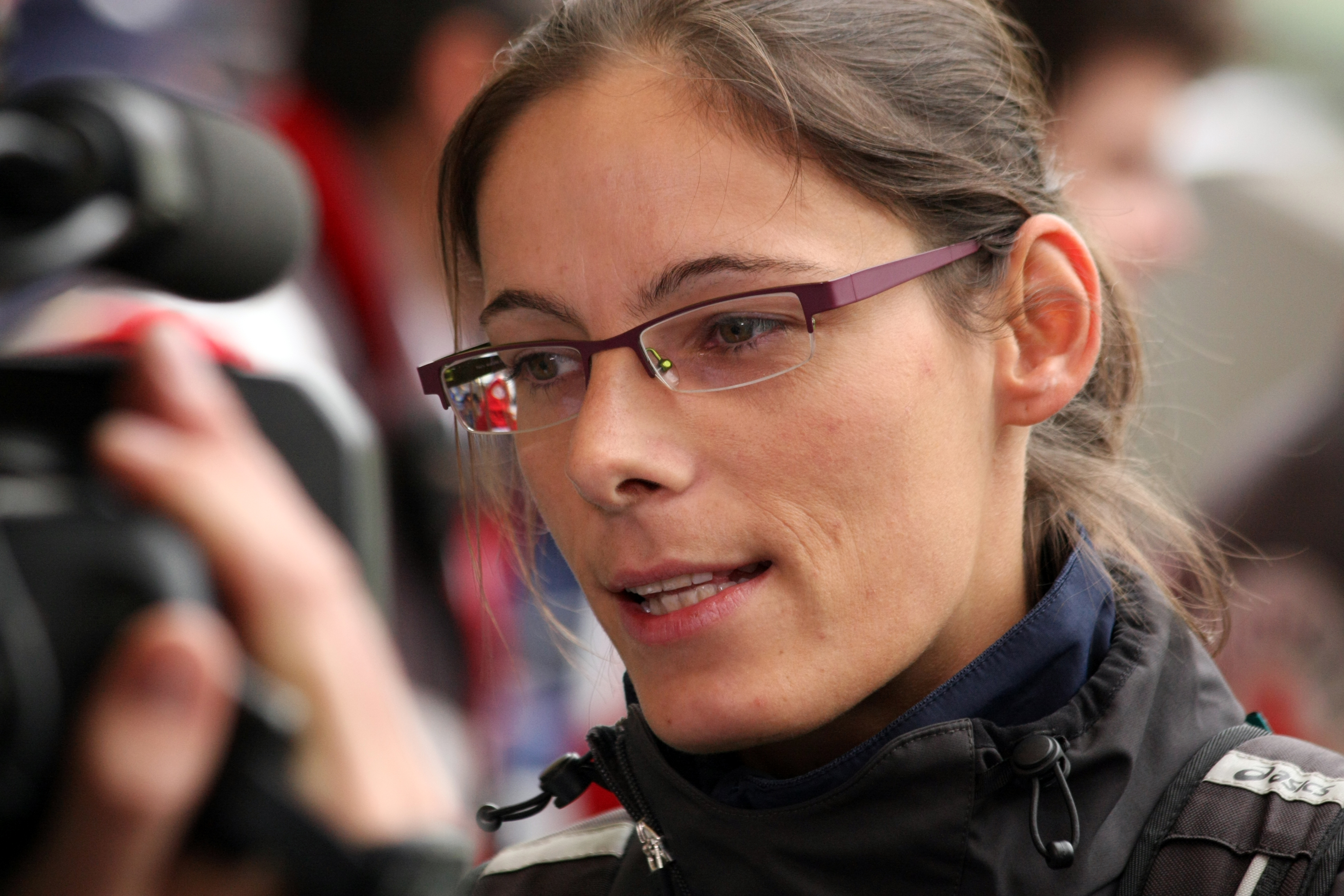
Tia Hellebaut, Olympiasiegerin 2008
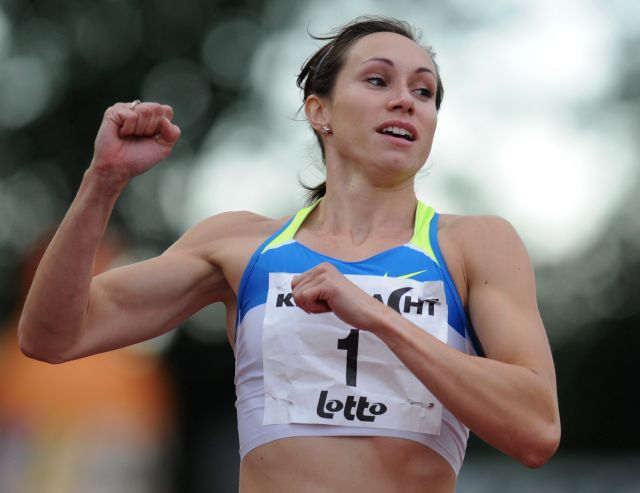
Kim Gevaert, Staffelgold 2008
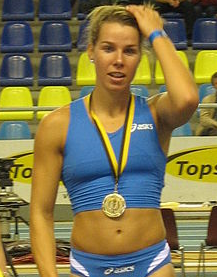
Hanna Mariën, Staffelgold 2008
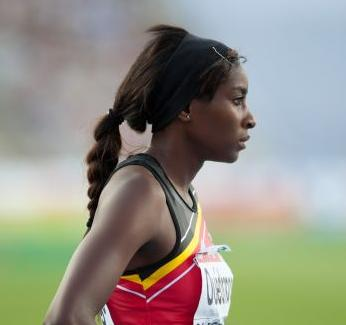
Élodie Ouédraogo, Staffelgold 2008
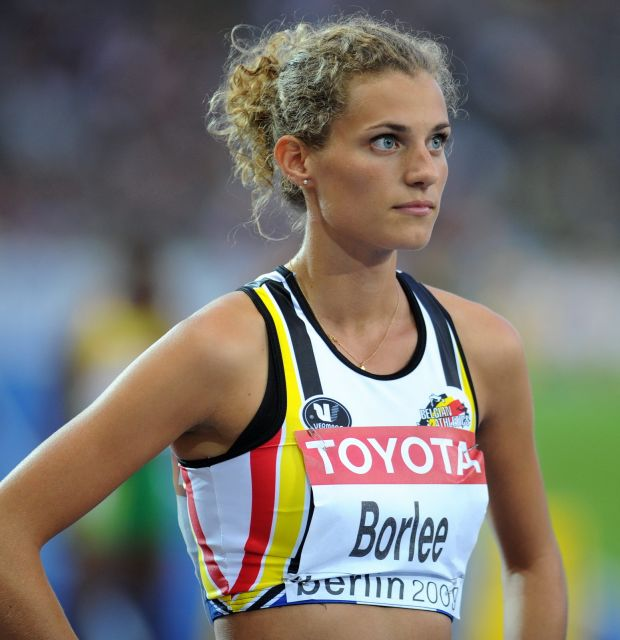
Olivia Borlée, Staffelgold 2008
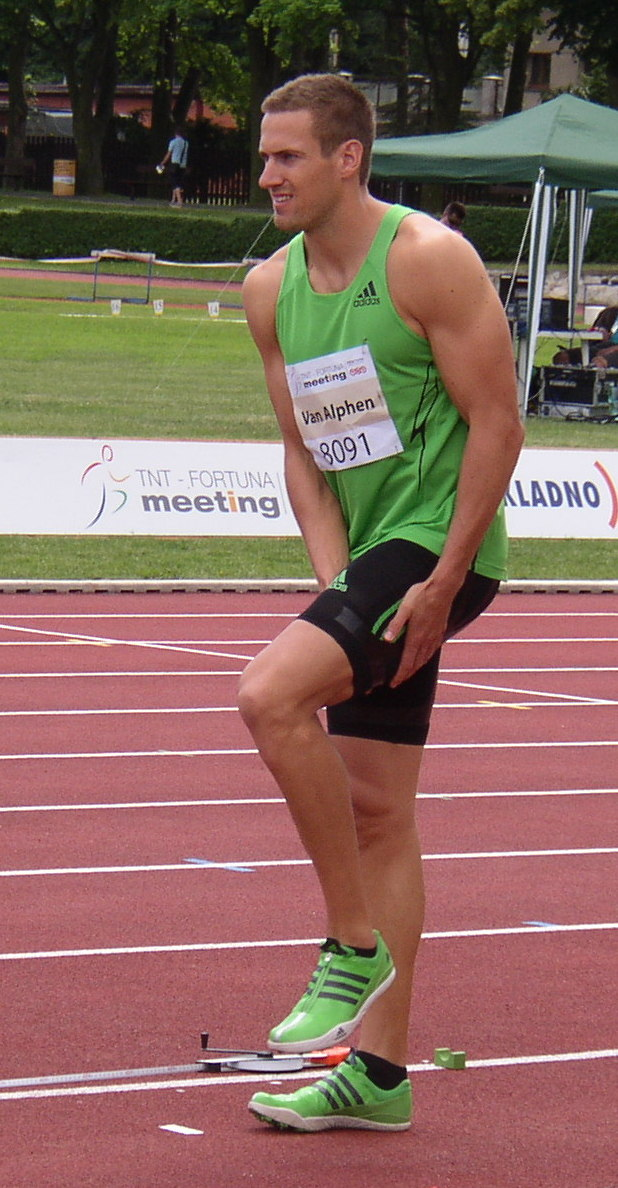
Hans Van Alphen
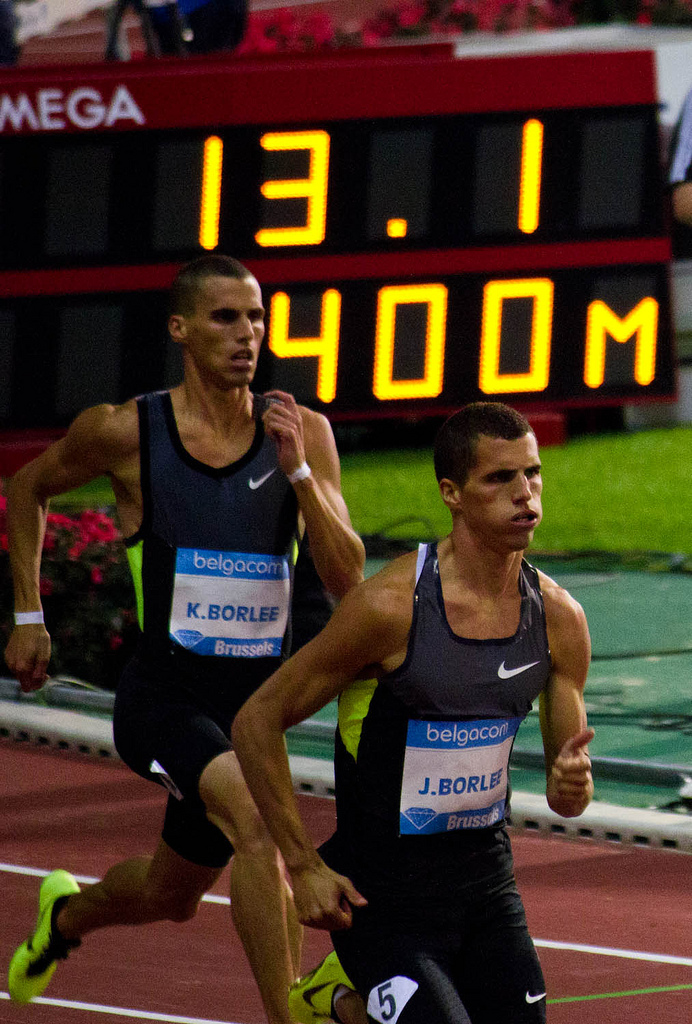
Kevin (l.) und Jonathan Borlée bei einem Wettkampf 2012
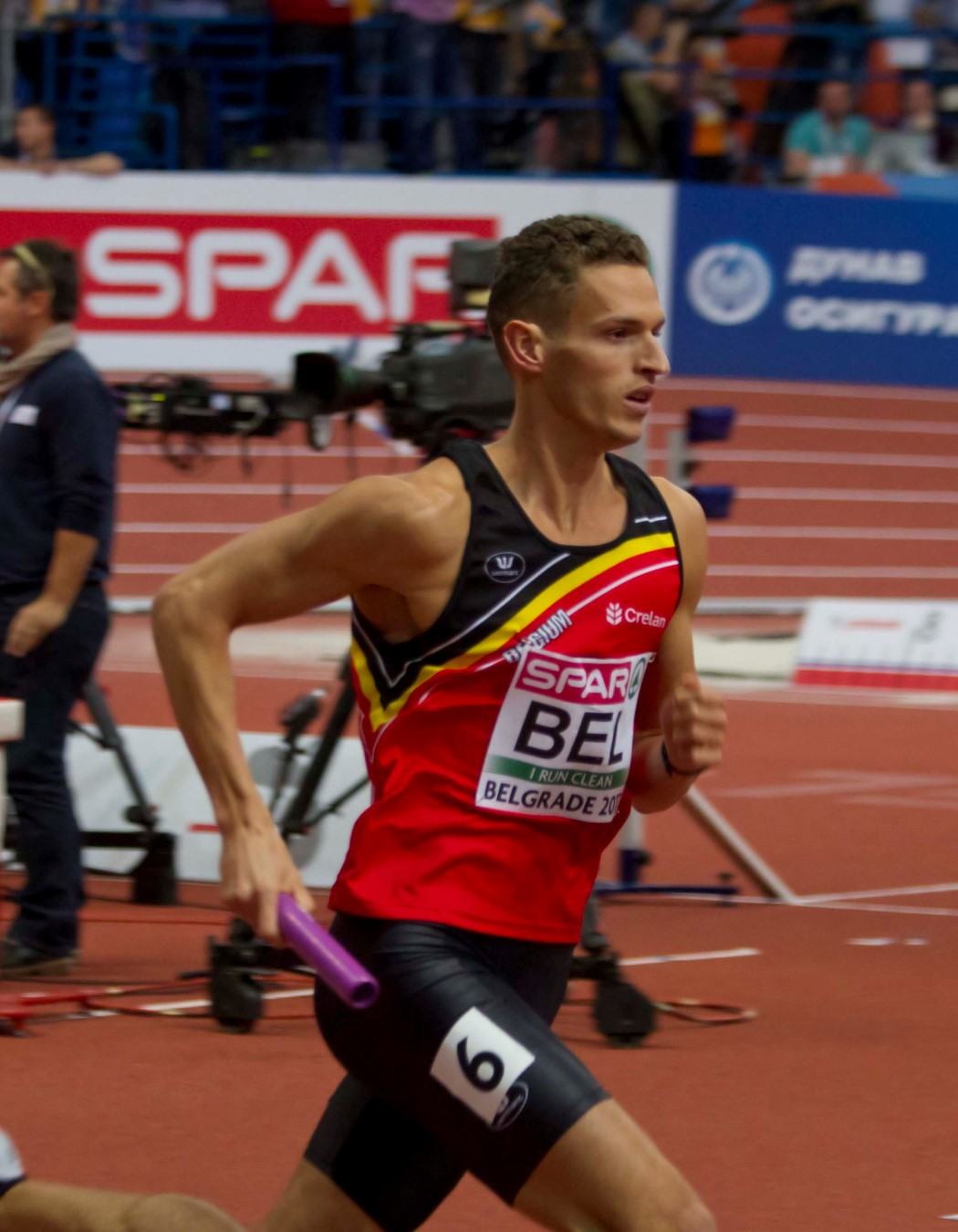
Dylan Borlée
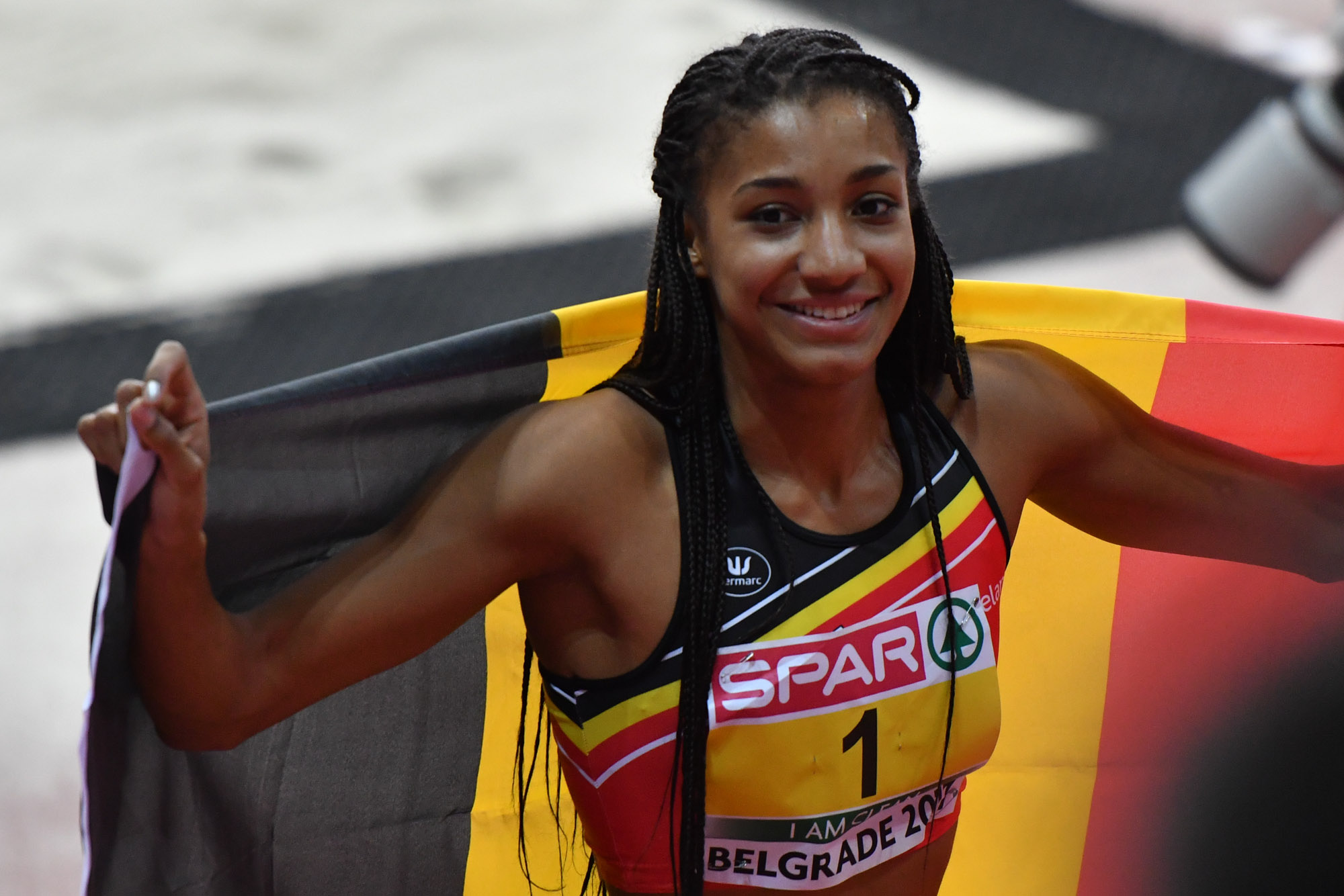
Nafissatou Thiam, Olympiasiegerin 2016

#### Moderner Fünfkampf
| Gelbes Symbol für Goldmedaillen mit stilisierten Olympischen Ringen | Graues Symbol für Silbermedaillen mit stilisierten Olympischen Ringen | Braundes Symbol für Bronzemedaillen mit stilisierten Olympischen Ringen |
| ------------------------------------------------------------------- | --------------------------------------------------------------------- | ----------------------------------------------------------------------- |
| —                                                                   | —                                                                     | —                                                                       |

Die ersten belgischen Fünfkämpfer gingen 1924 in Paris an den Start. Kein Starter konnte sich in der Folgezeit unter den besten Zehn platzieren. 1960 in Rom nahm zum bislang letzten Mal ein Fünfkämpfer aus Belgien teil.

#### Radsport
| Gelbes Symbol für Goldmedaillen mit stilisierten Olympischen Ringen | Graues Symbol für Silbermedaillen mit stilisierten Olympischen Ringen | Braundes Symbol für Bronzemedaillen mit stilisierten Olympischen Ringen |
| ------------------------------------------------------------------- | --------------------------------------------------------------------- | ----------------------------------------------------------------------- |
| 9                                                                   | 9                                                                     | 14                                                                      |

Im olympischen Radsport ist Belgien seit 1900 vertreten. 1908 gewann Joseph Werbrouck mit Bronze im 20-Kilometer-Rennen die erste olympische Medaille Belgiens im Radsport. Bei den heimischen Sommerspielen 1920 schaffte Henry George mit seinem Sieg im 50-Kilometer-Rennen den ersten Olympiasieg Belgiens im Radsport. Im Straßenrennen gewann die Mannschaft Bronze. In der Einzelwertung wurden Jean Janssens Vierter
und Albert De Bunné Fünfter. In der Mannschaftsverfolgung belegte das belgische Team Platz 4.
1924 gewann Rik Hoevenaers gleich drei Medaillen. Im Straßenrennen gewann er Silber in der Einzelwertung und auch mit der Mannschaft. Er war zudem Teammitglied in der Mannschaftsverfolgung und gewann dort Bronze. 1928 wurde die Mannschaft im Straßenfahren Fünfte. 1936 gewann sie dann Bronze. In der Mannschaftsverfolgung belegte das belgische Team Platz 5.
1948 gelang der Straßenmannschaft der Olympiasieg. In der Einzelwertung gewann Lode Wouters Bronze, Leon De Lathouwer wurde Vierter. Im 1000-Meter-Zeitfahren holte Pierre Nihant Silber. 1952 konnte das Team den Erfolg im Straßenrennen wiederholen. Auch in der Einzelwertung lagen die Belgier vorne. André Noyelle wurde Olympiasieger vor Robert Grondelaers. Lucien Victor wurde Vierter.
1960 gewann Leo Sterckx Silber im Sprint. Im Straßenrennen holte Willy Vanden Berghen Bronze in der Einzelwertung. Patrick Sercu wurde 1964 in Tokio Olympiasieger im 1000-Meter-Zeitfahren. Im Sprint belegte er Platz 5. Im Straßenrennen holte Walter Godefroot Bronze. 1968 gewannen Daniel Goens und Robert Van Lancker Bronze auf dem Tandem. 1972 erreichte die belgische Mannschaft im 100-Kilometer-Zeitfahren Platz 4.
Im 1000-Meter-Zeitfahren gewann Michel Vaarten 1976 die Silbermedaille. Alfons De Wolf belegte im Straßenrennen Platz 4. Roger Ilegems wurde 1984 erster Olympiasieger in der neuen Disziplin Punktefahren. 1988 belegte Erik Schoefs Platz 6 im Sprint. Cédric Mathy gewann 1992 Bronze im Punktefahren und wurde Sechster im Sprint.
2000 wurden zwei Silbermedaillen gewonnen. Im Madison wurden Etienne De Wilde und Matthew Gilmore Zweite, auf dem Mountainbike Filip Meirhaeghe. Im Straßenrennen von 2004 gewann Axel Merckx Bronze. Auf dem Mountainbike fuhr Roel Paulissen auf Platz 4. 2008 belegten Iljo Keisse und Kenny De Ketele im Madison Platz 4.
2012 erreichte Jolien D’hoore im Omnium Platz 5. In Rio de Janeiro 2018 wurde Greg Van Avermaet Olympiasieger im Straßenrennen. Jolien D’hoore gewann im Omnium Bronze. Auf dem BMX wurde Elke Vanhoof Sechste.
| Name                                                              | Spiele              | Disziplin                | Anmerkung          |
| ----------------------------------------------------------------- | ------------------- | ------------------------ | ------------------ |
| Henry George                                                      | 1920 Antwerpen      | 50 Kilometer             | erster Olympiasieg |
| Lode Wouters Léon De Lathouwer Eugène Van Roosbroeck Liévin Lerno | 1948 London         | Straßenrennen Mannschaft |                    |
| André Noyelle                                                     | 1952 Helsinki       | Straßenrennen Einzel     |                    |
| André Noyelle Robert Grondelaers Lucien Victor Rik Van Looy       | 1952 Helsinki       | Straßenrennen Mannschaft |                    |
| Patrick Sercu                                                     | 1964 Tokio          | 1000-Meter-Zeitfahren    |                    |
| Roger Ilegems                                                     | 1984 Los Angeles    | Punktefahren             |                    |
| Greg Van Avermaet                                                 | 2016 Rio de Janeiro | Männer, Straßenrennen    |                    |
| Remco Evenepoel                                                   | 2024 Paris          | Männer, Einzelzeitfahren |                    |
| Remco Evenepoel                                                   | 2024 Paris          | Männer, Straßenrennen    |                    |

| Name                                                               | Spiele        | Disziplin                | Anmerkung |
| ------------------------------------------------------------------ | ------------- | ------------------------ | --------- |
| Rik Hoevenaers                                                     | 1924 Paris    | Straßenrennen Einzel     |           |
| Rik Hoevenaers Alphonse Parfondry Jean Van den Bosch Fernand Saivé | 1924 Paris    | Straßenrennen Mannschaft |           |
| Pierre Nihant                                                      | 1948 London   | 1000-Meter-Zeitfahren    |           |
| Robert Grondelaers                                                 | 1952 Helsinki | Straßenrennen Einzel     |           |
| Leo Sterckx                                                        | 1960 Rom      | Sprint                   |           |
| Michel Vaarten                                                     | 1976 Montreal | 1000-Meter-Zeitfahren    |           |
| Etienne De Wilde Matthew Gilmore                                   | 2000 Sydney   | Madison                  |           |
| Filip Meirhaeghe                                                   | 2000 Sydney   | Mountainbike             |           |
| Wout van Aert                                                      | 2020 Tokio    | Männer, Straßenrennen    |           |

| Name                                                                        | Spiele              | Disziplin                | Anmerkung                          |
| --------------------------------------------------------------------------- | ------------------- | ------------------------ | ---------------------------------- |
| Joseph Werbrouck                                                            | 1908 London         | 20 Kilometer             | erster Medaillengewinn im Radsport |
| Jean Janssens Albert De Bunné André Vercruysse Albert Wyckmans              | 1920 Antwerpen      | Straßenrennen Mannschaft |                                    |
| Rik Hoevenaers Léonard Daghelinckx Jean Van den Bosch Fernand Saivé         | 1924 Paris          | Mannschaftsverfolgung    |                                    |
| Auguste Garrebeek Armand Putzeys Jean-François Van Der Motte Joseph Lowagie | 1936 Berlin         | Straßenrennen Mannschaft |                                    |
| Lode Wouters                                                                | 1948 London         | Straßenrennen Einzel     |                                    |
| Willy Vanden Berghen                                                        | 1960 Rom            | Straßenrennen Einzel     |                                    |
| Walter Godefroot                                                            | 1964 Tokio          | Straßenrennen Einzel     |                                    |
| Daniel Goens Robert Van Lancker                                             | 1968 Mexiko-Stadt   | Tandem                   |                                    |
| Cédric Mathy                                                                | 1992 Barcelona      | Punktefahren             |                                    |
| Axel Merckx                                                                 | 2004 Athen          | Straßenrennen Einzel     |                                    |
| Jolien D’hoore                                                              | 2016 Rio de Janeiro | Omnium                   |                                    |
| Wout van Aert                                                               | 2024 Paris          | Männer, Einzelzeitfahren |                                    |
| Lotte Kopecky                                                               | 2024 Paris          | Frauen, Straßenrennen    |                                    |
| Fabio Van den Bossche                                                       | 2024 Paris          | Männer, Omnium           |                                    |

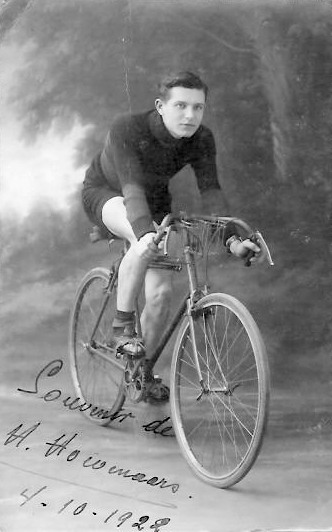
Rik Hoevenaers, Silber und Bronze 1924
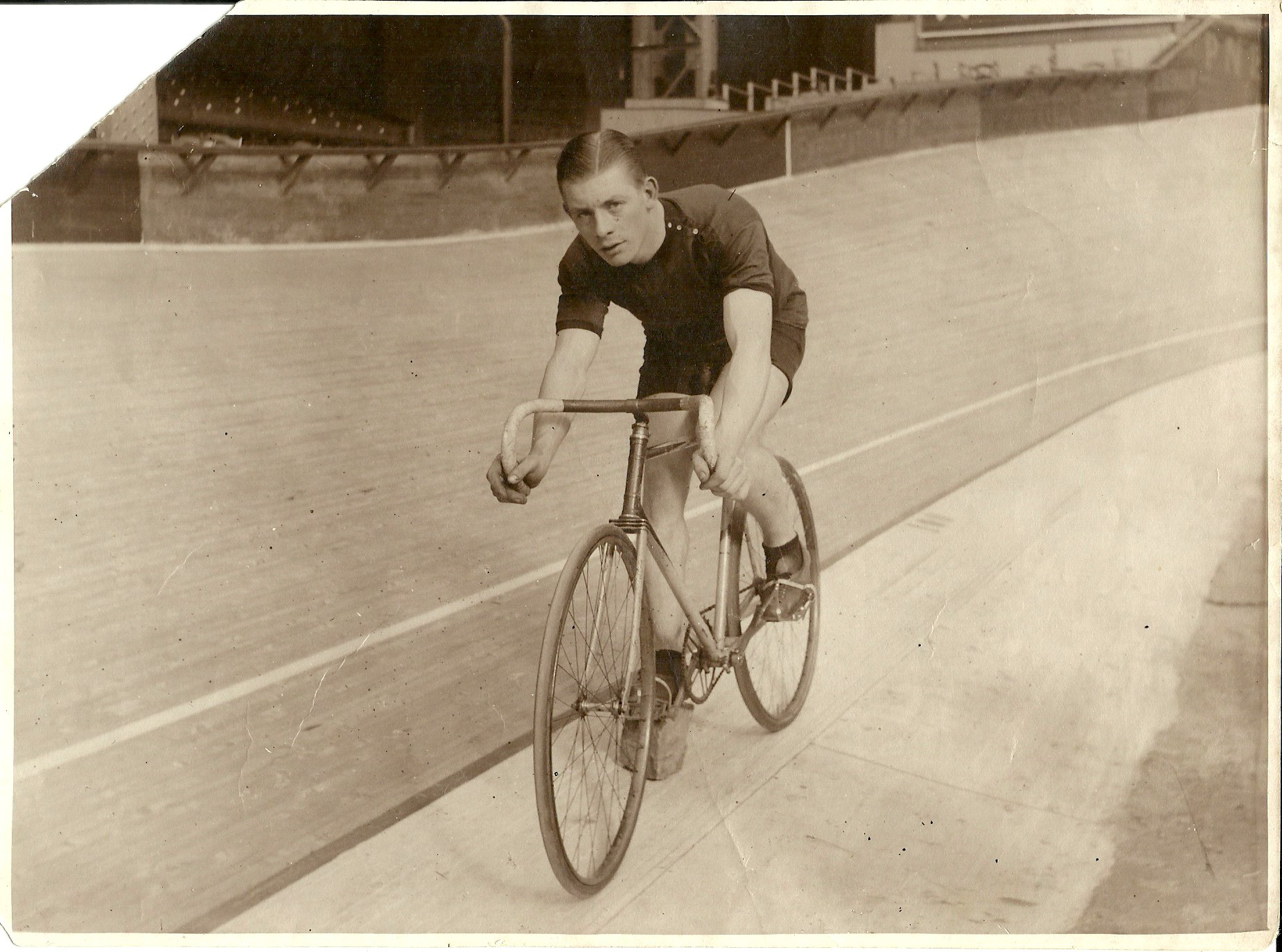
Fernand Saivé, Silber und Bronze 1924
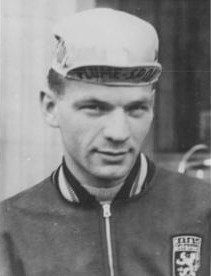
Willy Vanden Berghen, Bronze 1960
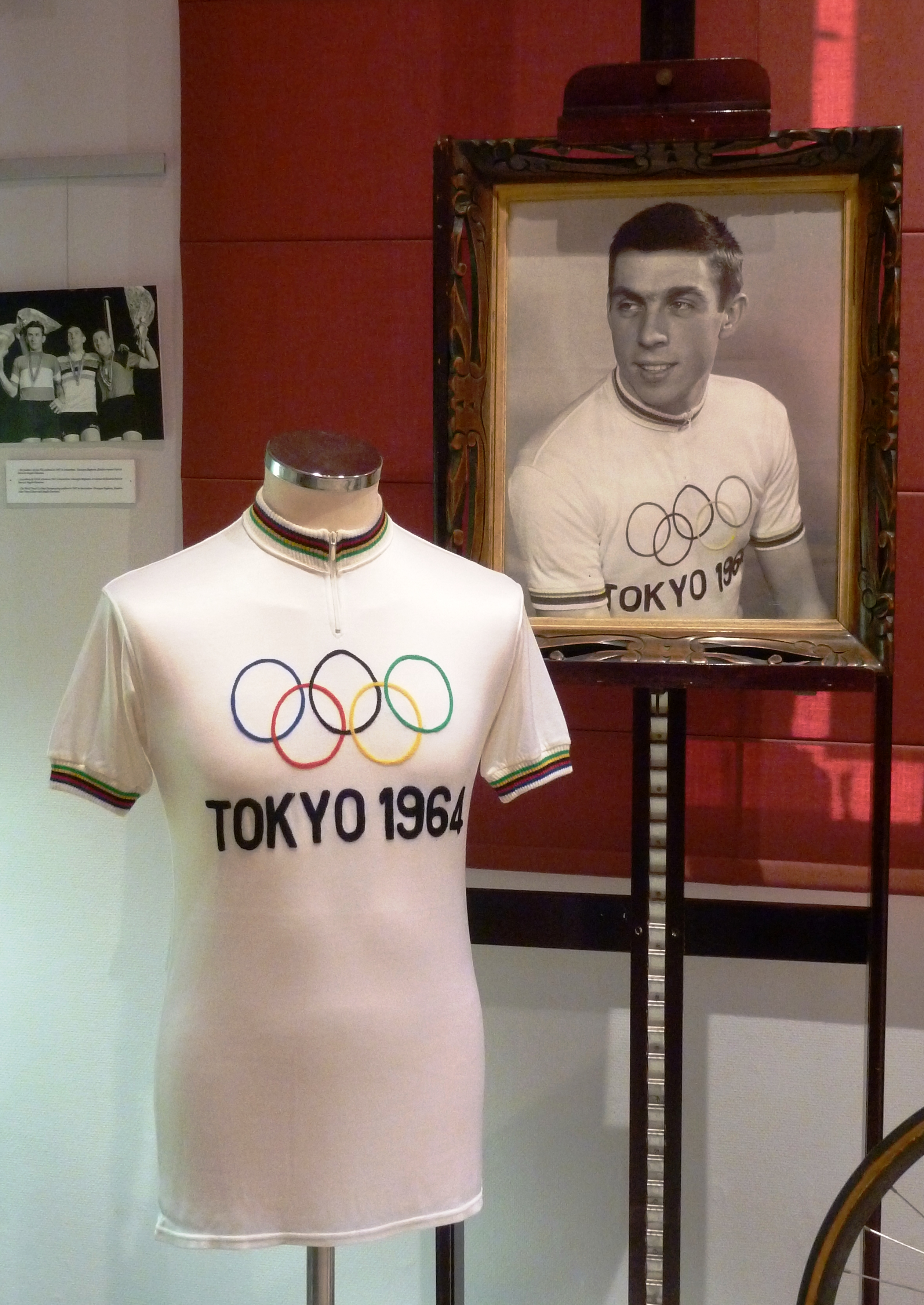
Patrick Sercu, Olympiasieger 1964, auf einem Foto in der Ausstellung des Nationaal Wielermuseum in Roeselare. Im Vordergrund das im Rennen benutzte Jersey
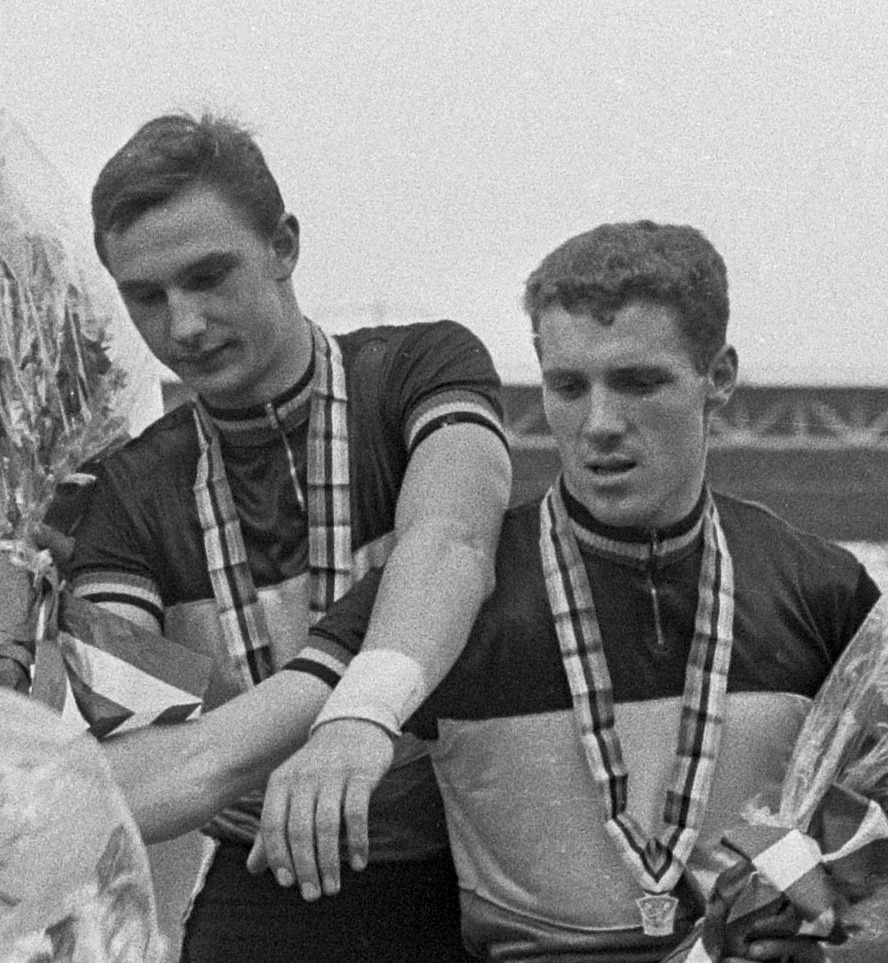
Daniel Goens (l.) und Robert Van Lancker, Bronze 1968
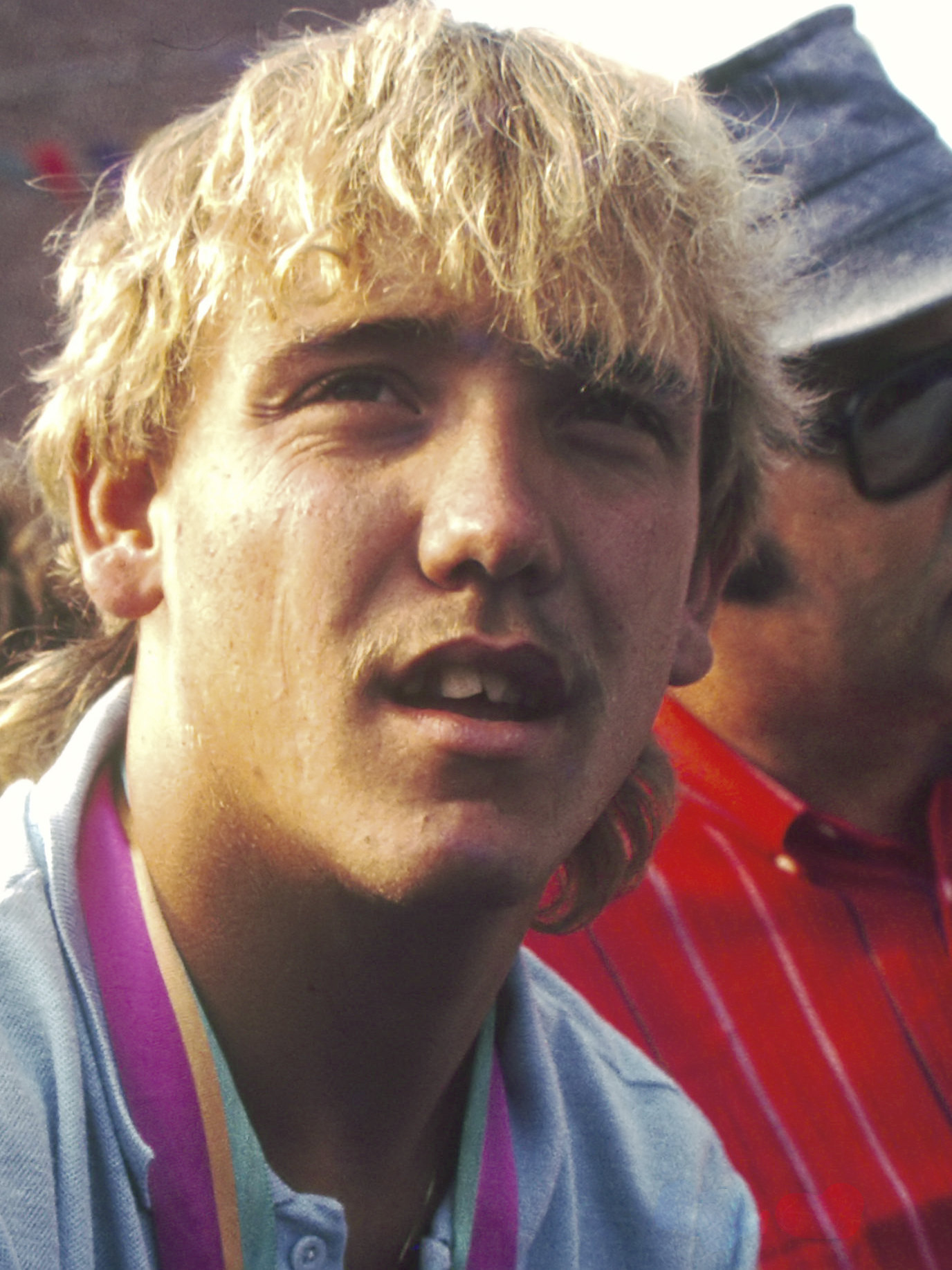
Roger Ilegems, Olympiasieger 1984
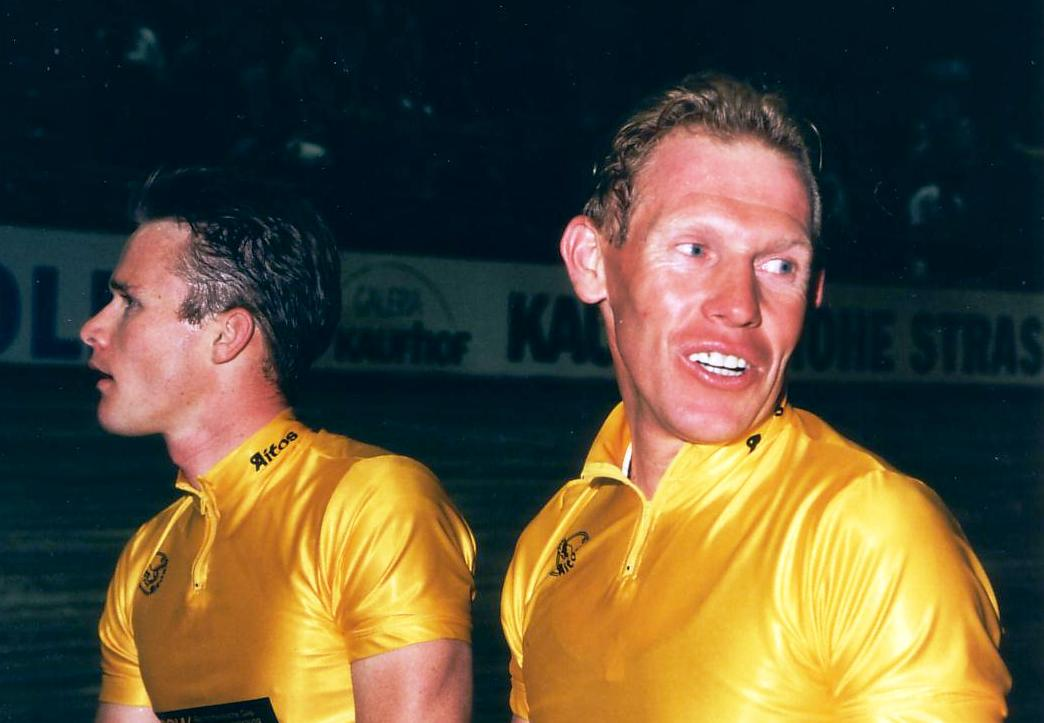
Matthew Gilmore (l.) und Etienne De Wilde, Silber 2000
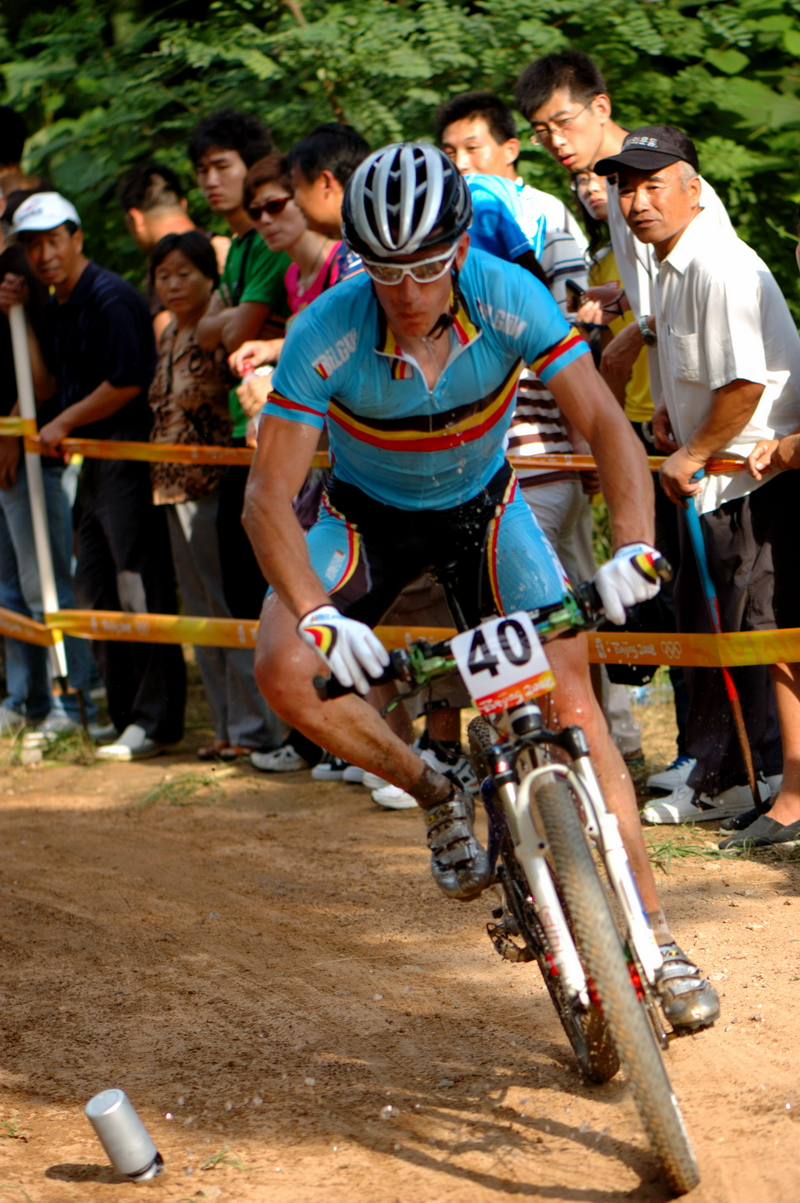
Filip Meirhaeghe, Silber 2000
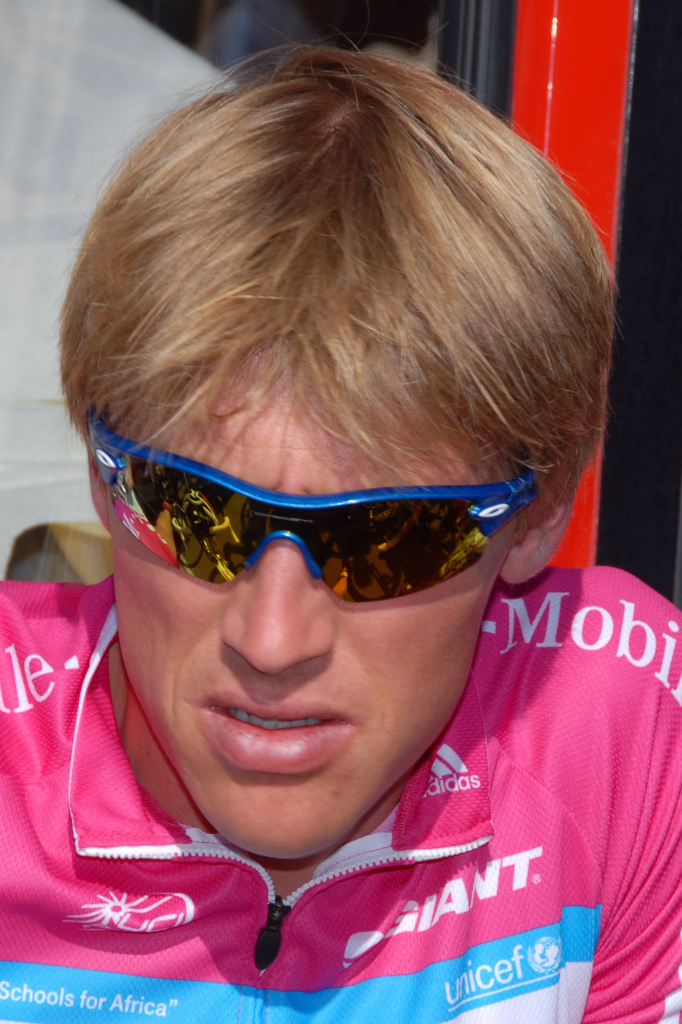
Axel Merckx, Bronze 2004
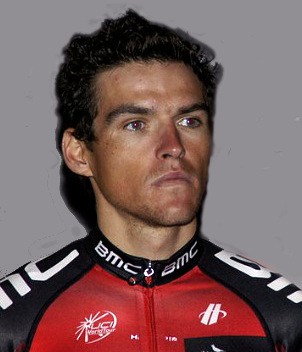
Greg Van Avermaet, Olympiasieger 2016
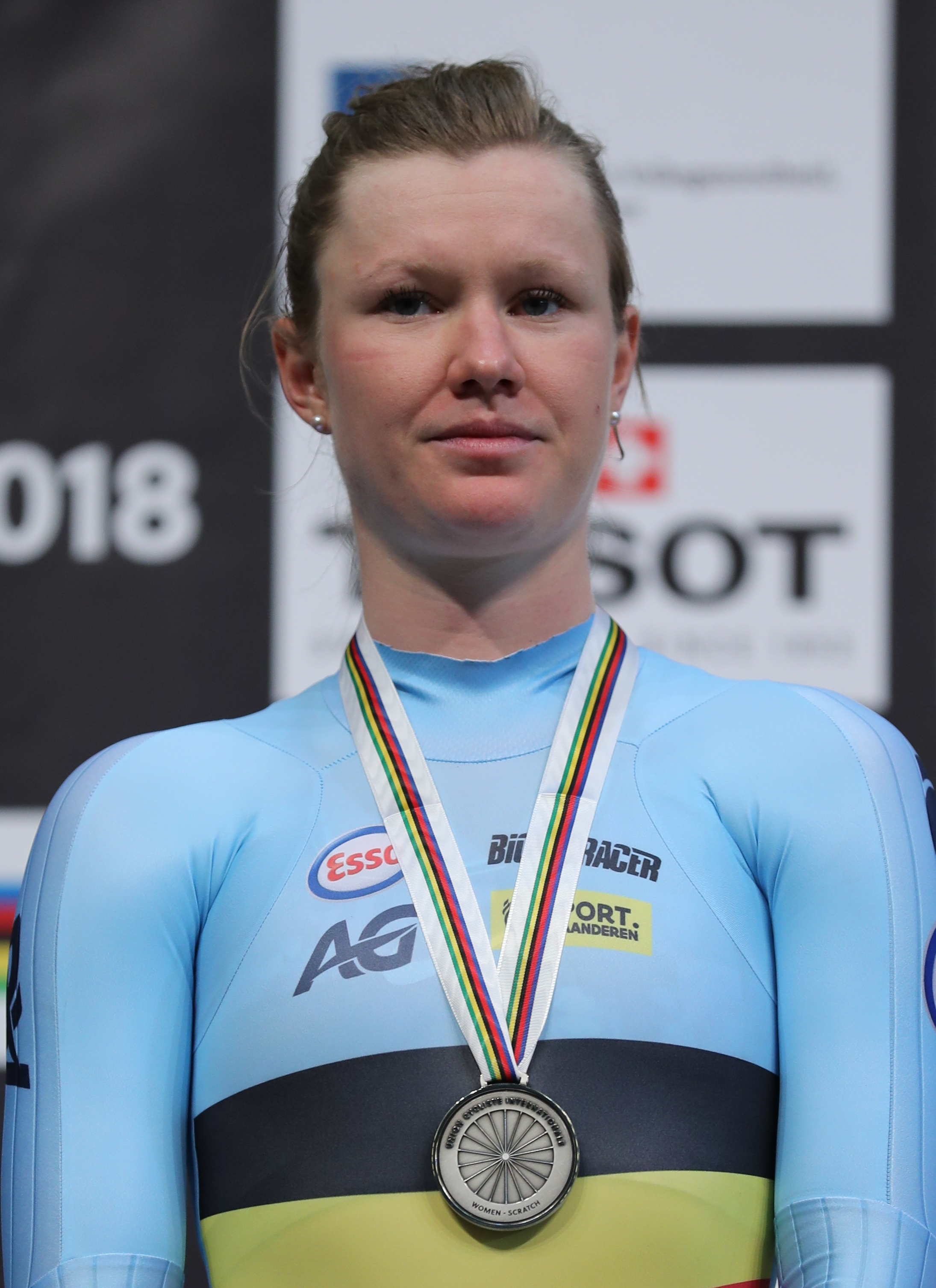
Jolien D’hoore, Bronze 2016

#### Reiten
| Gelbes Symbol für Goldmedaillen mit stilisierten Olympischen Ringen | Graues Symbol für Silbermedaillen mit stilisierten Olympischen Ringen | Braundes Symbol für Bronzemedaillen mit stilisierten Olympischen Ringen |
| ------------------------------------------------------------------- | --------------------------------------------------------------------- | ----------------------------------------------------------------------- |
| 4                                                                   | 2                                                                     | 7                                                                       |

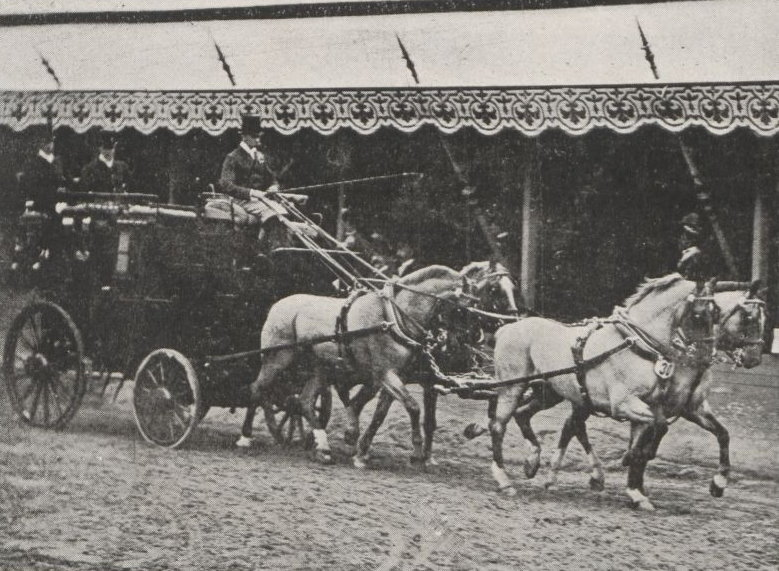
Ein Beispiel für das Gespannfahren, das vom IOC nicht als olympischer Wettbewerb angesehen wird

Gleich bei der ersten Teilnahme an Olympischen Spielen waren auch eine belgische Reiter-Equipe dabei. Die ersten Medaillen wurden im Springreiten gewonnen. Aimé Haegeman wurde auf Benton II erster Olympiasieger im Springreiten in der olympischen Geschichte. Silber gewann Georges Van Der Poele auf Windsor Squire. In Paris gab es eigene Weit- und Hochsprungdisziplinen für Pferde. Constant Van Langhendonck gewann auf Extra Dry den Weitsprung. Im Hochsprung gewann Georges Van Der Poele auf Ludlow Bronze. Im Gespannfahren gewann Georges Nagelmackers. Diese Disziplin wird vom IOC mittlerweile ebenfalls als olympischer Wettbewerb angesehen.
1912 gewann Emmanuel de Blommaert auf Clonmore Bronze im Springreiten. Bei den heimischen Sommerspielen 1920 in Antwerpen stellte die belgische Equipe zwei Olympiasieger im einmalig ausgetragenen Kunstreiten. Daniël Bouckaert wurde Olympiasieger, Louis Finet gewann Bronze. In der Mannschaftswertung wurde das belgische Team Olympiasieger. Die Springreitermannschaft gewann Silber, im Einzel belegte Ferdinand de la Serna auf Arsinoe Platz 5. Die Vielseitigkeitsreiter holten in der Teamwertung die Bronzemedaille. In der Einzelwertung erreichte Roger Moeremans d’Emaüs auf Sweet Girl Platz 4. 1924 belegte die Springreitermannschaft Platz 4, die Vielseitigkeits-Equipe Platz 5. Erst 1936 konnte sich wieder ein Reiter unter den ersten Fünf platzieren. In der Einzelwertung des Springreitens belegte Georges Ganshof auf Ibrahim den vierten Platz.
Nach dem Zweiten Weltkrieg kamen belgische Reiter nur noch 1956 und 1960 zum Einsatz. Erst ab 1972 nahmen belgische Equipes wieder regelmäßig an olympischen Reitturnieren teil. 1976 konnte die erste Medaille nach 56 Jahren gewonnen werden. Im Springreiten gewann François Mathy auf Gai Luron die Bronzemedaille. Eine zweite Bronzemedaille gewann er in der Mannschaftswertung. 1992 erreichte die Vielseitigkeitsmannschaft den vierten Platz.
2000 kam der Springreiter Ludo Philippaerts auf Otterongo auf Platz 5. Einen geteilten vierten Platz erreichten 2004 Ludo Philippaerts auf Parco und Dirk Demeersman auf Clinton. Mit der Mannschaft belegten sie Platz 6. 2008 wurde die Vielseitigkeitsreiterin Karin Donckers auf Gazelle de la Brasserie Neunte der Einzelwertung.

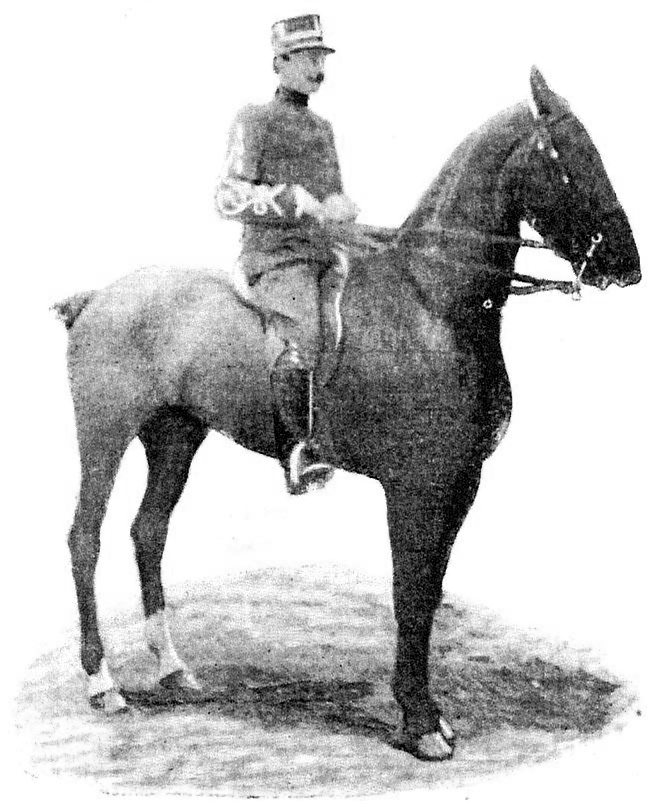
Constant Van Langhendonck, Olympiasieger 1900

| Name                                           | Spiele         | Disziplin              | Anmerkung                              |
| ---------------------------------------------- | -------------- | ---------------------- | -------------------------------------- |
| Aimé Haegeman auf Benton II                    | 1900 Paris     | Springreiten Einzel    | erster Medaillengewinn und Olympiasieg |
| Constant van Langhendonck auf Extra Dry        | 1900 Paris     | Weitsprung             |                                        |
| Daniël Bouckaert                               | 1920 Antwerpen | Kunstreiten Einzel     | Name des Pferdes unbekannt             |
| Daniël Bouckaert Louis Finet Maurice Van Ranst | 1920 Antwerpen | Kunstreiten Mannschaft | Name der Pferde unbekannt              |

| Name | Spiele         | Disziplin           | Anmerkung |
| --- | -------------- | ------------------- | --------- |
| Georges van der Poele auf Windsor Squire                                                                                       | 1900 Paris     | Springreiten Einzel |           |
| André Coumans auf Lisette Henri Laama auf Biscuit Herman de Gaiffier d’Hestroy auf Miss Herman d’Oultremont auf Lord Kitchener | 1920 Antwerpen | Springen Mannschaft |           |

| Name | Spiele         | Disziplin                 | Anmerkung                  |
| --- | -------------- | ------------------------- | -------------------------- |
| Georges van der Poele auf Ludlow                                                                                              | 1900 Paris     | Hochsprung                |                            |
| Emmanuel de Blommaert auf Clonmore                                                                                            | 1912 Stockholm | Springen Einzel           |                            |
| Louis Finet | 1920 Antwerpen | Kunstreiten Einzel        | Name des Pferdes unbekannt |
| Jules Bonvalet auf Weppelghem Oswald Lints auf Martha Jacques Misonne auf Gaucho Roger Moeremans d’Emaüs auf Sweet Girl       | 1920 Antwerpen | Vielseitigkeit Mannschaft |                            |
| François Mathy auf Gai Luron                                                                                                  | 1976 Montreal  | Springen Einzel           |                            |
| François Mathy auf Gai Luron Eric Wauters auf Gute Sitte Edgar Henri Cuepper auf Le Champion Stanny Van Paesschen auf Porsche | 1976 Montreal  | Springen Mannschaft       |                            |
| Pieter Devos mit Claire Z Jérôme Guery mit Quel Homme Grégory Wathelet mit Nevados S                                          | 2020 Tokio     | Springreiten Mannschaft   |                            |

#### Ringen
| Gelbes Symbol für Goldmedaillen mit stilisierten Olympischen Ringen | Graues Symbol für Silbermedaillen mit stilisierten Olympischen Ringen | Braundes Symbol für Bronzemedaillen mit stilisierten Olympischen Ringen |
| ------------------------------------------------------------------- | --------------------------------------------------------------------- | ----------------------------------------------------------------------- |
| 3                                                                   | 7                                                                     | 7                                                                       |

Belgische Ringer nahmen erstmals 1908 an einem olympischen Turnier teil. Einen ersten Erfolg erzielte 1920 in Antwerpen Auguste Thijs, der im Leichtgewicht des Freistils Platz 4 erkämpfte. Die erste olympische Medaille im Ringen gewann 1924 der Freistilringer Pierre Ollivier im Mittelgewicht. Im Halbschwergewicht wurde Joseph Hutmacker Vierter. 1928 folgte eine Silbermedaille im Bantamgewicht des Freistils durch Edmond Spapen. Im Halbschwergewicht des griechisch-römischen Stils wurde Nicolas Appels Vierter.
Zwei vierte Plätze brachte das Turnier von 1948 durch Jean-Baptiste Benoy im Mittelgewicht des griechisch-römischen Stils und Joseph Trimpont im Bantamgewicht des Freistils. Joseph Mewis gewann 1956 Silber im Federgewicht des Freistils. Sein Bruder Maurice Mewis kämpfte sich 1964 im griechisch-römischen Stil auf Platz 4 im Fliegengewicht.
In der Folgezeit konnten keine nennenswerten Ergebnisse erzielt werden. 1976 nahm noch ein Mitglied der Mewis-Familie am olympischen Ringen teil. Julien Mewis, der Sohn von Maurice, startete im Fliegengewicht des griechisch-römischen Stils. 1996 nahm zum bislang letzten Mal ein belgischer Ringer teil.
| Name            | Spiele         | Disziplin               | Anmerkung              |
| --------------- | -------------- | ----------------------- | ---------------------- |
| Pierre Ollivier | 1924 Paris     | Mittelgewicht, Freistil | erster Medaillengewinn |
| Edmond Spapen   | 1928 Amsterdam | Bantamgewicht, Freistil |                        |
| Joseph Mewis    | 1956 Melbourne | Federgewicht, Freistil  |                        |

#### Rudern
| Gelbes Symbol für Goldmedaillen mit stilisierten Olympischen Ringen | Graues Symbol für Silbermedaillen mit stilisierten Olympischen Ringen | Braundes Symbol für Bronzemedaillen mit stilisierten Olympischen Ringen |
| ------------------------------------------------------------------- | --------------------------------------------------------------------- | ----------------------------------------------------------------------- |
| —                                                                   | 6                                                                     | 2                                                                       |

Belgische Boote nahmen erstmals 1900 an olympischen Regatten teil. Der Achter des Royal Club Nautique de Gand konnte als erstes belgisches Boot mit Silber die erste Olympiamedaille Belgiens im Rudern gewinnen. 1908 gewann der Achter abermals Silber. Zwei der Ruderer waren schon 1900 im Achter gewesen, Alfred Van Landeghem und Oscar de Somville. Ein weiterer Ruderer, Polydore Veirman, gewann 1912 im Einer Silber.
Erst 1928 kam es wieder zu einem Medaillengewinn. Der Zweier mit Steuermann fuhr zur Bronzemedaille. Nach 24 Jahren gewann 1952 der Zweier ohne Steuermann Silber. Der Doppelzweier erreichte 1960 Platz 6.
Medaillengewinne kamen erst 1984 in Los Angeles zu Stande. Der Doppelzweier der Männer gewann Silber, bei den Frauen holte Ann Haesebrouck Bronze im Einer. 1988 fuhr der Zweier ohne Steuermann auf Platz 4, der Doppelvierer der Frauen auf Platz 6. Annelies Bredael gewann im Einer der Frauen 1992 Silber. Der Zweier ohne Steuermann wurde Fünfter.
2004 erreichte Tim Maeyens im Einer der Männer als Sechster das Ziel. 2008 belegte er Rang 4. 2016 wurde Hannes Obreno im Einer ebenfalls Vierter.
| Name                           | Spiele           | Disziplin              | Anmerkung              |
| ------------------------------ | ---------------- | ---------------------- | ---------------------- |
| Royale Club Nautique de Gand   | 1900 Paris       | Achter                 | erster Medaillengewinn |
| Royale Club Nautique de Gand   | 1908 London      | Achter                 |                        |
| Polydore Veirman               | 1912 Stockholm   | Einer                  |                        |
| Michel Knuysen Robert Baetens  | 1952 Helsinki    | Zweier ohne Steuermann |                        |
| Pierre-Marie Deloof Dirk Crois | 1984 Los Angeles | Doppelzweier           |                        |
| Annelies Bredael               | 1992 Barcelona   | Einer                  |                        |

| Name                                             | Spiele           | Disziplin             | Anmerkung |
| ------------------------------------------------ | ---------------- | --------------------- | --------- |
| Léon Flament François De Coninck Georges Anthony | 1928 Amsterdam   | Zweier mit Steuermann |           |
| Ann Haesebrouck                                  | 1984 Los Angeles | Einer                 |           |

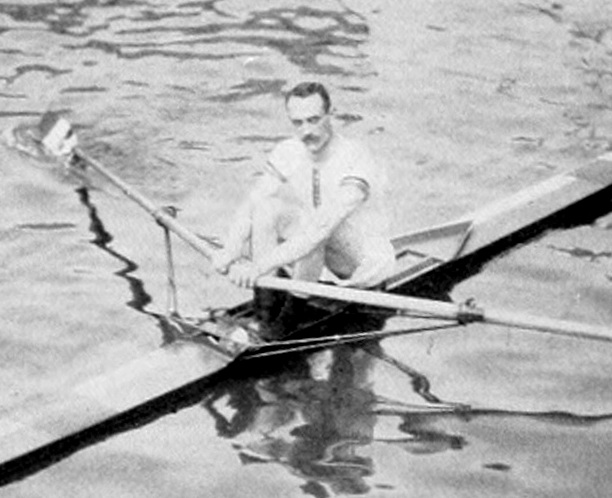
Polydore Veirman, Silber 1908 und 1912
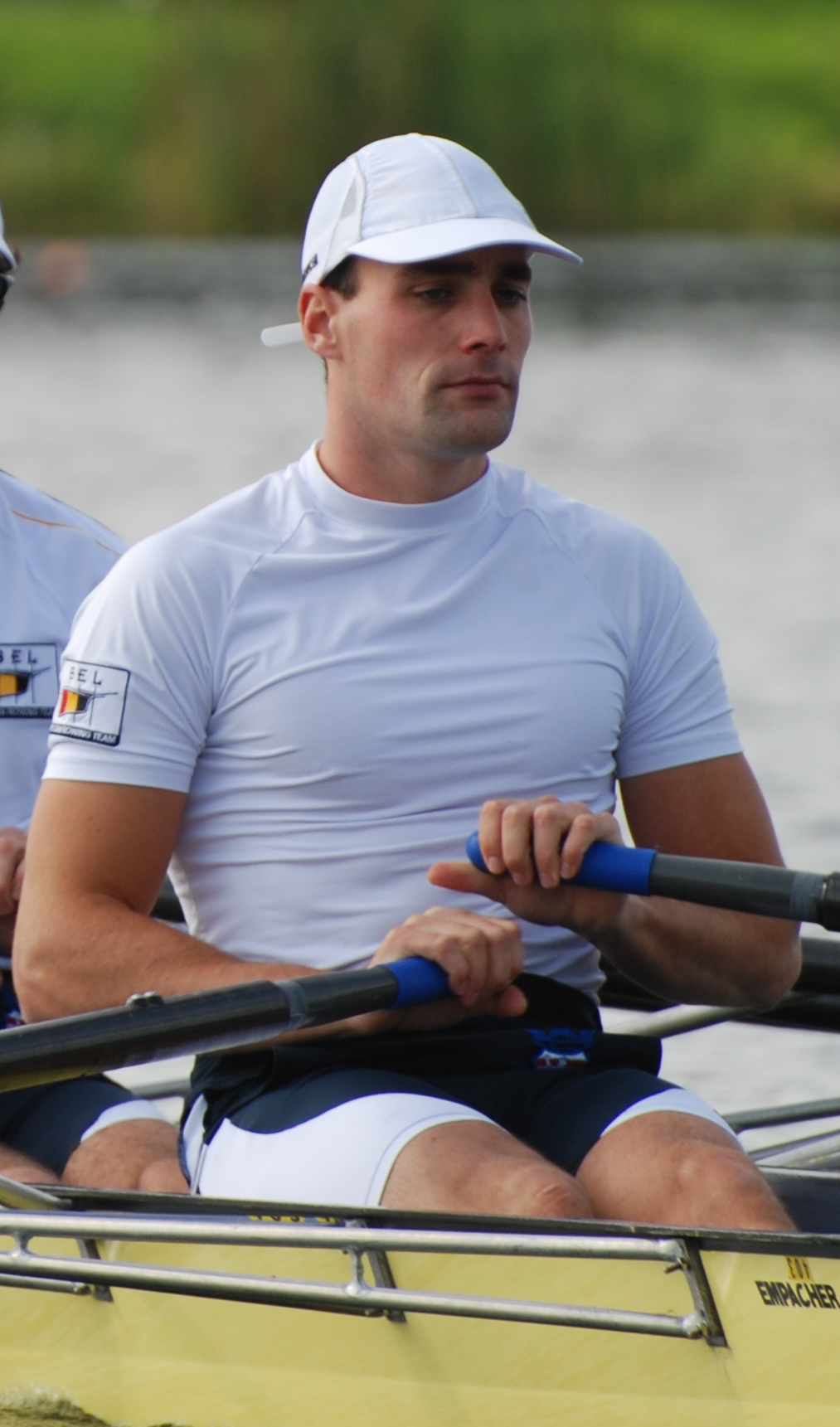
Tim Maeyens

#### Schießen
| Gelbes Symbol für Goldmedaillen mit stilisierten Olympischen Ringen | Graues Symbol für Silbermedaillen mit stilisierten Olympischen Ringen | Braundes Symbol für Bronzemedaillen mit stilisierten Olympischen Ringen |
| ------------------------------------------------------------------- | --------------------------------------------------------------------- | ----------------------------------------------------------------------- |
| 1                                                                   | 4                                                                     | 3                                                                       |

Belgische Schützen nehmen seit 1900 teil. Die ersten Medaillengewinner waren die Gewehrschützen Paul van Asbroeck mit Bronze im Dreistellungskampf und Charles Paumier du Verger im Stehendanschlag. Van Asbroeck wurde hier und auch im knienden Anschlag Vierter. Auch die Mannschaft mit der freien Pistole belegte Rang 4. Van Asbroeck wurde 1908 in London zum ersten belgischen Olympiasieger im Schießen. Mit der freien Pistole gewann er Gold vor seinem Landsmann Réginald Storms. In der Mannschaftswertung mit der Schnellfeuerpistole gewannen beide Silber. Van Asbroeck nahm auch am Gewehrschießen teil. In der Mannschaftswertung des Dreistellungskampfes belegte die Mannschaft Platz 5.
1920 bei den heimischen Sommerspielen gewann die Trap-Mannschaft Silber. In Antwerpen war auch Paul van Asbroeck dabei, er war als Pistolen- und Gewehrschütze eingesetzt, blieb jedoch erfolglos. Auch 1924 nahm er wieder teil. Die Trap-Mannschaft erreichte in Paris Platz 4. In der Einzelwertung wurde Louis D’Heur Fünfter.
Es sollte 64 Jahre vergehen, bis wieder ein belgischer Schütze eine Medaille gewinnen konnte. 1988 gewann Frans Peeters Bronze im Trapschießen. Bei den Frauen erreichte Anne Goffin Platz 4 mit der Luftpistole. 2000 wurde Anne Focan Vierte im Trapschießen und Siebte im Doppeltrap. 2012 gewann Lionel Cox Silber mit dem Kleinkalibergewehr im Liegendanschlag.
| Name              | Spiele      | Disziplin     | Anmerkung          |
| ----------------- | ----------- | ------------- | ------------------ |
| Paul van Asbroeck | 1908 London | freie Pistole | erster Olympiasieg |

| Name                                                                                    | Spiele         | Disziplin                      | Anmerkung |
| --------------------------------------------------------------------------------------- | -------------- | ------------------------------ | --------- |
| Réginald Storms                                                                         | 1908 London    | freie Pistole                  |           |
| Paul van Asbroeck Réginald Storms Charles Paumier du Verger René Englebert              | 1908 London    | Schnellfeuerpistole Mannschaft |           |
| Albert Bosquet Joseph Cogels Émile Dupont Edouard Fesinger Henri Quersin Louis Van Tilt | 1920 Antwerpen | Trap Mannschaft                |           |
| Lionel Cox                                                                              | 2012 London    | Kleinkalibergewehr liegend     |           |

| Name                      | Spiele     | Disziplin                        | Anmerkung              |
| ------------------------- | ---------- | -------------------------------- | ---------------------- |
| Paul van Asbroeck         | 1900 Paris | Militärgewehr Dreistellungskampf | erster Medaillengewinn |
| Charles Paumier du Verger | 1900 Paris | Militärgewehr stehend            |                        |
| Frans Peeters             | 1988 Seoul | Trap                             |                        |

#### Schwimmen
| Gelbes Symbol für Goldmedaillen mit stilisierten Olympischen Ringen | Graues Symbol für Silbermedaillen mit stilisierten Olympischen Ringen | Braundes Symbol für Bronzemedaillen mit stilisierten Olympischen Ringen |
| ------------------------------------------------------------------- | --------------------------------------------------------------------- | ----------------------------------------------------------------------- |
| 1                                                                   | 2                                                                     | 2                                                                       |

Der erste belgische Schwimmer ging 1900 in Paris an den Start. Die erste belgische Schwimm-Medaille gewann 1920 in Antwerpen Gérard Blitz über 100 Meter Rücken. 1924 in Paris wurde Blitz Vierter. Über 200 Meter Brust gewann Joseph De Combe Silber. Erst 1948 kam es wieder zu einer vorderen Platzierung. Fernande Caroen wurde Vierte über 400 Meter Freistil.
32 Jahre später, 1980 in Moskau, kam es zu den nächsten Finalteilnahmen. Pascale Verbauwen wurde Sechste über 800 Meter Freistil. Ihre Schwester Carine Verbauwen wurde Fünfte über 100 Meter Rücken und Sechste über 200 Meter Rücken hinter Yolande Van Der Straaten. 1984 gewann Ingrid Lempereur Bronze über 200 Meter Brust. 1988 wurde sie Sechste. In Seoul erreichte Isabelle Arnould die Finals über 400 und 800 Meter Freistil. Über 400 Meter wurde sie Sechste, über 800 Meter Siebte. 1992 belegte sie erneut Platz 6 über 400 Meter und Platz 8 über 800 Meter Freistil. Stefaan Maene wurde Achter über 200 Meter Rücken.
In Atlanta 1996 gelang Frederik Deburghgraeve der erste belgische Olympiasieg im Schwimmen, als er über 100 Meter Brust gewann. Brigitte Becue erreichte die Finals über 100 und 200 Meter Brust. Über 100 Meter wurde sie Achte, über 200 Meter Siebte. 2008 wurde Brian Ryckeman Siebter im Freiwasserschwimmen. 2012 konnte sich die 100-Meter-Freistilstaffel der Männer für das Finale qualifizieren. Sie wurde Achte. 2016 gewann Pieter Timmers Silber über 100 Meter Freistil. Louis Croenen stand im Finale über 200 Meter Schmetterling und wurde Achter. Beide Freistilstaffeln der Männer kamen ins Finale. Die 100-Meter-Frestilstaffel wurde Sechste, die 200-Meter-Freistilstaffel Achte.
| Name                   | Spiele       | Disziplin       | Anmerkung |
| ---------------------- | ------------ | --------------- | --------- |
| Frederic Deburghgraeve | 1996 Atlanta | 100 Meter Brust |           |

| Name            | Spiele              | Disziplin          | Anmerkung |
| --------------- | ------------------- | ------------------ | --------- |
| Joseph De Combe | 1924 Paris          | 200 Meter Brust    |           |
| Pieter Timmers  | 2016 Rio de Janeiro | 100 Meter Freistil |           |

| Name             | Spiele           | Disziplin        | Anmerkung |
| ---------------- | ---------------- | ---------------- | --------- |
| Gérard Blitz     | 1920 Antwerpen   | 100 Meter Rücken |           |
| Ingrid Lempereur | 1984 Los Angeles | 200 Meter Brust  |           |

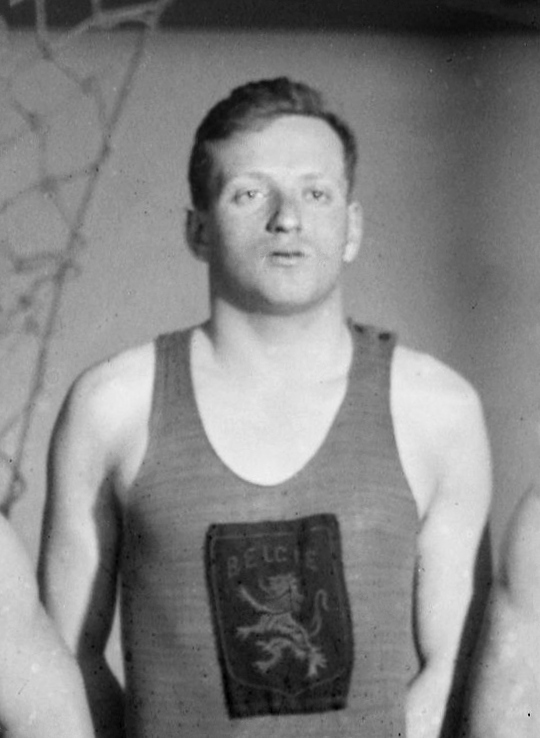
Gérard Blitz, Bronze 1920, gewann mit der Wasserballmannschaft Silber 1920 und 1924
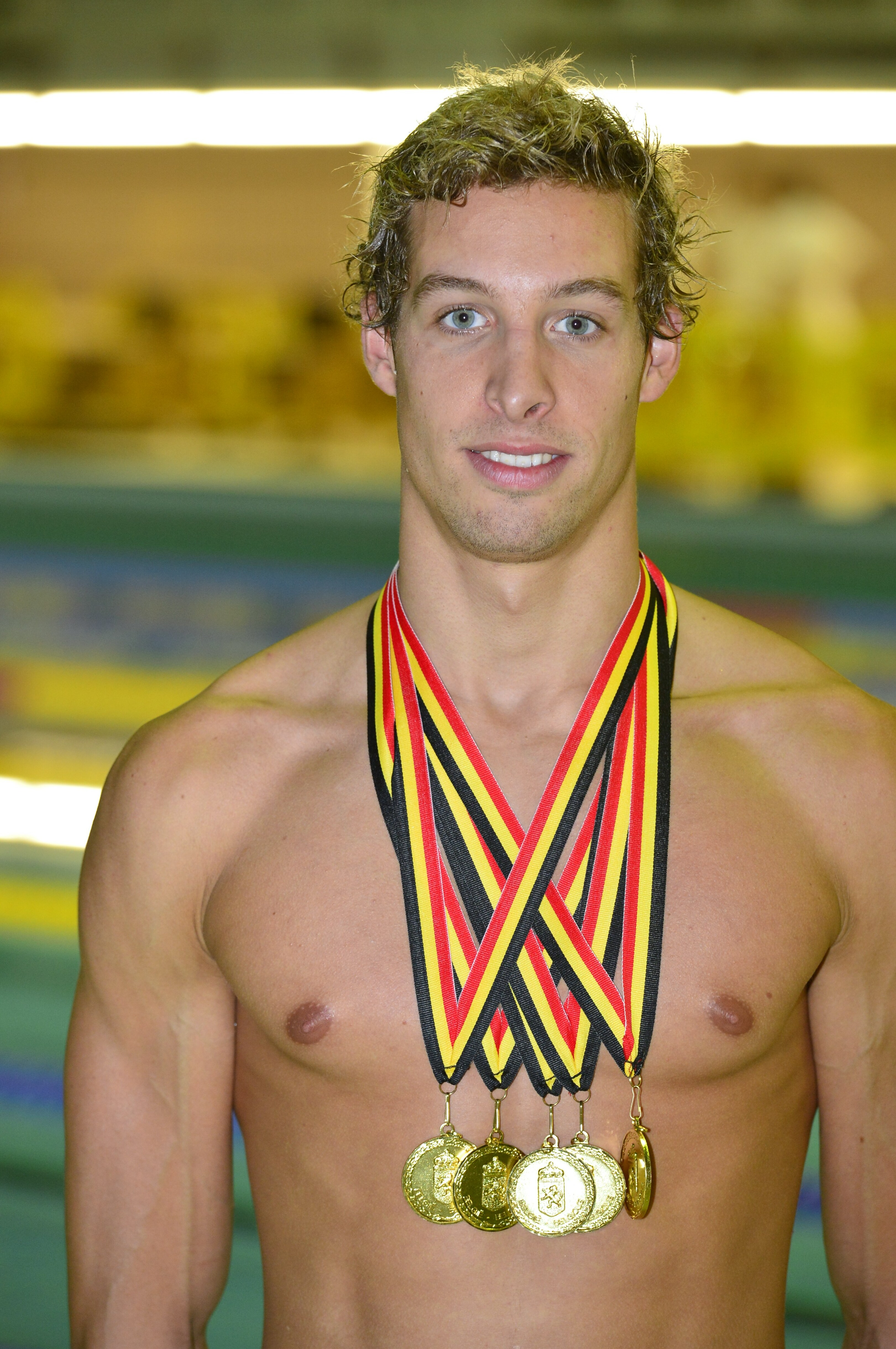
Pieter Timmers, Silber 2016

#### Segeln
| Gelbes Symbol für Goldmedaillen mit stilisierten Olympischen Ringen | Graues Symbol für Silbermedaillen mit stilisierten Olympischen Ringen | Braundes Symbol für Bronzemedaillen mit stilisierten Olympischen Ringen |
| ------------------------------------------------------------------- | --------------------------------------------------------------------- | ----------------------------------------------------------------------- |
| 2                                                                   | 4                                                                     | 3                                                                       |

Die erste Segelregatta mit belgischer Beteiligung fand 1908 statt. In der 6-Meter-Klasse, gesegelt wurde vor Ryde auf der Isle of Wight, fuhr das belgische Boot Zut zur Silbermedaille, der ersten Segelmedaille Belgiens. Bei den heimischen Sommerspielen 1920, bei denen die Segelregatten vor Ostende stattfanden, fuhr das 6-Meter-Boot Edelweiß II nach den Regeln von 1907 zur ersten Goldmedaille Belgiens im Segeln. Das 6-Meter-Boot Tan-Fe-Pah fuhr nach den neuen Regeln von 1919 und gewann Silber. An Bord war der Silbermedaillengewinner von 1908, Léon Huybrechts. In der 8-Meter-Klasse segelte die Antwerpia V zur Bronzemedaille. 1924 fanden die Segelwettbewerbe u. a. in der Gemeinde Meulan statt. Hier wurde Léon Huybrechts Olympiasieger im Monotype.
1956 in Melbourne konnte die nächste Medaille gefeiert werden. Im Finn-Dinghi gewann André Nelis Silber. 1960, gesegelt wurde vor Neapel, gewann Nelis Bronze. Danach musste Belgien 36 Jahre bis zur nächsten Medaille warten. Vor Savannah, dem Segelrevier der Sommerspiele von 1996, gewann Sébastien Godefroid Silber im Finn-Dinghi. 2000 vor Sydney wurde er Siebter. Bei den Frauen belegte Min Dezillie in der Europe-Klasse Platz 4. 2004 wurde Godefroid ein weiteres Mal Siebter. 2012 vor der Isle of Portland segelte Evi Van Acker im Laser Radial zur Bronzemedaille. 2016 wurde sie Vierte.
| Name                                                    | Spiele                   | Disziplin             | Anmerkung          |
| ------------------------------------------------------- | ------------------------ | --------------------- | ------------------ |
| Émile Cornellie Frédéric Bruynseels Florimond Cornellie | 1920 Antwerpen (Ostende) | 6-Meter-Klasse (1907) | erster Olympiasieg |
| Léon Huybrechts                                         | 1924 Paris (Meulan)      | Monotype              |                    |

| Name                                               | Spiele                   | Disziplin             | Anmerkung              |
| -------------------------------------------------- | ------------------------ | --------------------- | ---------------------- |
| Léon Huybrechts Louis Huybrechts Henri Weewauters  | 1908 London (Ryde)       | 6-Meter-Klasse        | erster Medaillengewinn |
| Léon Huybrechts Charles Van Den Bussche John Klotz | 1920 Antwerpen (Ostende) | 6-Meter-Klasse (1919) |                        |
| André Nelis                                        | 1956 Melbourne           | Finn-Dinghi           |                        |
| Sébastien Godefroid                                | 1996 Atlanta (Savannah)  | Finn-Dinghi           |                        |

| Name                                                                                 | Spiele                         | Disziplin      | Anmerkung |
| ------------------------------------------------------------------------------------ | ------------------------------ | -------------- | --------- |
| Albert Grisar Willy de l’Arbre Georges Hellebuyck Léopold Standaert Henri Weewauters | 1920 Antwerpen (Ostende)       | 8-Meter-Klasse |           |
| André Nelis                                                                          | 1960 Rom (Neapel)              | Finn-Dinghi    |           |
| Evi Van Acker                                                                        | 2012 London (Isle of Portland) | Laser Radial   |           |

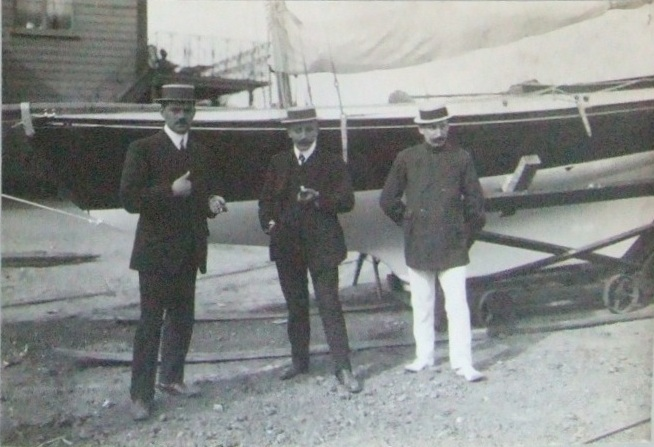
Die Besatzung des ersten Medaillenseglers 1908 (v. l. n. r.): Léon Huybrechts, Louis Huybrechts, Henri Weewauters
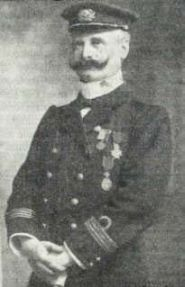
Émile Cornellie, Olympiasieger 1920
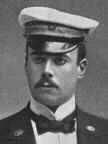
Émiles Sohn Florimond Cornellie, ebenfalls Olympiasieger 1920
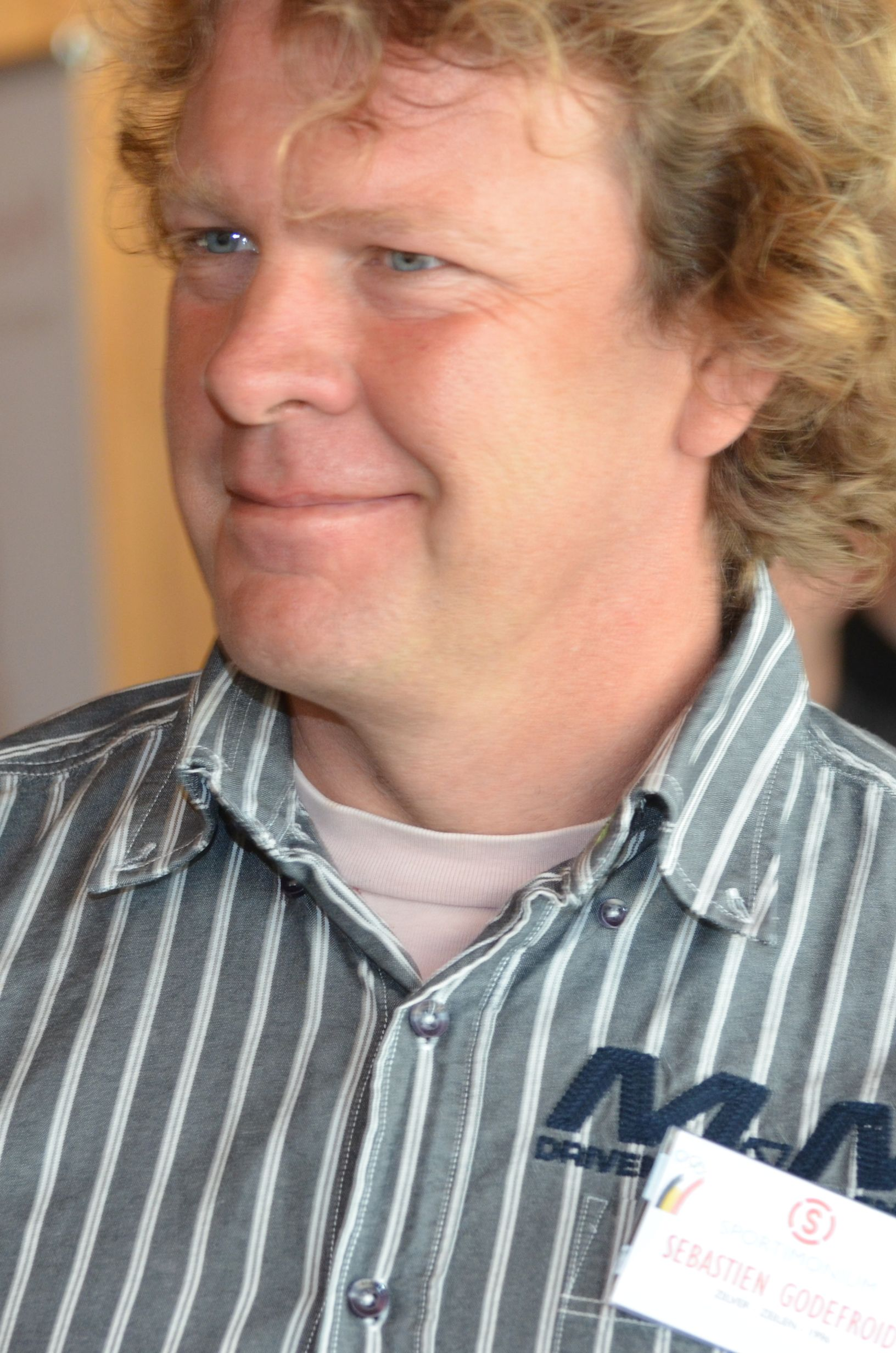
Sébastien Godefroid, Silber 1996
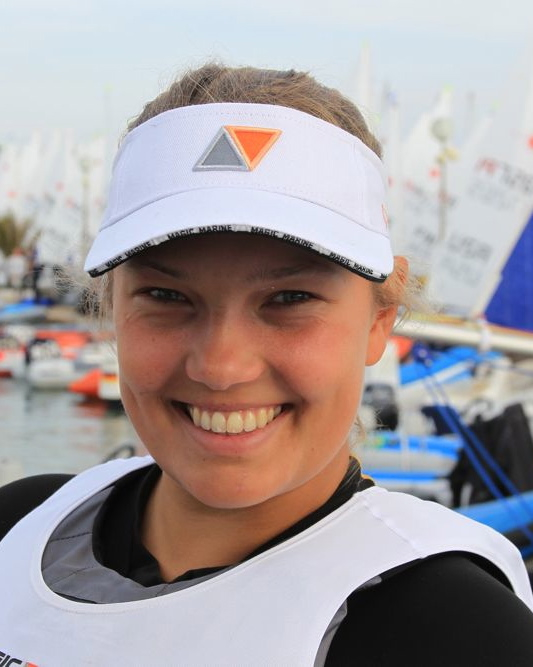
Evi Van Acker, Bronze 2012

#### Tauziehen
| Gelbes Symbol für Goldmedaillen mit stilisierten Olympischen Ringen | Graues Symbol für Silbermedaillen mit stilisierten Olympischen Ringen | Braundes Symbol für Bronzemedaillen mit stilisierten Olympischen Ringen |
| ------------------------------------------------------------------- | --------------------------------------------------------------------- | ----------------------------------------------------------------------- |
| —                                                                   | —                                                                     | 1                                                                       |

Tauziehen war von 1900 bis 1920 olympische Sportart. Belgien nahm nur 1920 teil und konnte nach Siegen über die Niederlande und zwei Mal die USA sowie Niederlagen gegen das Vereinigte Königreich und die Niederlande die Bronzemedaille gewinnen.
| Name                         | Spiele         | Disziplin | Anmerkung              |
| ---------------------------- | -------------- | --------- | ---------------------- |
| Belgische Nationalmannschaft | 1920 Antwerpen |           | erster Medaillengewinn |

#### Taekwondo
| Gelbes Symbol für Goldmedaillen mit stilisierten Olympischen Ringen | Graues Symbol für Silbermedaillen mit stilisierten Olympischen Ringen | Braundes Symbol für Bronzemedaillen mit stilisierten Olympischen Ringen |
| ------------------------------------------------------------------- | --------------------------------------------------------------------- | ----------------------------------------------------------------------- |
| —                                                                   | —                                                                     | 1                                                                       |

Taekwondo wurde 2000 in Sydney erstmals bei Olympischen Spielen durchgeführt. Belgische Kämpfer nahmen erstmals 2004 teil. In Paris 2024 konnte mit Sarah Chaâri erstmals eine Taekwondoin eine Medaille gewinnen.
| Name         | Spiele     | Disziplin                | Anmerkung              |
| ------------ | ---------- | ------------------------ | ---------------------- |
| Sarah Chaâri | 2024 Paris | Frauen, Klasse bis 67 kg | erster Medaillengewinn |

#### Tennis
| Gelbes Symbol für Goldmedaillen mit stilisierten Olympischen Ringen | Graues Symbol für Silbermedaillen mit stilisierten Olympischen Ringen | Braundes Symbol für Bronzemedaillen mit stilisierten Olympischen Ringen |
| ------------------------------------------------------------------- | --------------------------------------------------------------------- | ----------------------------------------------------------------------- |
| 1                                                                   | —                                                                     | 1                                                                       |

Schon 1920 in Antwerpen nahmen belgische Tennisspieler teil. Das Damendoppel Marie Storms und Fernande Arendt verloren ihr Halbfinalmatch. Das Spiel um Bronze gegen die Französinnen Suzanne Lenglen und Élisabeth d’Ayen wurde nicht ausgetragen, damit ging die Bronzemedaille an die Französinnen. Tennis wurde ab den Sommerspielen von 1932 aus dem olympischen Programm genommen und kam erst wieder 1988 zurück. 1992 nahm auch erstmals wieder eine belgische Spielerin teil. Sabine Appelmans scheiterte dabei im Viertelfinale des Dameneinzels an der Deutschen Steffi Graf in zwei Sätzen. 1996 verlor Appelmans im Damendoppel mit ihrer Partnerin Laurence Courtois ihr Zweitrundenspiel gegen das Schweizer Duo Martina Hingis und Patty Schnyder in drei Sätzen.
Im Tennisturnier von 2000 konnten Els Callens und Dominique Van Roost die erste belgische Tennis-Medaille gewinnen. Im Halbfinale waren sie an den US-Schwestern Venus und Serena Williams gescheitert. Das Spiel um Bronze gegen die Weißrussinnen Wolha Barabanschtschykawa und Natallja Swerawa gewannen sie in drei Sätzen. 2004 wurde Justine Henin-Hardenne Olympiasiegerin im Dameneinzel. Sie gewann das Finale gegen die Französin Amélie Mauresmo in zwei Sätzen. 2016 scheiterte Kirsten Flipkens im Achtelfinale des Dameneinzels an der Deutschen Laura Siegemund.
| Name                   | Spiele     | Disziplin    | Anmerkung          |
| ---------------------- | ---------- | ------------ | ------------------ |
| Justine Henin-Hardenne | 2004 Athen | Damen Einzel | erster Olympiasieg |

| Name                            | Spiele      | Disziplin    | Anmerkung              |
| ------------------------------- | ----------- | ------------ | ---------------------- |
| Els Callens Dominique Van Roost | 2000 Sydney | Damen Doppel | erster Medaillengewinn |

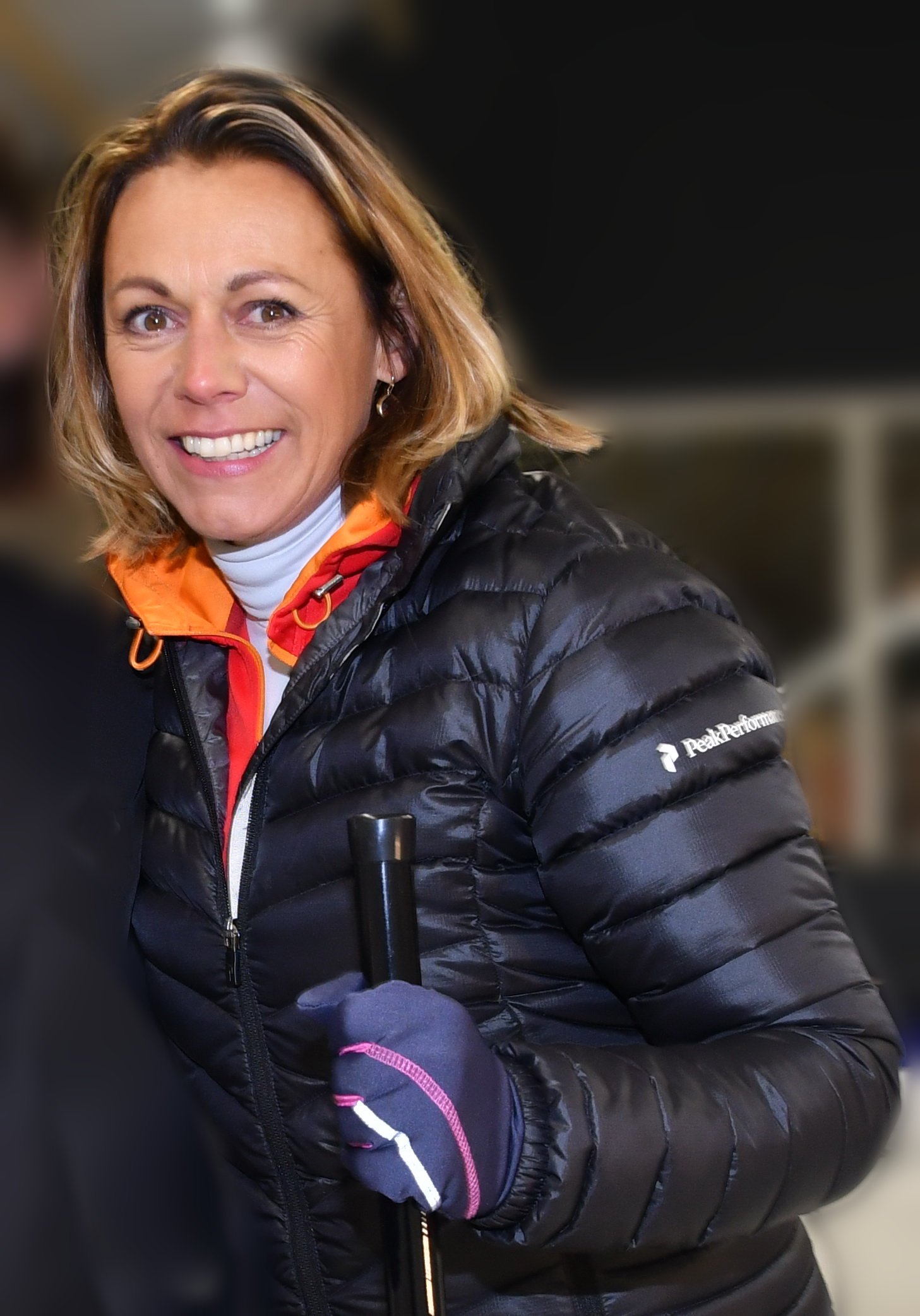
Sabine Appelmans
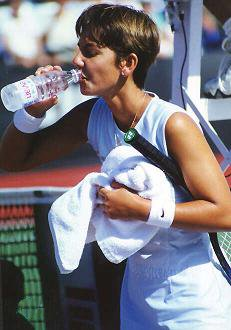
Dominique Van Roost, Bronze im Doppel 2000
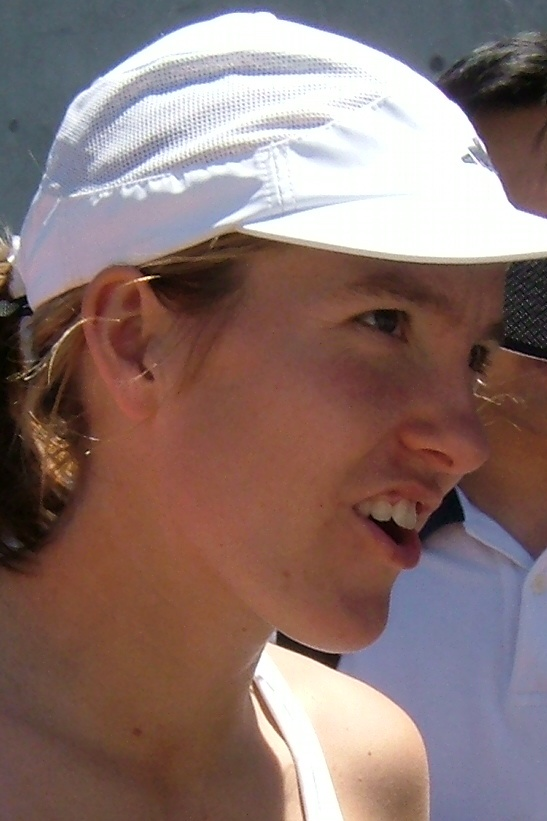
Justine Henin-Hardenne, Olympiasiegerin 2004

#### Tischtennis
| Gelbes Symbol für Goldmedaillen mit stilisierten Olympischen Ringen | Graues Symbol für Silbermedaillen mit stilisierten Olympischen Ringen | Braundes Symbol für Bronzemedaillen mit stilisierten Olympischen Ringen |
| ------------------------------------------------------------------- | --------------------------------------------------------------------- | ----------------------------------------------------------------------- |
| —                                                                   | —                                                                     | —                                                                       |

Im 1988 erstmals bei Olympischen Spielen ausgetragenen Tischtennis nahmen als erste Belgier Jean-Michel Saive und Karina Bogaerts teil. 2016 war kein Belgier dabei. Jean-Michel Saive nahm an allen sieben Turnieren teil, 2012 im Alter von 42, und ist damit der einzige Belgier mit sieben Olympiateilnahmen. Sein größter Erfolg war 1996 das Erreichen des Viertelfinals im Einzel.

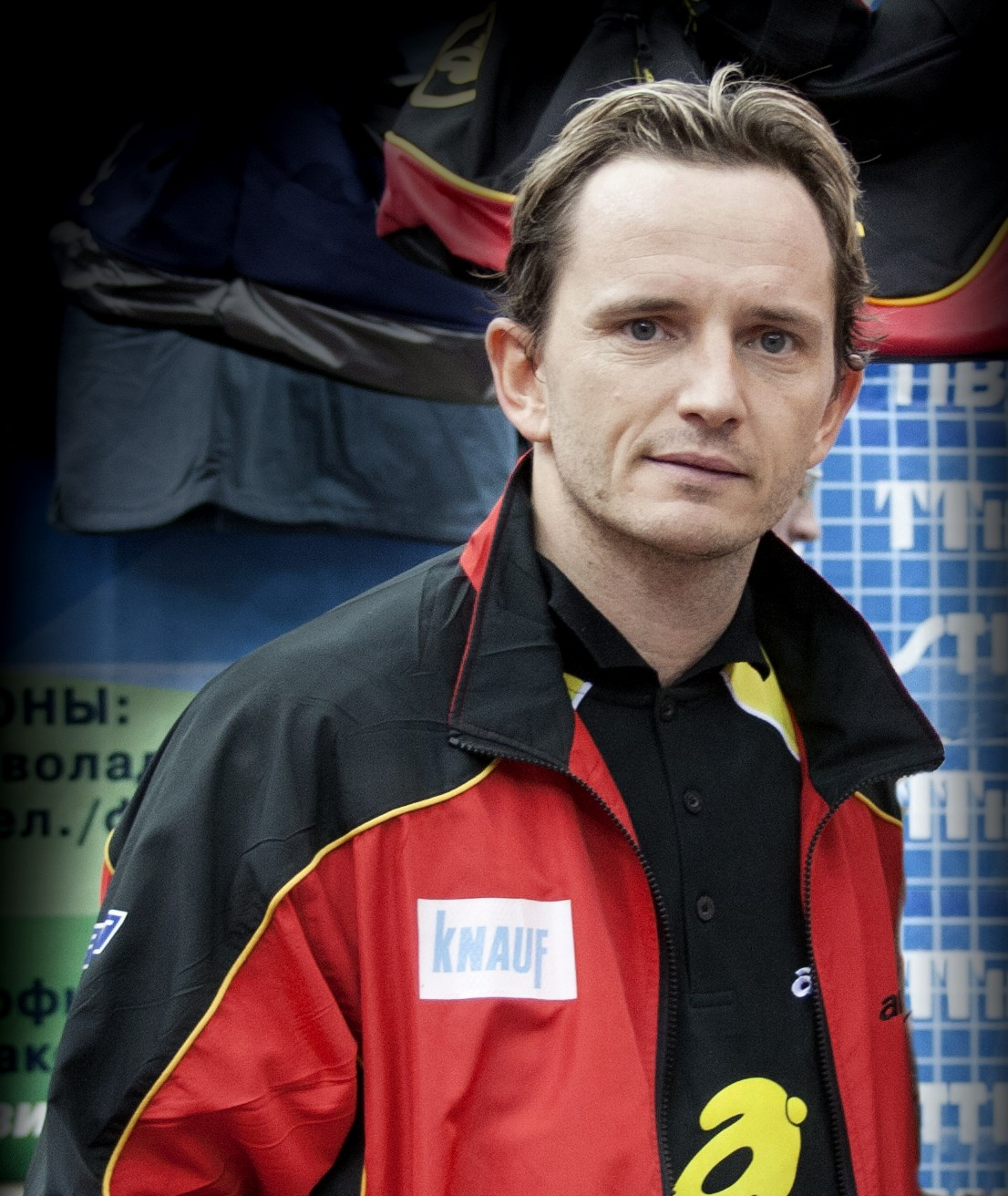
Jean-Michel Saive

#### Triathlon
| Gelbes Symbol für Goldmedaillen mit stilisierten Olympischen Ringen | Graues Symbol für Silbermedaillen mit stilisierten Olympischen Ringen | Braundes Symbol für Bronzemedaillen mit stilisierten Olympischen Ringen |
| ------------------------------------------------------------------- | --------------------------------------------------------------------- | ----------------------------------------------------------------------- |
| —                                                                   | —                                                                     | —                                                                       |

Triathlon wurde 2000 in Sydney ins olympische Programm aufgenommen. Bei der ersten Durchführung nahmen auch zwei Triathletinnen aus Belgien teil. Kathleen Smet wurde 2004 Vierte. 2016 erreichte Marten Van Riel Platz 6.

#### Turnen
| Gelbes Symbol für Goldmedaillen mit stilisierten Olympischen Ringen | Graues Symbol für Silbermedaillen mit stilisierten Olympischen Ringen | Braundes Symbol für Bronzemedaillen mit stilisierten Olympischen Ringen |
| ------------------------------------------------------------------- | --------------------------------------------------------------------- | ----------------------------------------------------------------------- |
| 1                                                                   | 1                                                                     | 1                                                                       |

Seit 1900 ist Belgien im olympischen Turnen vertreten. Bei den heimischen Sommerspielen 1920 in Antwerpen gewann die Mehrkampf-Mannschaft Silber und somit die erste Turnmedaille des Landes. Beim Mehrkampf im schwedischen System gewann die belgische Mannschaft Bronze. In der Einzelwertung belegte Félicien Kempeneers Platz 4.
Erst 2016 konnte sich ein belgischer Turner für ein Gerätefinale qualifizieren. Dennis Goossens wurde an den Ringen Achter.
| Name         | Spiele     | Disziplin           | Anmerkung          |
| ------------ | ---------- | ------------------- | ------------------ |
| Nina Derwael | 2020 Tokio | Stufenbarren Frauen | erster Olympiasieg |

| Name                          | Spiele         | Disziplin            | Anmerkung |
| ----------------------------- | -------------- | -------------------- | --------- |
| Nationalmannschaft der Männer | 1920 Antwerpen | Mehrkampf Mannschaft |           |

| Name                          | Spiele         | Disziplin                                | Anmerkung |
| ----------------------------- | -------------- | ---------------------------------------- | --------- |
| Nationalmannschaft der Männer | 1920 Antwerpen | Mehrkampf Mannschaft schwedisches System |           |

#### Volleyball
| Gelbes Symbol für Goldmedaillen mit stilisierten Olympischen Ringen | Graues Symbol für Silbermedaillen mit stilisierten Olympischen Ringen | Braundes Symbol für Bronzemedaillen mit stilisierten Olympischen Ringen |
| ------------------------------------------------------------------- | --------------------------------------------------------------------- | ----------------------------------------------------------------------- |
| —                                                                   | —                                                                     | —                                                                       |

1968 konnte sich zum ersten und bis heute einzigen Mal eine belgische Mannschaft für ein olympisches Volleyballturnier qualifizieren. Das Turnier wurde in einer Gruppenrunde jeder gegen jeden ausgetragen. In neun Spielen gelangen der belgischen Mannschaft zwei Siege. Gegen die DDR verlor man mit 0:3. Am Ende belegte das Team Platz 8.

#### Wasserball
| Gelbes Symbol für Goldmedaillen mit stilisierten Olympischen Ringen | Graues Symbol für Silbermedaillen mit stilisierten Olympischen Ringen | Braundes Symbol für Bronzemedaillen mit stilisierten Olympischen Ringen |
| ------------------------------------------------------------------- | --------------------------------------------------------------------- | ----------------------------------------------------------------------- |
| —                                                                   | 4                                                                     | 2                                                                       |

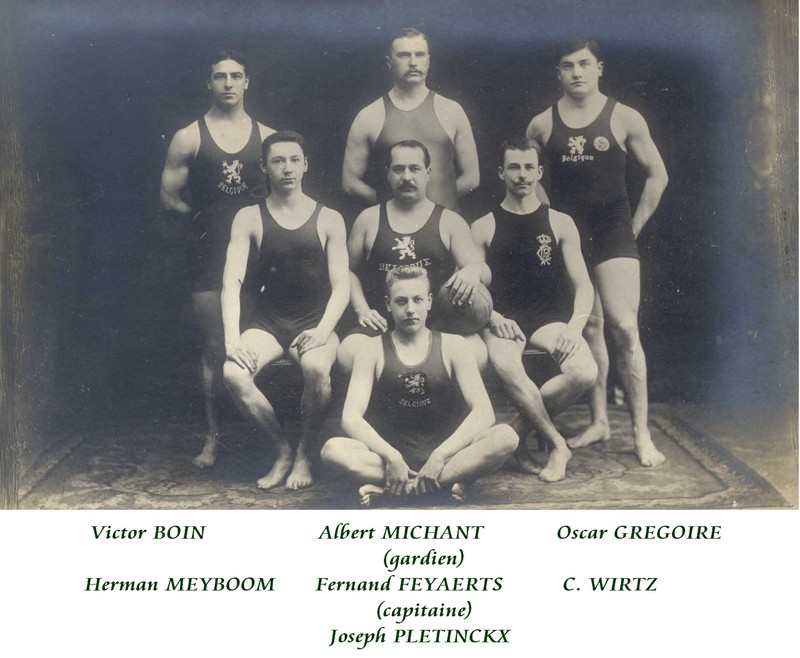
Die belgische Mannschaft von 1908, die Silber gewann

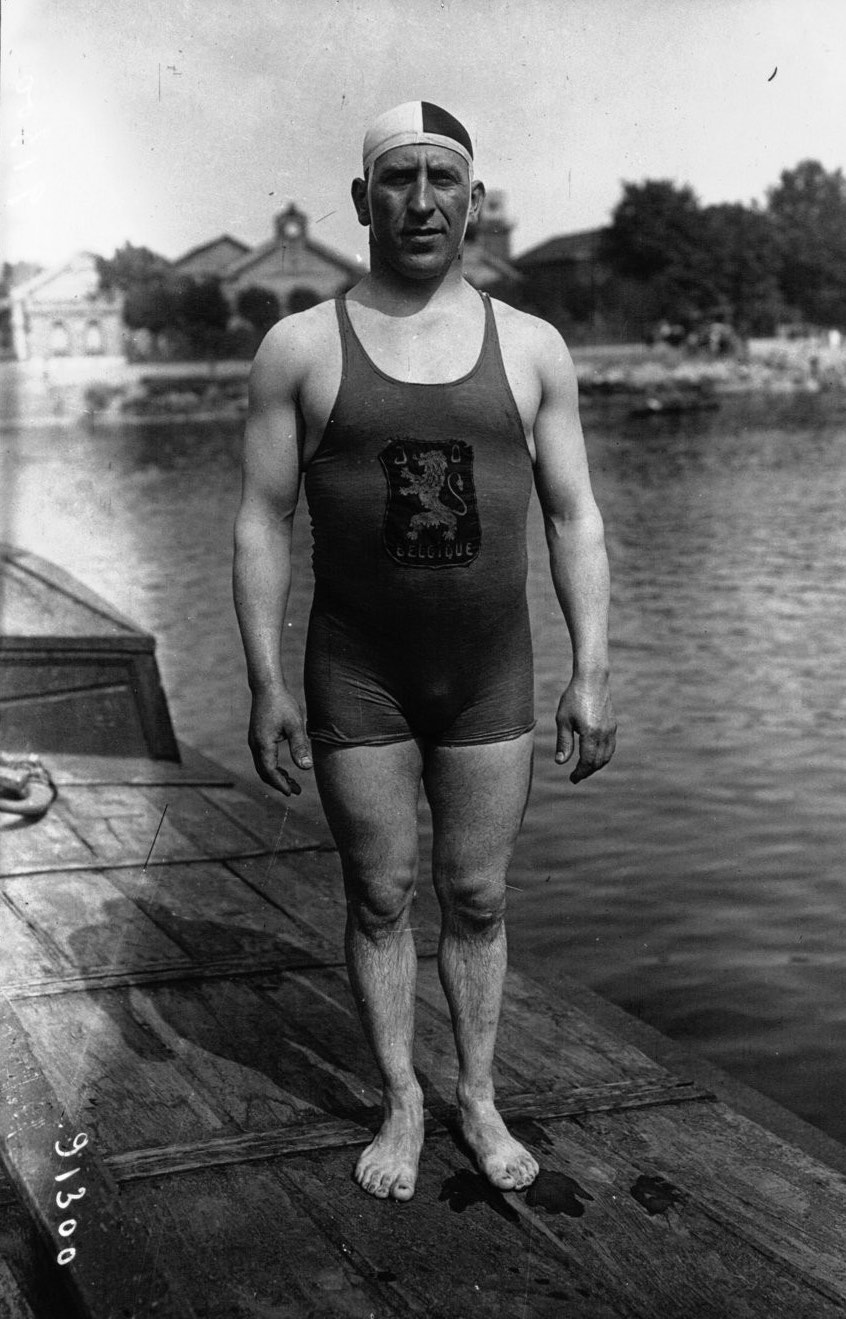
Félicien Courbet, Wasserball-Bronze 1912

Belgien nahm erstmals 1900 an einem olympischen Wasserballturnier teil. Der Brussels Swimming and Water Polo Club gewann dabei die Silbermedaille. 1908 wurde eine Nationalmannschaft gebildet, die ebenfalls Silber gewann. 1912 gewann man Bronze. Gegen die österreichische Mannschaft siegte man mit 5:4. 1920 gewann die Mannschaft Silber. In der ersten Runde wurde die Schweiz mit 11:0 besiegt. Das Finale gegen das Vereinigte Königreich wurde mit 2:3 verloren. Auch 1924 gewann das Team Silber. Diesmal spielte man im Finale gegen Frankreich und unterlag mit 0:3. 1928 schied die Mannschaft im Viertelfinale nach einer 3:5-Niederlage gegen Deutschland aus.
1936 kämpfte sich die belgische Mannschaft in die Finalrunde. Gegen Ungarn verlor man 0:3, gegen das Deutsche Reich 1:4. Ein 3:1 über Frankreich sicherte dem Team die Bronzemedaille. Auch 1948 kam die Mannschaft in die Finalrunde. Ein Unentschieden gegen die Niederlande reichte jedoch nicht für eine weitere Medaille. 1952 schied die Mannschaft in der Halbfinalrunde aus.
1960 schied die Mannschaft ohne Punktgewinn nach der Vorrunde aus. 1964 nahm Belgien zum bis heute letzten Mal im Wasserball teil. Man konnte sich für die Platzierungsrunde qualifizieren. Mit einem Sieg und zwei Niederlagen, u. a. ein 3:5 gegen Deutschland, belegte die Mannschaft am Ende Platz 7.
| Name                                  | Spiele         | Disziplin     | Anmerkung              |
| ------------------------------------- | -------------- | ------------- | ---------------------- |
| Brussels Swimming and Water Polo Club | 1900 Paris     | Männerturnier | erster Medaillengewinn |
| Wasserball-Nationalmannschaft         | 1908 London    | Männerturnier |                        |
| Wasserball-Nationalmannschaft         | 1920 Antwerpen | Männerturnier |                        |
| Wasserball-Nationalmannschaft         | 1924 Paris     | Männerturnier |                        |

| Name                          | Spiele         | Disziplin     | Anmerkung |
| ----------------------------- | -------------- | ------------- | --------- |
| Wasserball-Nationalmannschaft | 1912 Stockholm | Männerturnier |           |
| Wasserball-Nationalmannschaft | 1936 Berlin    | Männerturnier |           |

#### Wasserspringen
| Gelbes Symbol für Goldmedaillen mit stilisierten Olympischen Ringen | Graues Symbol für Silbermedaillen mit stilisierten Olympischen Ringen | Braundes Symbol für Bronzemedaillen mit stilisierten Olympischen Ringen |
| ------------------------------------------------------------------- | --------------------------------------------------------------------- | ----------------------------------------------------------------------- |
| —                                                                   | —                                                                     | —                                                                       |

Erstmals war Belgien 1908 im Wasserspringen vertreten. 1920 belegte Fernand Sauvage im Turmspringen Platz 7. Weitere Teilnahmen blieben bis 1992 sporadischer Natur und waren zudem erfolglos. Seit 1996 nimmt bislang kein belgischer Wasserspringer mehr teil.

### Winterspiele
Seit 1924 nimmt Belgien an Olympischen Winterspielen teil. 1960 und 1968 wurde auf eine Teilnahme verzichtet. Schon 1920 in Antwerpen waren belgische Wintersportler bei Olympischen Spielen angetreten, Eishockey und Eiskunstlauf wurden während dieser Sommerspiele ausgetragen.
Ab 1924 kam der Bobsport und Eisschnelllauf hinzu, ab 1936 das alpine Skirennen, ab 1992 Short Track, ab 2014 Snowboarding und Freestyle-Skiing und ab 2018 Biathlon und Skeleton.
Die erste Wintersport-Medaille wurde 1924 im Bobsport gewonnen. Der Viererbob Belgiens fuhr zur Bronzemedaille. 1924 war es möglich, mit fünf Athleten zu fahren. Der Eiskunstläufer Robert Van Zeebroeck gewann 1928 Bronze im Einzel. Die geborene Österreicherin Liselotte Landbeck startete seit 1935 für Belgien und wurde 1936 Vierte im Einzel. Besonders erfolgreich gestaltete sich die Teilnahme 1948. Im Paarlauf wurden Pierre Baugniet und Micheline Lannoy Belgiens die ersten belgischen Olympiasieger bei Winterspielen. Max Houben steuerte den Viererbob zur Silbermedaille. Im Zweierbob erreichte er mit Jacques Mouvet Platz 4.
Erst 1998 konnte wieder ein Medaillengewinn gefeiert werden. Der Eisschnellläufer Bart Veldkamp, ein gebürtiger Niederländer, der 1992 Olympiasieger wurde, gewann für Belgien Bronze über 5000 Meter. Über 10.000 Meter belegte er Platz 4. Bart Swings erreichte 2014 Platz 4 über 5000 und Platz 5 über 10.000 Meter. 2018 in Pyeongchang gewann er Bronze im Massenstart. Bei den Spielen 2022 in Peking gewann selbiger die Goldmedaille.
| Name                             | Spiele          | Sportart       | Disziplin   | Anmerkung          |
| -------------------------------- | --------------- | -------------- | ----------- | ------------------ |
| Pierre Baugniet Micheline Lannoy | 1948 St. Moritz | Eiskunstlauf   | Paarlauf    | erster Olympiasieg |
| Bart Swings                      | 2022 Peking     | Eisschnelllauf | Massenstart |                    |

| Name                                                        | Spiele           | Sportart       | Disziplin   | Anmerkung |
| ----------------------------------------------------------- | ---------------- | -------------- | ----------- | --------- |
| Max Houben Jacques Mouvet Marcel Leclef Louis-Georges Niels | 1948 St. Moritz  | Bobsport       | Viererbob   |           |
| Bart Swings                                                 | 2018 Pyeongchang | Eisschnelllauf | Massenstart |           |

| Name                                                                              | Spiele          | Sportart       | Disziplin        | Anmerkung              |
| --------------------------------------------------------------------------------- | --------------- | -------------- | ---------------- | ---------------------- |
| Charles Mulder René Mortiaux Paul Van den Broeck Victor Verschueren Henri Willems | 1924 Chamonix   | Bobsport       | Vierer/Fünferbob | erster Medaillengewinn |
| Robert Van Zeebroeck                                                              | 1928 St. Moritz | Eiskunstlauf   | Herren Einzel    |                        |
| Bart Veldkamp                                                                     | 1998 Nagano     | Eisschnelllauf | 5000 Meter       |                        |
| Hanne Desmet                                                                      | 2022 Peking     | Shorttrack     | 1000 Meter       |                        |

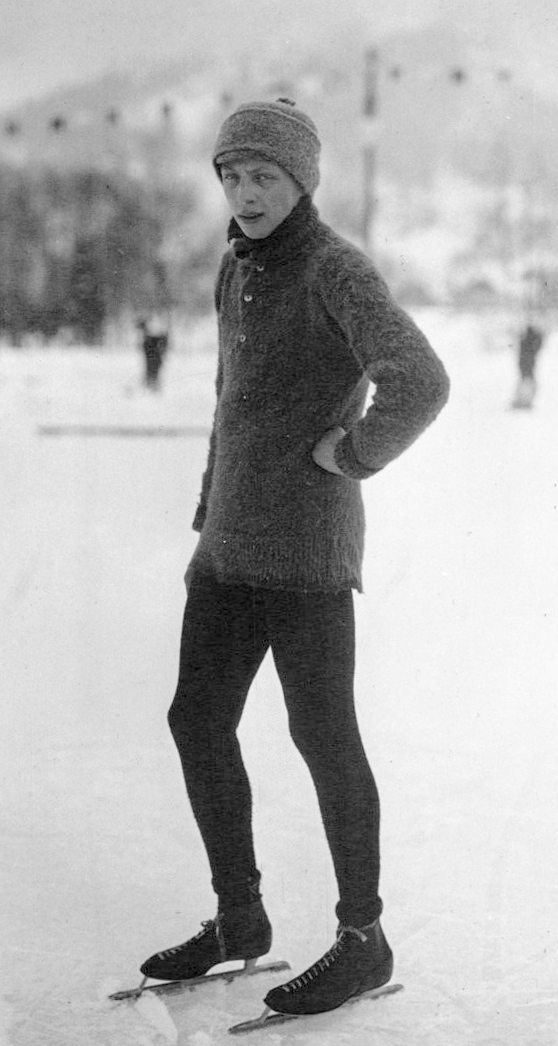
Der Eishockeyspieler und Eisschnellläufer Philippe Van Volckxsom
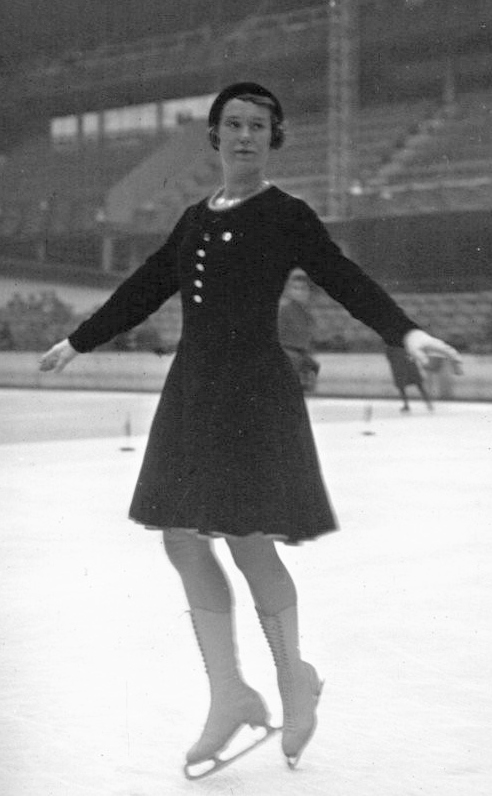
Die Eiskunstläuferin Liselotte Landbeck
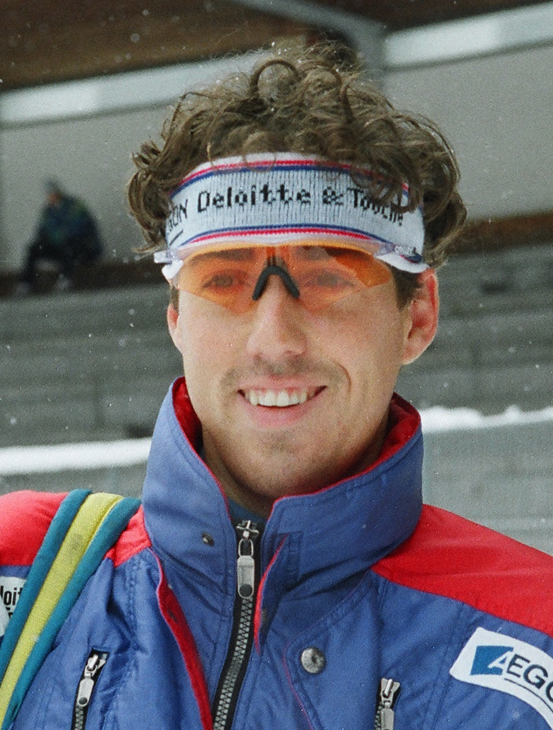
Bart Veldkamp, Bronze 1998
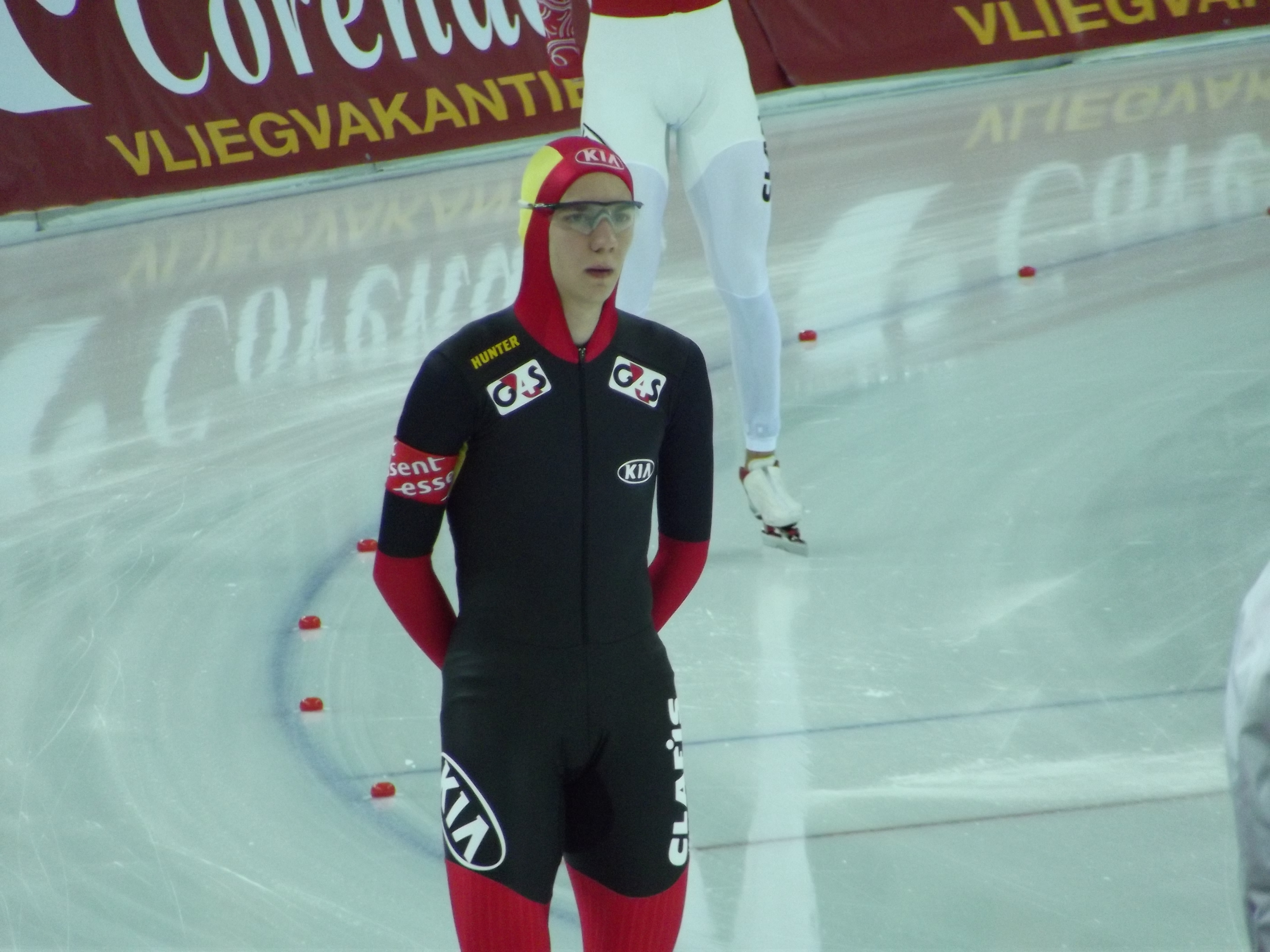
Bart Swings, Silber 2018

### Zwischenspiele
Bei den Olympischen Zwischenspielen 1906 trat eine 16-köpfige belgische Mannschaft in den Sportarten Leichtathletik, Radsport, Gewichtheben, Ringen, Fechten, Schießen und Rudern an. Sieben Medaillen, zwei Gold-, zwei Silber und drei Bronzemedaillen, wurden gewonnen. Die Goldmedaillen gingen an den Fechter Cyril Verbrugge, der mit dem Degen und dem Säbel die Einzelkonkurrenzen gewann. Mit der Degenmannschaft gewann er zudem eine Bronzemedaille. Silber ging an den Leichtathleten Léon Dupont für seinen zweiten Platz im Standhochsprung. Im Standweitsprung wurde er Vierter. Ebenfalls Silber gewann das Brüderpaar Max und Rémy Orban, das im Rudern den Zweier auf Platz 2 fuhr. Der Ringer Marcel Dubois gewann Bronze im Schwergewicht des griechisch-römischen Stils. Der Radrennfahrer Eugène Debongnie gewann Bronze im Sprint. Im Straßenrennen wurde Romeo Verschelden Vierter.

### Jugendspiele

#### Jugend-Sommerspiele
Bei der ersten Austragung der Olympischen Jugend-Sommerspiele 2010 in Singapur konnten die belgischen Teilnehmer, 52 Jugendliche, davon 28 Jungen und 24 Mädchen, insgesamt fünf Medaillen gewinnen.
Jugendolympiasieger wurden das Volleyballteam der Mädchen, das im Finale die USA mit 3:1 schlug, und die Judoka Lola Mansour im Schwergewicht. Silber gewann der Judoka Toma Nikiforov im Schwergewicht. Bronzemedaillen holten die Kanutin Hermien Peters im Sprint und das Hockeyteam der Jungen, das im Spiel um Bronze mit 4:1 Ghana bezwang.
Drei Medaillen, jeweils eine Gold-, Silber- und Bronzemedaille, wurden von belgischen Jugendlichen in gemischten Teams gewonnen. Diese Medaillen werden in der Medaillenbilanz Belgiens nicht berücksichtigt, sondern werden dem Medaillenspiegel für Gemischte Teams zugerechnet. Die Springreiterin Nicola Philippaerts gewann auf ihrem Pferd Gippsland Girl Gold im Team Europe. Judoka Lola Mansour gewann im Team Belgrade Silber und die Tennisspielerin An-Sophie Mestach Bronze im Doppel mit der Ungarin Tímea Babos.
Vier Jahre später fanden die Jugend-Sommerspiele in Nanjing statt. Diesmal nahmen 33 Jugendliche, 12 Jungen und 21 Mädchen, teil, die sechs Medaillen, zwei Silber- und vier Bronzemedaillen gewannen. Silber gewannen die Taekwondoin Indra Craen im Federgewicht und der Turner Luka Van Den Keybus am Barren. Die Bronzemedaille holten die Taekwondoin Mohamed Ketbi im Federgewicht und Laura Roebben im Mittelgewicht, der Judoka Jorre Verstraeten im Fliegengewicht und die Leichtathletin Chloë Beaucarne über 100 Meter Hürden.

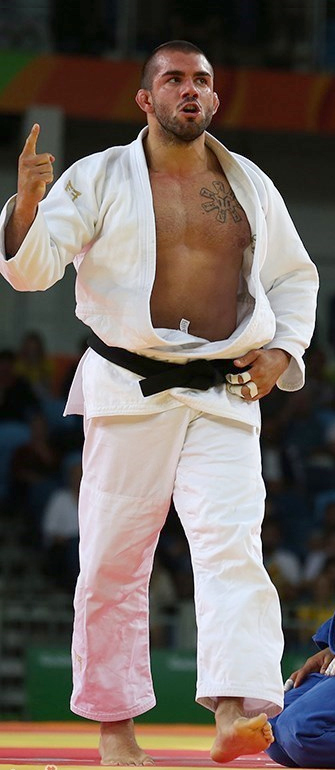
Toma Nikiforov, Silber 2010
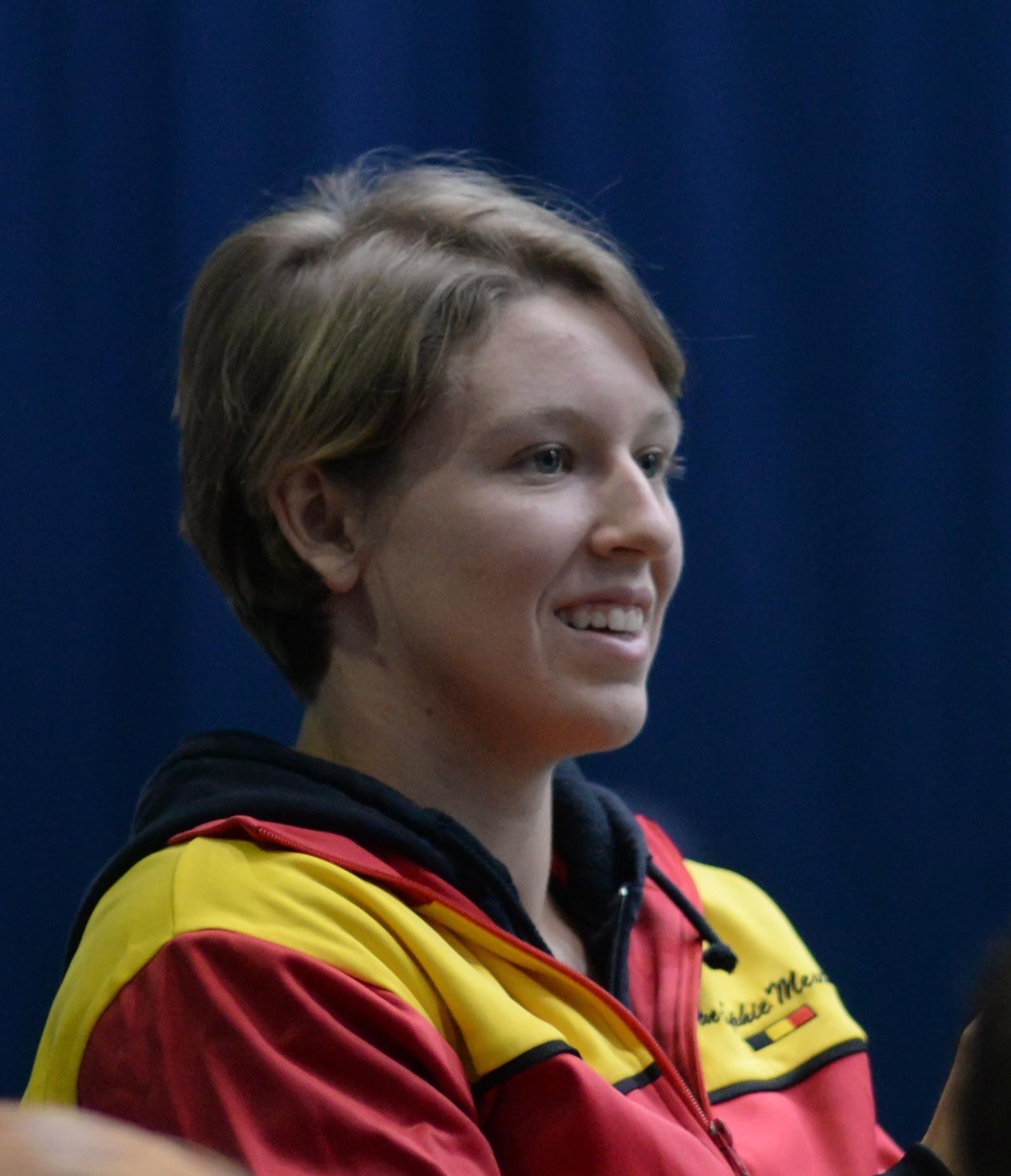
An-Sophie Mestach, Bronze 2010 im Mixed Double

#### Jugend-Winterspiele
In Innsbruck fanden 2012 die ersten Jugend-Winterspiele statt. Die belgische Mannschaft bestand aus sieben Athleten, vier Jungen und drei Mädchen. Der Skirennfahrer Dries Van den Broecke gewann Silber im Slalom.
2016 wurden die zweiten Jugend-Winterspiele in Lillehammer durchgeführt. Neun jugendliche Belgier, sechs Jungen und drei Mädchen, gingen an den Start. Im Freestyle-Skiing gewann Xander Vercammen Silber im Ski Cross. Der Shorttracker Stijn Desmet wurde in der gemischten Staffel Team B Jugendolympiasieger. Diese Medaille wird nicht in Belgiens Medaillenbilanz berücksichtigt.

## Kunstwettbewerbe
| Gelbes Symbol für Goldmedaillen mit stilisierten Olympischen Ringen | Graues Symbol für Silbermedaillen mit stilisierten Olympischen Ringen | Braundes Symbol für Bronzemedaillen mit stilisierten Olympischen Ringen |
| ------------------------------------------------------------------- | --------------------------------------------------------------------- | ----------------------------------------------------------------------- |
| 2                                                                   | 1                                                                     | 5                                                                       |

Belgien nahm zwischen 1912 und 1948 an den olympischen Kunstwettbewerben teil. Der erste belgische Beitrag für einen Kunstwettbewerb stammte 1912 von dem Architekten André Collin.
1920 wurden alle belgischen Künstler mit Medaillen ausgezeichnet. Der Komponist Georges Monier erhielt für sein Stück Olympique eine Goldmedaille. Ebenfalls mit Gold ausgezeichnet wurde die Skulptur La Force des Bildhauers Albéric Collin. Für Les Patineurs wurde Simon Goossens mit Silber geehrt, für Lanceur des Poids und Coureur bekam Alfons De Cuyper Bronze. Der Schriftsteller Maurice Bladel wurde für sein Werk La Louange des Dieux mit Bronze geehrt. Ebenfalls Bronze erhielt der Maler Alfred Ost für sein Werk Joueur de Football.
1924 nahmen vier Künstler teil, konnten sich jedoch nicht platzieren. Die Komponistin Suzanne Daneau reichte ihr Werk Funeral Games ein, der Bildhauer Victor Demanet sein Werk Invocation of the Athlete, der Maler Médard Tytgat seine Werke Educations of the Infants, Salute to the Flags und Winter Sports und der Maler T. Elsen sein Werk Portrait of a Golfer.
16 Künstler nahmen 1928 teil, auch sie blieben ohne Platzierung. In der Kategorie Baukunst war ein Architekt vertreten. Jean Noé stellte in der Abteilung „Städtebaulich Entwürfe“ seine Arbeit Edute-projet de Station pour avions vor und reichte diese auch in der Abteilung „Architektonische Entwürfe“ ein. In der Literatur nahmen vier Autoren teil. In der Kategorie „Epische Werke“ reichte Maurice Carême sein Werk Le Martyr dun Supporteur ein. In der Kategorie „Lyrische Werke“ nahmen Tony Schaller mit L’Exploit Olympien, Maurits Verdonck mit Education Estètique Populair et Education Physique und Het Lichtet Overal mit Lofzang aan de Sport teil. Zwei Komponisten reichten ihre Kompositionen ein. L. Vandeput legte sein Stück Marche des Sportmen in der Kategorie "Orchestermusik" vor, Sijoma sein Werk Marche Olympique in der Kategorie „Instrumentalmusik“. Sieben Künstler waren in der Bildhauerei vertreten. Die meisten Werke reichte Pierre De Soete ein. Fünf Arbeiten lieferte er für die Kategorie "Reliefs und Medaillen" ab: Grande plaquette ‘Vainqueur’, Medaille ‘Vainqueur’, Vitesse nautique, Challenge International du Cyclisme und Challenge International du Yachting Automobile. Sogar elf Arbeiten fielen in die Kategorie Rundplastiken: Joueur de tennis, Nageur Crawl, Vers la victoire, Salut olympique, `Prestation du serment olympique, Etude de coureur arrivé de 1500 métres, Etude de coureur arrivé de 100 métres, Etude lancements de poids, Etude de boxeur, Le vainqueur, buste und Joueur de Pélote. In dieser Kategorie reichten auch die übrigen Bildhauer ihre Werke ein. Alfons De Cuyper war mit Coureur und Lanceur de poids vertreten, Guillaume Dumont mit La Plongeon und Effort, Herman Pick mit Lanceur de javelot und Athléte faisant le salut olympique, Leon Sarteel mit Vers la vie und Géo Verbanck miCariatide, Joueur de football, Athléte négre, Throw in und Goalkeeper. Schließlich nahmen drei Maler teil. In der Kategorie "Zeichnungen und Aquarelle!" legte Willia Menzel ihr Werk Silhouettes sportives und Alfred Schuermans sein Werk La danse rhythmique vor, Joseph Dierickx in der Kategorie „Gemälde“ seine Arbeit Le lavoir au Gymnase.
1932 wurde der Architekt Andr#e Verbeke für seine Arbeit Design for a Marathon Park mit einer Bronzemedaille geehrt. Louis Stynen erhielt für sein Design for a Sporting Centre eine lobende Erwähnung. Weitere architektonische Werke waren Etablissement de Bains von R. Van Dorpe, Swim Palace von Fritz De Boever, Airport von Frans Laporta und Stadium von Deryck. In der Kategorie „Malerei“ erhielt Marcel Prévost eine lobende Erwähnung für sein Werk Coureurs. Weiter vertreten waren die Künstler Hélène Gérard mit den Werken Perch Shooting, Aquaplaning, Tennis, Golf, Tango und Throwing the Javelin, Suzanne Christophe mit Plage, Peter Colfs mit Golf, Joseph Conrardy mit Hockey, Dumortier und Wauters mit Régates, Nelly Degouy mit einer achtteiligen Bilderfolge Do Exercise, Désiré Acket mit Rowing und Tennis, Georges Baltus mit Athletes sowie dessen erst 14-jähriger Sohn Ado Baltus mit Accident Automobile, Footbaal, Course autoroute und Course automobile piste. In der Kategorie "Bildhauerei" reichte Valérie De Moer ihre Werke Coupe metal und Insigns sowie ihre zweiteilige Arbeit Bouchon radiateur ein. Weiterhin waren vertreten Victor Demanet mit Pr. Piccard-Kipfer und Perch Shooting, Richard Demeyer mit Coupe, René Daemen mit Vitesse, Betsy Muus mit Goalkeeper, Arthur Dominique mit Levrier courant und Polo, Damers mit Cricket, Anna Van Nuffel mit Hockey sowie Suzanne Silvercruys Farnam mit Rower, Boxer, Hurdle, Shot, Discus Thrower, Runner Finishing und The Winner.
1936 gewann der Bildhauer Josué Dupon eine Bronzemedaille für seine Arbeit Lobstacle. Weitere Werke waren Le vainqueur de la coupe, Devant l'obstacle, La ceresse, Attention, Teddy! und Le saut en obstacle. Joseph Witterwulghe war mit Dreizehn Sportplaketten und -medaillen vertreten, Victor Demanet mit Tir à la carabine und Tir à la perche, Paul Wissaert mit Breloques sportives, Charles Samuel mit Le jeu du cheval, Léandre Grandmoulin mit Le lancement du poids und Le Football, Godefroid Devreese mit Le Throw-In, Le plongeur, Lutteur en garde, Le coureur und Pastorale, Alfons De Cuyper mit Lanceur du Poids, Jean Collard mit Amazone, Willy Kreitz mit Escrimeur, Goal Keeper Hockey son glace und Joueur de hockey son glace, Maurice Jansegers mit Le coup d'Aviron, Marcel Van De Perre mit Skiläuferin und Hockey, Louis Van Cutsem mit Tour de France und Motocycliste, Jules Heyndrickx mit Le Ski, Jules Bernaerts mit Aviation, Jeand Boedts mit Plongeuse, Gustave Fischweiler mit Motocycliste en course, Georges Vandevoorde mit Aviation, Groupe allégorique, Frans Lambrechts mit Alpinisme: Skying und Alfons Huylebroeck mit Joueurs de football. DerMaler Georges Frédéric erhielt eine lobende Erwähnung für sein Werk Tireurss à l'Arc. Weitere Maler waren Lodew Bosscke mit Le Boxeur, Anne Pierre de Kat mit Sport d'Hiver, Désiré Piryns mit Bassin de natation, Paul Daxhelet mit Lutte, Lutte: ceinture, Boxeurs: arrèt du gauche, Boxeur: l'esquive und Boxeurs: l'uppercut, Jules Jambers mit Lanceur du disque, Jean-Pierre Romuald mit Nenikamen, Fernand Wery mit Joueuse de tennis und Patineur, Émile-Florent Lecomte mit Escrimeur sowie Émile-Lucien Salkin mit seinem sechsteiligen Werk Combat de Boxe. Der Schriftsteller Paul Dresse reichte seinen Gedichtband Quatre poèmes sur des sujet sportifs ein.
Bei den letzten Kunstwettbewerben 1948 in London reichten die Maler Paul Daxhelet seine Werke Basketball, Football und Start of 100 metre Race und Odon Lallemand sein Werk Lanceur de Disque ein. In der Bildhauerei stellten Guy Van Den Steen seine Gipsbüsten Archer und The Skier sowie Elsy Blom-Wirz ihr Werk Grazie, ebenfalls eine Gipsbüste, vor.

## Medaillenspiegel

### Olympische Spiele
|                         |    |    |    | Gesamt | Rang |
| ----------------------- | -- | -- | -- | ------ | ---- |
| Olympische Sommerspiele | 40 | 53 | 55 | 148    | 31   |
| Olympische Winterspiele | 1  | 2  | 3  | 6      | 29   |
| Gesamt                  | 41 | 55 | 58 | 154    | 27   |

### Olympische Jugendspiele
|                                |   |   |   | Gesamt | Rang |
| ------------------------------ | - | - | - | ------ | ---- |
| Olympische Jugend-Sommerspiele | 2 | 3 | 6 | 11     | 44   |
| Olympische Jugend-Winterspiele | 0 | 2 | 0 | 2      | 26   |
| Gesamt                         | 2 | 5 | 6 | 13     | 46   |

## Medaillen nach Sportart

### Sommerspiele
| Sportart       | Gold | Silber | Bronze | Gesamt |
| Bogenschießen  | 11   | 6      | 3      | 20     |
| Radsport       | 7    | 8      | 11     | 26     |
| Leichtathletik | 5    | 5      | 2      | 12     |
| Reiten         | 4    | 2      | 6      | 12     |
| Schwimmen      | 11   | 19     | 27     | 57     |
| Rudern         | 9    | 17     | 15     | 41     |
| Kanusport      | 4    | 10     | 10     | 24     |
| Schießen       | 4    | 3      | 2      | 9      |
| Turnen         | 4    | 3      | 2      | 9      |
| Boxen          | 3    | 7      | 7      | 17     |
| Ringen         | 3    | 7      | 7      | 17     |
| Fechten        | 3    | 3      | 4      | 10     |
| Segeln         | 2    | 4      | 3      | 9      |
| Judo           | 2    | 1      | 9      | 12     |
| Schießen       | 1    | 4      | 3      | 8      |
| Schwimmen      | 1    | 2      | 2      | 5      |
| Gewichtheben   | 1    | 2      | 1      | 4      |
| Boxen          | 1    | 1      | 2      | 4      |
| Fußball        | 1    | 0      | 1      | 2      |
| Tennis         | 1    | 0      | 0      | 1      |
| Rudern         | 0    | 6      | 2      | 8      |
| Wasserball     | 0    | 4      | 2      | 6      |
| Ringen         | 0    | 3      | 0      | 3      |
| Hockey         | 0    | 1      | 1      | 2      |
| Turnen         | 0    | 1      | 1      | 2      |
| Tauziehen      | 0    | 0      | 1      | 1      |
| Gesamt         | 40   | 53     | 55     | 148    |

### Winterspiele
| Sportart       | Gold | Silber | Bronze | Gesamt |
| Eiskunstlauf   | 1    | 0      | 1      | 2      |
| Bobsport       | 0    | 1      | 1      | 2      |
| Eisschnelllauf | 0    | 1      | 1      | 2      |
| Gesamt         | 1    | 2      | 3      | 6      |